# Liste von Söhnen und Töchtern der Stadt Lugano
Diese Liste enthält in Lugano geborene Persönlichkeiten, chronologisch nach dem Geburtsjahr sortiert. Die Liste erhebt keinen Anspruch auf Vollständigkeit.

## In Lugano geborene Persönlichkeiten

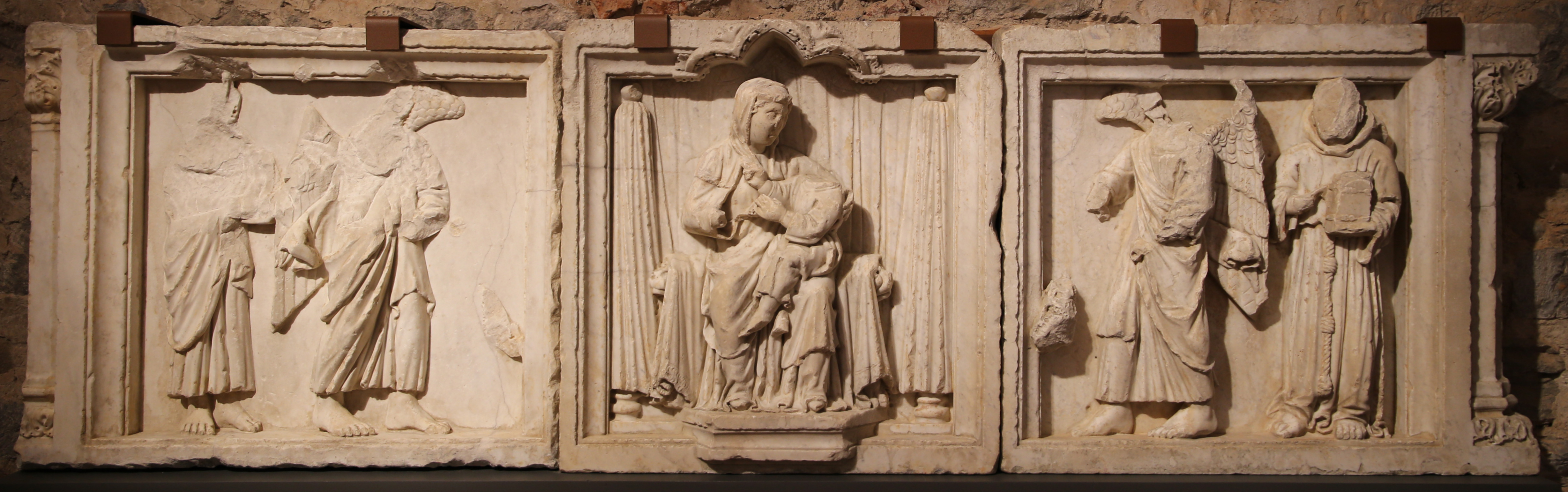
Giroldo da Lugano: Madonna mit Kind, Franz von Assisi, Apostel und zwei Engels, Museo Civico, Pistoia

(Sortierung nach Geburtsjahr)

### Bis 1700
- Adelsfamilie Sescalchi (XII.–XIV. Jahrhundert), aus Como, sie liess sich seit 1146 in Lugano nieder. Sie spielte bis Ende des 14. Jahrhunderts im Luganer Gebiet eine bedeutende Rolle und besass Grundrechte in Bioggio, Cademario (1190), Magliaso (1221) und Cadro (1366)[1]
- Giroldo da Lugano (* um 1235; † um 1295 in Volterra ?), Sohn von Jacopo, Baumeister und Bildhauer, tätig in Massa Marittima, Pistoia, Lucca, Carrara und Volterra
- Blasinus Stemalius (* um 1240 in Lugano; † 1300 ebenda?), Metall- und Glockengiesser[2]
- Zanolus Rovillie (* um 1330 in Lugano; † 1363 ebenda), Wohltäter der Stiftskirche San Lorenzo von Lugano[3]
- Girardolus Carolus de Lugano (* um 1360 in Lugano; † nach dem 1. März 1403 ebenda), Notar[4]
- Antonio da Lugano (* um 1360; † um 1400), Maler, tätig im Schiff der Pfarrkirche von Ascona[5]
- Francesco Pessono (* um 1375; † nach 1429), 1418–1420 als Erbauer von Bombarden in Como und Lugano für den Herzog von Mailand erwähnt, 1402 und 1429 als magister ab orologiis in Como[6][7]
- Giovannolo Marchesi (* um 1380; † nach 1415 in Mailand), Kaufmann, ins Bürgerrecht von Mailand aufgenommen[8]
- Gian Bono de Madiis (* um 1390 in Lugano; † nach 1440 ebenda), Doktor der Rechte, Mitglied der Kommission, die 1429 die Satzungen Luganos zu revidieren hatte, Verweser von Lugano für die Grafen Sanseverino 1440[9]
- Maffeo (oder Matteo) von Lugano (* um 1410 in Lugano; † um 1454), Baumeister, tätig an der Zitadelle von Ostia[10]
- Alberto da Lugano (* um 1410 in Lugano; † um 1454), Architekt, baute das Schloss von Saturnia[11] (abgerufen am 25. Dezember 2016)
- Antonio de Lugano (* um 1410 in Lugano; † nach 1449 in Padua ?), Bildhauer in Venedig, arbeitete 1449 in Padua an der Kirche Santa Maria in Vanzo und an der Basilika des Heiligen Antonius (Padua)[12]
- Adamo Avanzini (* um 1420 in Lugano; † nach 1480 in Mailand ?), Steinmetz in Mailand von 1453 bis 1480[13]
- Costantino de Lugano (* um 1425 in Lugano–nach 1474 ebenda?), Baumeister, baute in Matelica die Paläste Piersanti, Ottoni und den Turm der Kathedrale Santa Maria Assunta[14]
- Antonio de Lugano genannt Stefano (* um 1430 in Lugano; † nach 1473), Bildhauer in Siena 1473, einer der Friedensvermittler zwischen den Bildhauern von Siena und der Lombardei[15]
- Giovan Battista de Lugano (* um 1425 in Lugano; † nach 1474 ebenda?), Baumeister, baute in Matelica die Paläste Piersanti, Ottoni und den Turm der Kathedrale Santa Maria Assunta[16]
- Bernardo da Lugano (* um 1430 in Lugano; † nach 23. Dezember 1466 in Genua ?), Baumeister, tätig am St.-Georgs-Turm und am Castelletto von Genua[17]
- Antonius de Lugano (* um 1430 in Lugano; † nach 1468 in Genua ?), Baumeister in Rom, er arbeitete 1466 zusammen mit Bernardo am Castelletto von Genua[18][19]

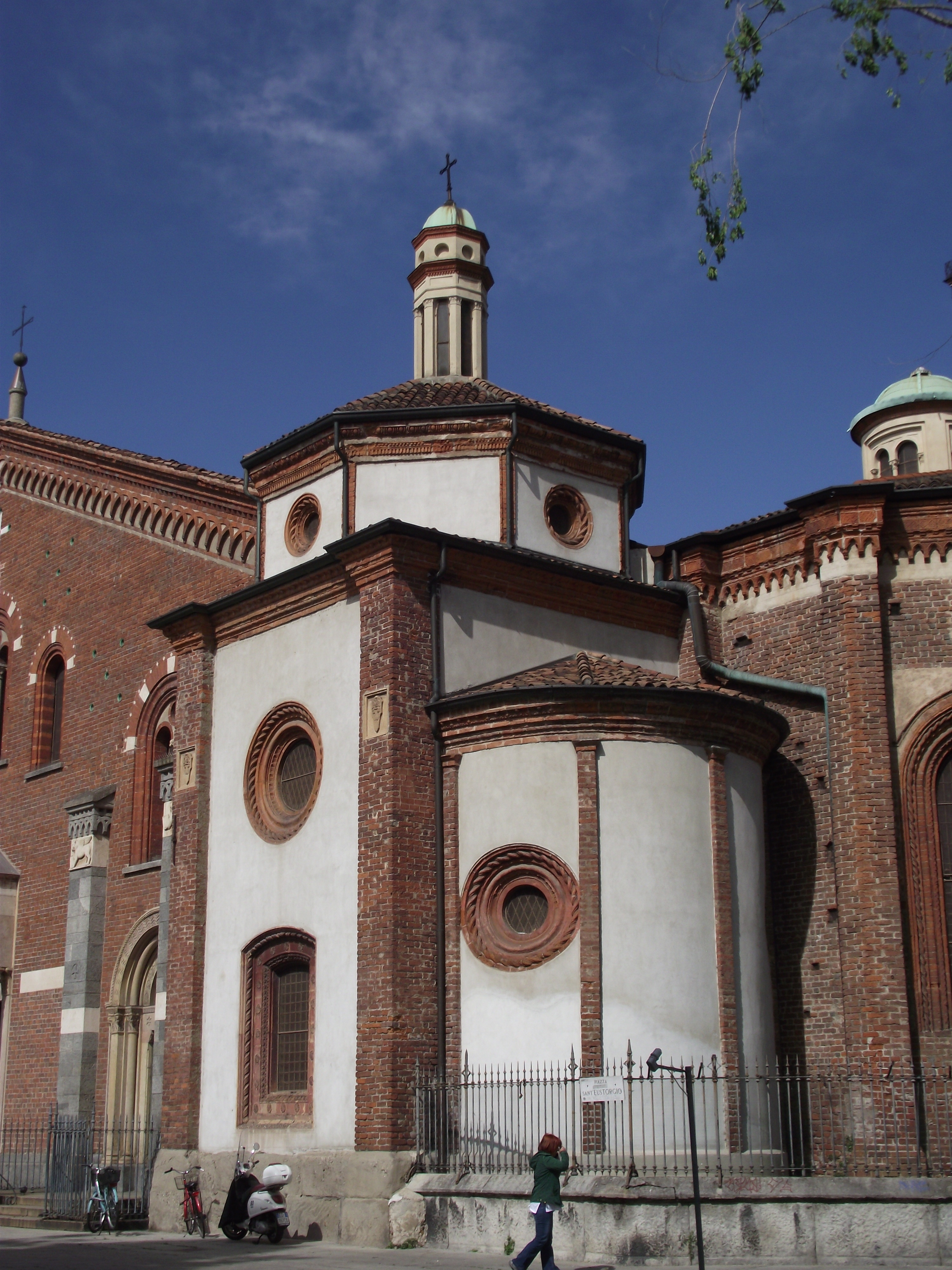
Lazzaro Palazzi: Die Kapelle Brivio, Kirche Sant’Eustorgio, Mailand

- Battista Menicato (* um 1435 in Lugano; † nach 1485 ebenda?), er stand an der Spitze des Aufstandes gegen Francesco Pagnano, Gouverneur des Luganertals[20]
- Stefano da Lugano (* um 1450 in Lugano; † nach 1498 in Mailand ?), Bildhauer am Bau des Mailänder Doms zusammen mit Giacomo Benvenuti 1498[21]
- Giacomo Benvenuti (* um 1450; † nach 1498 in Mailand ?), Bildhauer, von Lugano; 1498 arbeitete er mit Stefano von Lugano am Bau des Mailänder Doms[22]
- Angelo da Lugano (* um 1450 in Lugano; † nach 1489 in Brescia ?), Bildhauer, er arbeitete 1489 in Brescia[23][24]
- Giacomo Marocco (* um 1450 in Lugano; † nach 1500 ebenda?), Bildhauer in Genua, Mitarbeiter von Giovanni Gaggini[25]
- Lazzaro Palazzi (* um 1450 in Lugano; † nach 1508), Architekt, Mitarbeiter des Giovanni Antonio Amadeos an den Ospedale Maggiore, Erbauer des Lazzaretto di Milano und der Kapelle Brivio der Kirche Sant’Eustorgio
- Giovanni Muttoni (* um 1455 in Lugano; † nach 1474 ebenda?), aus Cima, Bruder von Tommaso Muttoni, Künstler, Bildhauer aus Lugano, tätig 1474 in der Kirche San Cristoforo alla Certosa[26]
- Tommaso Muttoni (* um 1455 in Lugano; † nach 1474 ebenda?), Bruder von Giovanni Muttoni, Künstler, Bildhauer aus Lugano, tätig 1474 in der Kirche San Cristoforo alla Certosa[27]
- Sebastiano da Lugano (* um 1470 in Lugano; † nach 1502 in Venedig?), Sohn von Jacopo, Holzbildhauer, Mitarbeiter von Lorenzo Bregno[28]
- Sebastiano Mariani (* um 1460 in Lugano; † nach 1504 in Venedig?), Baumeister, Mitarbeiter von Mauro Codussi in Venedig[29]
- Jacopo da Lugano (* um 1460 in Lugano; † nach 1500 in Pontremoli ?), Bildhauer an der Kirche Santa Maria Annunziata von Pontremoli[30]
- Tomaso da Lugano (* um 1460 in Lugano; † um 1520 in Vicenza ?), Bildhauer und Baumeister im 15. Jahrhundert, arbeitete in Vicenza, wo er die Basreliefs am heutigen Palast der Banca popolare und im Palast Vaccari (1488), sowie drei, das Portal der Kapelle San Marcello schmückende Statuen schuf.[31]

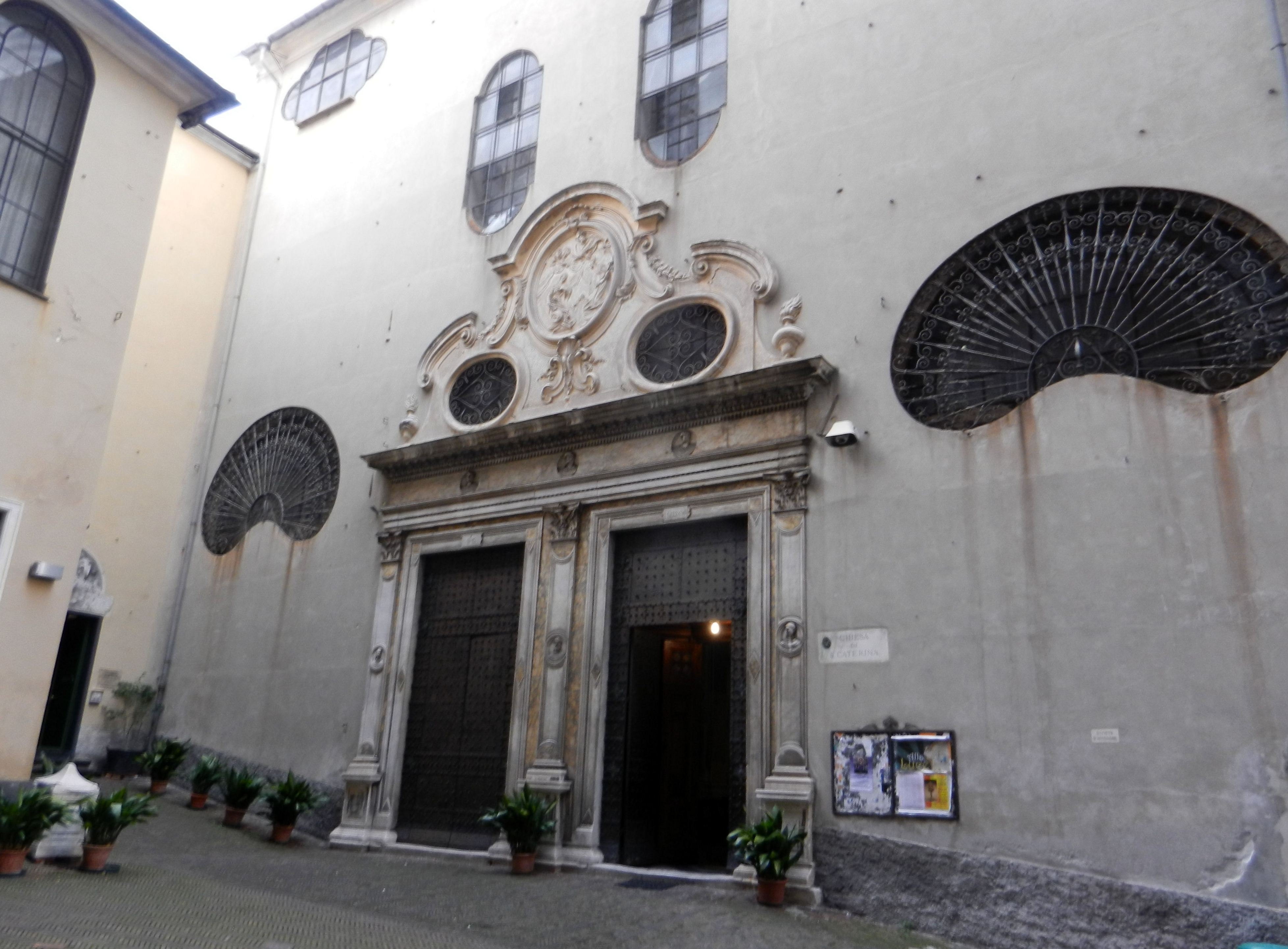
Pier Angelo Piuma: Die Doppeleingang der Kirche Santissima Annunziata, Genua 1521.

- Giovan Francesco Magistretti (* um 1465 in Lugano; † 1536 ebenda), Dozent, Rektor der Schule von Lugano[32]
- Andrea Lombardo da Lugano (* um 1475 in Venedig?; † nach 1532 in Perugia), Bildhauer, im Jahr 1506 arbeitete er in Venedig, wo er einen Teil der Marmordekoration der Kirche San Sebastiano schuf[33][34]
- Giuseppe Muggini (* um 1480 in Lugano; † nach 1544), Arzt, Publizist, publizierte 1517: Trattato breve sopra la preservazione e cura della peste.[35][36]
- Andrea di Jacopo Lombardo (* um 1480; † nach 1506 in Foligno), Bildhauer[37]
- Antonio de Gasparino (* um 1485; † nach 1521), aus dem Luganertal, Bildhauer, schuf von 1510 bis 1511 die Taufbecken der Kirche Santa Maria Maggiore in Spello, in Foligno und ein Tabernakel in der Kirche Sankt Francesco in Bevagna.[38]
- Pier Angelo Piuma (* um 1485; † nach 1521), Bildhauer, schmückte den Doppeleingang der Kirche Santa Annunziata von Portoria[39]
- Bartolomeo Fabricio (* um 1490; † nach 1528), Maler, tätig an der Kirche Santa Maria degli Angioli in Lugano[40]
- Francesco Francalanza (* um 1490; † vor Mai 1525), Wappenmaler am Gerichtshaus von Lugano[41]
- Juan de Lugano (da Trevano) (* um 1500; † 1569 in Valencia), Bildhauer und Marmohändler[42]
- Andrea da Lugano (* um 1510; † nach 1577), Architekt, 1544 in Rom und 1577 in Venedig erwähnt, soll identisch sein mit Andrea von Como, der 1535 in Rom auftritt[43]
- Giovanni Battista da Lugano (* um 1510; † nach 1560 ebenda?), Architekt, tätig an der Kathedrale von Matelica[44]
- Costantino da Lugano (* um 1510; † nach 1560 ebenda?), Architekt, tätig an der Kathedrale von Matelica[45]
- Antonio de Lugano (* um 1520; † nach 1585), Baumeister an der Stiftskirche in Bellinzona (1567)[46]
- Giovanni Angelo da Lugano (* um 1525; † nach 1570 ebenda?), Bildhauer an der Loggia von Brescia[47]

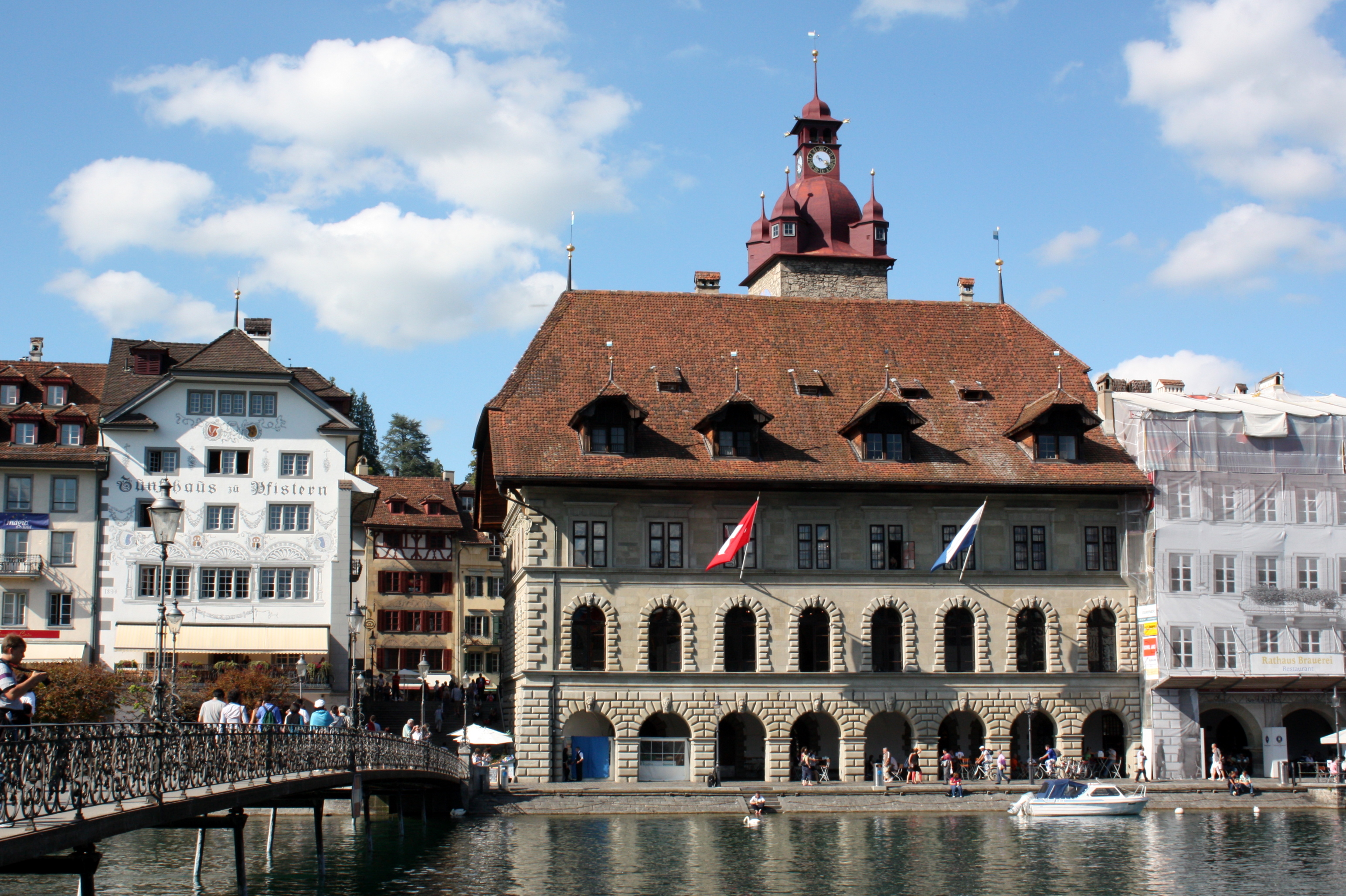
Giovanni Pietro del Grilio: Ritter’scher Palast, Renaissancepalais mit dreistöckigem Arkadeninnenhof, erbaut in Luzern ab 1556.

- Giovan Giacomo da Lugano (* um 1525; † nach 1573 ebenda?), Bildhauer an der Loggia von Brescia[48][49]
- Antonio del Ronco de Lugano (* um 1525–nach 1579), Architekt in Imola und Krakau[50]
- Pietro und Nicolò del Ronco de Lugano (* um 1528; † nach 1583), Brüder, Architekten in Imola und Krakau[51]
- Giovanni Pietro del Grilio auch Grieto genannt (* 16. Jahrhundert; † 1561), ein Schweizer Architekt des Manierismus in der späten Renaissance in Luzern
- Gian Giacomo Roviglio (* um 1530; † nach 1589), 1556–1589 genannt, Statthalter des Landvogts von Lugano 1557–1559, 1572, Fiskal 1582, Strassenaufseher 1583[52]
- Marco Antonio Rovillio (* 1535; † nach 1575), Doktor der Medizin und der Physik, Freund des Francesco Ciceri[53]
- Giovanni Antonio Giovio (* um 1555; † nach 1594), einer der zwei Delegierten der Stadt Lugano, die 1594 mit dem Nuntius in der Schweiz über die Gründung des Kollegiums in Lugano, das dann den Somaskerbrüdern übergeben wurde, zu unterhandeln hatten[54]
- Mauro Giovio (* um 1560; † nach 1614), Arzt, er wird 1597 in Lugano erwähnt. Er machte dem Sankt-Laurentius-Domkapitel wertvolle Stiftungen und vermachte am 5. April 1614 sein Vermögen zur Gründung eines Augustinerinnenklosters in Lugano[54]
- Fabrizio Maggi (* um 1560; † nach 1593), Baumeister, er übernahm vor 1593 zusammen mit Giovan Pietro Castagna die Ausführung der Befestigungsarbeiten von Casale Monferrato[55]
- Francesco Muggini (* um 1570 in Lugano; † nach 1625 ebenda), Arzt, er liess ein Bild für die empfangene Gnade malen (Votivgabe), das im Kloster Santa Maria degli Angeli in Lugano Centro aufbewahrt wurde[56]

- Familie Somazzi[57]
  - Mafiollus Somazzi (* um 1350; † nach 1384), Politiker, er war einer der Bürgermeisters von Lugano 1384[57]
  - Alessandro Somazzi (* um 1435; † nach 1482), Ghibellin, der 1477 zur Herzogin Bona von Savoyen anlässlich des tragischen Todes des Herzogs Galeazzo Maria Sforza abgeordnet wurde; er war 1482 der Gegner des herzoglichen Gouverneurs Vespucci in Lugano[57]
  - Domenico Somazzi (* um 1470; † nach 1520), Militär, er war im Dienste von König Ludwig XII.[58]
  - Bonaventura Somazzi (* um 1475; † nach 1513), Militär, er war 1512 einer der Verteidiger des Schlosses von Lugano gegen die Eidgenossen, wurde verbannt, 1513 aber begnadigt[57]
  - Gian Giacomo Somazzi (* um 1485; † 1540), Hauptmann im Dienste von Franz I., er machte unter General Odet de Foix Vizegraf von Lautrec den Feldzug von Neapel 1528 mit[59][57]
  - Battista Somazzi (* um 1535; † nach 1578), Militäringenieur, er arbeitete vor 1578 mit Fabiano dei Bassi am Bau der Zitadellen von Turin und Vercelli im Auftrag von Emanuel Philibert[57]
  - Filippo Somazzi (* um 1600; † nach 1655), Politiker, er war 1655 einer der Vertreter des Luganertals am Kongress der vier Landvogteien in Bironico, der über die Teilnahme der Tessiner Vogteien am Villmergerkriege beriet[57]
  - Domenico Somazzi (* um 1640; † nach 1684), Politiker, er war einer der reggenti von Lugano 1684
  - Giovan Pietro Somazzi (* um 1695; † 1757), Advokat und Prokurator in Neapel, Sekretär des Kaisers Karl VI. (HRR), der ihm den Grafentitel verlieh. Nach dem Tode seiner Gattin trat er ins Kloster und wurde Bischofsvikar des Bistums Como in Lugano[57]

- Familie Castoreo[60]
  - Honriginus Castoreo (* um 1300; † 1348), Notar, er redigierte 1326 die Landesteilungsurkunde des Gebiets Sonvico[61]
  - Giovanni Castoreo (* um 1390; † nach 1447), Gemeindeparlament der Landschaft Lugano[62]
  - Antonio Carnevari de Castorei (* um 1420; † nach 1466), gehörte zu den Anführern des Aufstandes gegen die Grafen Sanseverino[61]
  - Giovanni Antonio Castoreo (* um 1580; † nach 1632 in Mendrisio), Erzpriester der Stiftskirche Sankt Lorenzo von Lugano, erwähnt 1617–1628. Er ist vielleicht identisch mit demjenigen, der am 8. März 1631 zum Propst von Mendrisio ernannt wurde und am 16. Mai 1632 von dieser Würde zurücktrat[61]
  - Gian Battista Castoreo (* um 1680; † nach 1728 in Chur), Kanzler der Apostolische Nuntiatur in Luzern. Als Kanoniker von Chur 1728 wurde er zum Ehrenmitglied des Kapitels der Urner Geistlichkeit ernannt[61]
  - Jacob Franz Castoreo (* um 1690 in Lugano; † nach 1728 in Luzern), Politiker, eingebürgert mit dessen Sohn Johann Baptist, Luzerner Stadtrat[61]

- Adelsfamilie Castanea/Castagna[63]
  - Ottavio Castagna (* um 940 in Bissone; † nach 980 in Lugano), Reichsvikar von Lugano, Locarno, Bellinzona, Mendrisio und Valle Maggia mit dem Titel eines Freiherrs von Bissone[64][65]
  - Donato Castagna (* um 1405; † nach 1468), Jurist, Mitglied des Kleinen Rats von Lugano 1440 und 1443; Gemeindeverwalter 1442, 1468 machte er dem Krankenhaus Santa Maria von Lugano eine Stiftung[66]
  - Bartolomeo Castagna (* um 1410; † nach 1441), einer der Verwalter der Gemeinde des Luganertals[65]
  - Stefano Castanea (* um 1420; † nach 1473), Podestà von Bormio, Zollaufseher des Luganertals 1473[67][68]
  - Francesco Castagna genannt Cacciaguerra (* um 1450; † nach 1513), nahm am 24. Januar 1500 mit Giovanni Antonio Castagna teil am Zug der Ghibellinen von Lugano und Bellinzona gegen diese Stadt belagernde Franzosen[65]
  - Giorgio Castagna (* um 1455; † nach 1511), Schatzmeister der Gemeinde Lugano[65]
  - Tomaso Castagna (* um 1460; † nach 1513), Politiker des Luganertals, am 28. Februar 1500 führte er die Ghibellinen beim Angriff gegen das Schloss Sonvico. 1512 wurde er mit Giacomo Mottino und Battista Morosini in die eidgenössischen Kantone gesandt
  - Pietro Paolo Castagna (* um 1500; † nach 1547 in Mailand), Bruder des Francesco, Jurist, Richter, Giudice del Gallo in Mailand[69]
  - Gian Angelo Maria Castagna (* um 1540; † nach 1603 in Bobbio), letzter Propst der Humiliaten der Kirche Sant’Antonio in Lugano (aufgehoben 1567); Kanoniker von Bobbio 1603[65]

- Familie Brocchi, Broccus, Brocco, Brocca[70][71]
  - Beltramo Brocchi (1100–1125 bei Barlassina), einer der Anführer der Comenser, wurde in der Fehde zwischen Como und Mailand getötet[70]
  - Antonio Brocchi (* um 1415; † nach 1476), Prokurator der Grafschaft Val Lugano[70]
  - Giacomo Brocchi (* um 1445; † 1482), Politiker, er war 1482 einer der drei Prokuratoren des Luganertals, die das Volk gegen den herzoglichen Hauptmann Pietro Vespucci aufgewiegelt haben sollen[70]
  - Hellias Brocchi (* um 1480; † nach 1530), bezahlte 1530 Bernardino Luini 84,4 Lire für das Fresko der Passion Jesus in der Kirche Santa Maria degli Angioli in Lugano[70]
  - Giovanni Antonio Brocchi (* um 1540; † nach in Locarno), Priester, 1589 zum Erzpriester von Locarno ernannt[70]
  - Leonardo Brocchi (* um 1525; † 1596), Priester, Erzpriester von Riva San Vitale 1563–1596, er nahm an der Diözesansynode von Como 1565 und 1579 teil[70]

- Familie Pocobelli ist seit Anfang des 13. Jahrhunderts in Lugano bezeugt. Sie zählte zu den angesehensten Familien der Welfen[72][73]
  - Ardizzone und Fomasio Pocobelli (* 13. Jahrhundert), Anwälte und Notare[72][74]
  - Cristoforo Pocobelli (* um 1400; † nach 1442), Prokurator von Lugano[72]
  - Giacomolo Pocobelli (* um 1405; † nach 1456), Prokurator von Lugano[72]
  - Urbano Pocobelli (* um 1410; † vor 1473), er war ein angesehener Vertreter der Guelfen, Caneparo (Fiskal) des Luganertals 1442–1459, Bürger von Mailand 1455[72][75]
  - Pietro Pocobelli (* um 1430; † nach 1473), Sohn des Urbano, Prokurator von Lugano[72]
  - Giovan Donato Pocobelli (* um 1430; † nach 1479), Abgeordneter der Talschaft zum Herzog von Mailand 1479[72]
  - Alberto Pocobelli (* um 1450), Abgeordneter der Talschaft zum Herzog von Mailand[72]
  - Ludovico und Giovanni Pietro Pocobelli (* um 1450; † nach 1499), Kastellane des Castello piccolo (Castello di Sasso Corbaro) von Bellinzona[72]
  - Gabriele Pocobelli (* um 1470–nach 1512/1522), zeichnete sich 1512 bei der Belagerung des Schlosses von Lugano aus. Nach der Schlacht bei Marignano wurde er von Franzosen mit anderen Mitgliedern seiner Familie verbannt und 1517 von den Schweizern begnadigt[72]
  - Alessandro Pocobelli (* 1480; † nach 1531), Priester, Kanoniker der Stiftskirche Sankt Lorenzo von Lugano 1517–1531, nach der Schlacht von Marignano verbannt, kehrte er 1517 zurück[72]
  - Nicolò Pocobelli (* um 1490; † nach 1545), er vermachte 1545 dem Kapitel Lugano die Zehntenrechte, die er in Croglio besass[72]
  - Andrea Pocobelli (* um 1495; † nach 1532), Generalcaneparo (Fiskal) des Luganertals 1517, wird noch 1532 erwähnt[72]
  - Lelio Pocobelli (* um 1505; † nach 1571), Goldschmied[72]
  - Antonio Pocobelli (* um 1510; † nach 1554 in Piemont), Abgeordneter an die Tagsatzung 1548, einer der Schweizerischen Gesandten in Compiègne 1549 in der Frage über den ausstehenden Sold, warb 1542 als Hauptmann in französischen Diensten 475 Soldaten an und kämpfte im Piemont, 1554 war er als Werbeoffizier für den Herzog von Toskana tätig, er war dann auch im Dienste des Kaisers Philipp II. (Spanien)[76][72]
  - Gabriella Pocobelli (* um 1515; † nach 1567), Äbtissin des Humiliatenklosters Santa Caterina in Lugano[72]
  - Battista Pocobelli (* um 1530; † nach 1599), Maler, von ihm stammt ein altes Gemälde in der Kathedrale Sankt Lorenzo[72]
  - Maria Francesca Pocobelli (* um 1545; † nach 1591), Äbtissin des Humiliatenklosters Santa Caterina in Lugano[72]
  - Giovanni Paolo Pocobelli (* 1550; † 1621), Titularpropst des Klosters Santa Maria Assunta di Torello (Carona) 1578, Erzpriester von San Lorenzo in Lugano 1588[77]
  - Martino Pocobelli (* um 1565; † 1630), Bildhauer, tätig in Kärnten und in der Steiermark, er arbeitete in Graz und 1599–1609 in Judenburg[78]
  - Bartolomeo Pocobelli (* um 1600; † nach 1653), Generaladvokat der Vogtei Lugano 1653[72]
  - Giovanni Battista Pocobelli (* um 1600; † 1634), Erzpriester des Kollegiatstifts San Lorenzo in Lugano[72]
  - Giovanni Pocobelli (* um 1630; † nach 1679), Doktor beider Rechte, 1661–1679 Schweizer Agent beim Papst Clemens IX., wahrscheinlich auch Agent Spaniens 1679, verwandte sich 1669 beim römischen Hof zur Erlangung von Beiträgen für die Befestigung von Rapperswil. Kaiserlicher Rat; veröffentlichte 1661: Orationem dictam in Quirinali ad Santissimum DD. Alexandrum VII pro catholische Helvetia legalis[72]
  - Filiberto Pocobelli (* um 1630; † nach 1679), Jesuit, erwähnt 1679 als Prediger des Kaisers Leopold I. (HRR)[72]
  - Antonio Maria Pocobelli (* um 1635; † nach 1682), Kapuziner, Assistent des Ordensgenerals[72]

- Familie Albrici aus Lugano, Torricella und Locarno[79]
  - Giovanni de Albricis (* um 1340 in Lugano; † um 1400), Grundbesitzer, Vater von Giovanni[79]
  - Francesco de Albricis (* um 1365 in Lugano; † nach 1414), Baumeister, Sohn des Giovanni de Albricis, von Lugano, jedoch in Locarno wohnend[79]
  - Lorenzo de Albricis (* um 1385 in Locarno; † nach 1437), Sohn von Francesco, Stiftsherr[79]
  - Antonio de Albricis (* um 1390; † 1437), Erzpriester der Stiftskirche San Vittore in Muralto; am 7. Dezember 1414 schlossen Antonio und der Stiftsherr Lorenzo, Sohn Meisters Francesco de Albricis von Lugano, im Namen des Kollegialkapitels eine Übereinkunft mit den vicini von Terre di Pedemonte, als Zeuge treffen wir ebenfalls Meister Francesco. Als Antonio noch Erzpriester von Locarno war, am 15. Oktober 1437, nahm mit Andrea de Albricis an der Aufstellung einer Investitur-Urkunde teil, welche die Adelsfamilie Muralto von Locarno mit Gütern des Bischofs von Como belehnte[79]
  - Andrea de Albricis (* um 1392 in Locarno; † nach 1437), Bruder des Antonio ?, Grundbesitzer[79]

- Giovan Pietro Albuzio (* um 1480 in Lugano; † vor 1550 in Mailand), Arzt und Schriftsteller[80]
- Battista da Lugano (* um 1470; † 1538 im Santuario di Macereto bei Visso), Bildhauer, Architekt der Liebfrauenkirche von Macereto[81][82]
- Antonio della Valle di Lugano (* um 1470; † nach 1519), Bildhauer in Venedig, Spello und Perugia[83]
- Giovanni Pietro Albuzio (* um 1507; † 1583), Theologe, Philosoph, Literat, Sohn des Giovan Pietro und dessen Ehefrau, Arzt und Hochschullehrer an der Universität Pavia[84]
- Pietro Antonio da Lugano (* um 1510; † nach 1545 in Mailand ?), Bildhauer, tätig am Mailänder Dom[85]
- Agostino Pianta (* um 1511; † 7. März 1572), Doktor der Rechte, Jurist und Humanist, Freund von Francesco Ciceri und Aegidius Tschudi[86][87]
- Francesco Ciceri (um 1521 oder 1527–1596), Humanist, Literat, Publizist und Hochschullehrer in Mailand.
- Gian Giacomo Roviglio (* um 1530, erstmals erwähnt 1557; † nach 1589 ebenda), Statthalter des Landvogts in Lugano, Fiskal[88]
- Giovanni De Rosis (* 1538; † 22. Januar 1610 in Rom), Priester, Jesuit, Barockarchitekt während 35 Jahren bei vielen Bauten in Sezze, Recanati, Potenza Picena, Macerata, Ancona, Perugia und Montepulciano[89]
- Francesco Marziano (* 1575; † nach 18. September 1606?), Stuckateur, Künstler, Stuckplastiker. Am 18. September 1606 zusammen mit Antonio und Pietro Castello und Ulrich Oere bekam den Auftrag für lebensgrosse Gipsstatuen und Stuckaturen für die Klosterkirche Wettingen[90][91]
- Francesco Robbiano (* um 1585; † 1620), Priester, Musiker, Organist und Komponist, 1605–1610 war er Organist in Chiavenna, dann Organist in der Kathedrale San Lorenzo von Lugano[92][93]

- Familie Torricella, Torricelli[94][95]
  - Antonius de Rangonibus de Turixellis (* um 1390 in Parma; † nach 1430 in Lugano), Militär, Podestà des Luganertals 1430[94]
  - Cristoforo Torricelli (* um 1455; † nach 1500), Anführer der Ghibellinen von Lugano, befand sich am 24. Januar 1500 unter den Ghibellinen, die den Franzosen das Castello grande und das Castello di Sasso Corbaro in Bellinzona wegnahmen[96][94]
  - Cristoforo Torricelli (* 1488; † nach 1563), Doktor beider Rechte, Archidiakon des Basler Münsters 1558[97][94]
  - Simone Torricelli (1518–1532), Glockengiesser in Lugano, schuf Glocken für Soazza, Lugano (Kirche San Rocco) und Wallfahrtskirche San Lucio im Val Cavargna[94]
  - Cristoforo Torricelli (* um 1560; † 1627), Doktor der Theologie, Erzpriester der Stiftskirche Santi Pietro e Stefano von Bellinzona[94]

- Familie Pello[98]

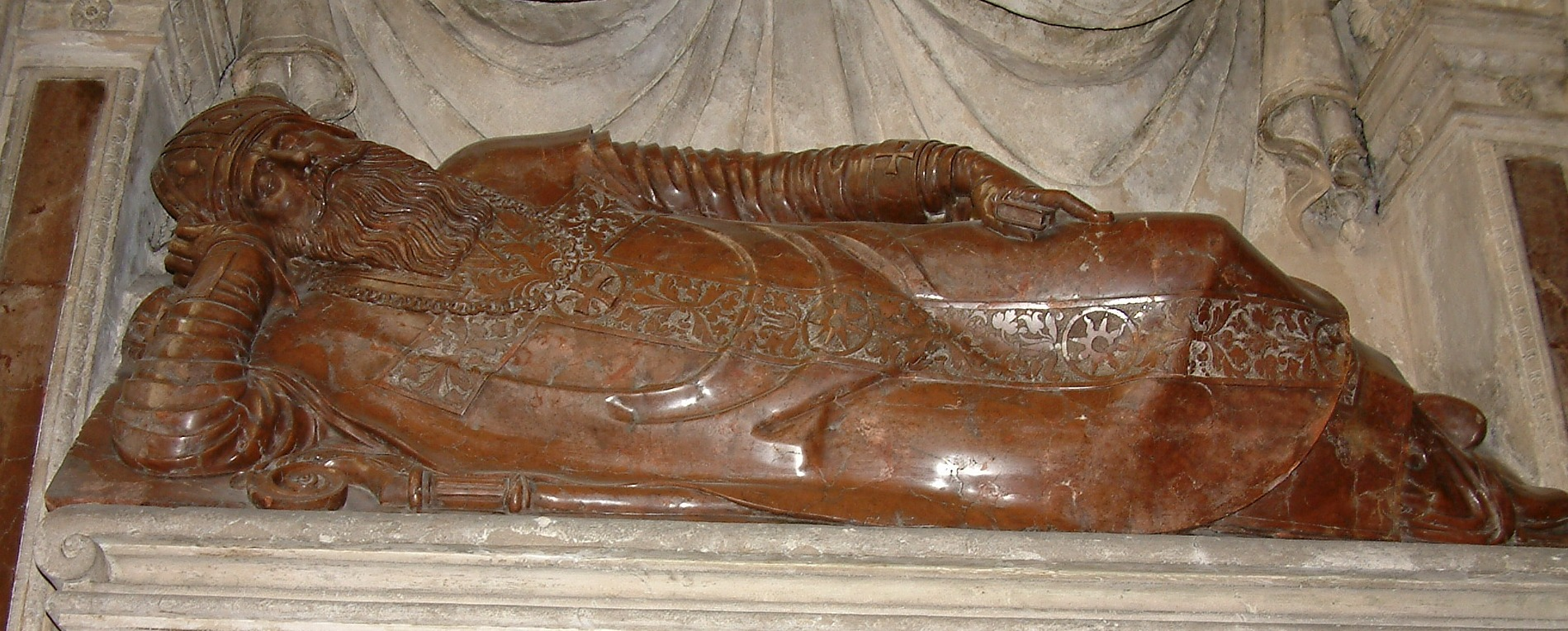
Gerolamo Canavesi: Grabmal des Bischofs Adam Konarski, Posener Dom, 1574.

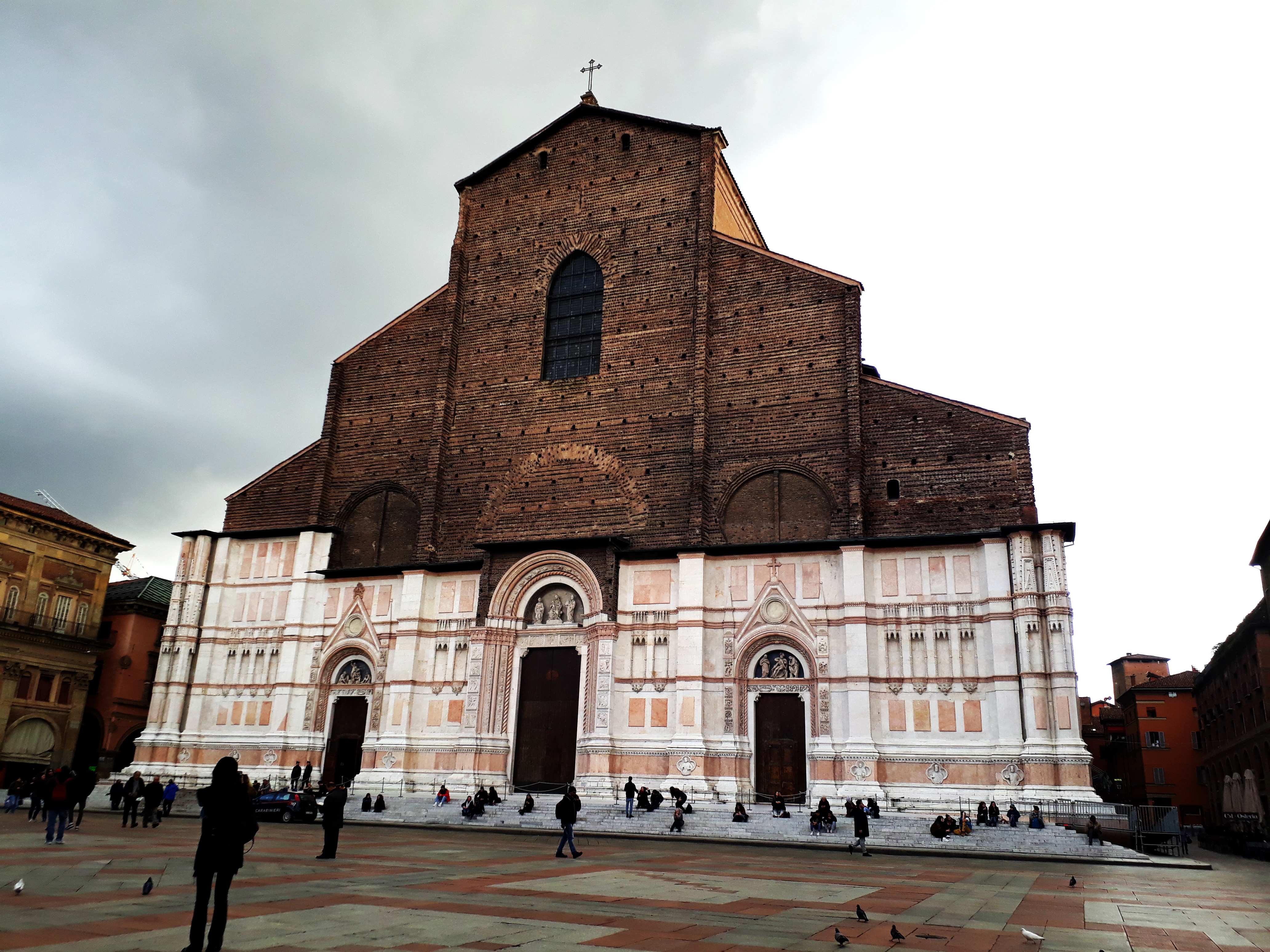
Bernardino da Lugano: die grosse Türe der Basilika San Petronio, Bologna 1544.

  - Giovanni Donato Pello (* um 1450; † nach 1487), Uhrmacher, von Lugano, 1478–1487 erwähnt, arbeitete 1487 an der Gemeindeuhr von Lugano. Bisweilen heisst er auch Pero.[98]
  - Giacomo Pello (* um 1540; † nach 1576), Uhrmacher, von Lugano, flickte 1576 die Gemeindeuhr von Lugano[98]

- Familie Canavesi[99]
  - Gerolamo Canavesi (* um 1490 in Lugano; † nach 1517), Bildhauer, Architekt, tätig in Mailand[99]
  - Gerolamo Canavesi (* um 1512 in Lugano; † 11. November 1582 in Krakau), Bildhauer, 1567 führte er das Denkmal von Gabriel Tarlo, dem Oberhofmarschall der Königin von Polen Katharina von Österreich (1533–1572), aus. Die Apostelstatuen, die die Fassade der Jesuitenkirche (Krakau) schmücken, stammen von ihm; schuf das Grabmal des Primas der polnischen Kirche, Jan Przerebski, in der Kollegiatskirche Lowicz (1562) sowie auch andere Denkmäler im Posener Dom[99][100][101]
  - Pietro Canavesi (* 1785 in Piacenza; † in Parma), aus Lugano, Schnitzler, hinterliess Zeugen seiner Kunst in mehreren Kirchen und Palästen dieser beiden Städte[99]

- Bernardino da Lugano (* um 1490; † nach 1544), Bildhauer, Stuckateur und Giesser, er arbeitete an der Ausschmückung der Sankt Michaelskirche in Bologna, er schuf die grosse Türe der Basilika San Petronio und das dortige Olivetanerkloster[102]
- Fabiano Bassi (* um 1515 in Lugano; † 1578), Militäringenieur[103]
- Tommaso Lombardo da Lugano (vor 1520–nach 1579), Bildhauer, Stuckateur, tätig in der Kirche San Sebastiano in Venedig. Schüler von Jacopo Sansovino
- Giovanni Pietro del Grilio (* um 1525 in Lugano, erstmals erwähnt 1557; letztmals 1561 in Luzern), Architekt in Luzern und Mailand[104]
- Matteo di Jacopo da Lugano (* um 1530; † nach 1569 ?), er wurde von der Republik Siena beauftragt, in Massa Marittima zur Entwässerung des Geländes einen künstlichen See zu graben[105]
- Cristoforo de Lugano (* um 1535; † nach 1588 in Rom ?), Bildhauer in Rom[106]
- Giovanni Jacopo da Lugano (* um 1540; † nach 1573 ?), Bildhauer[107]
- Baldassarre da Lugano (* um 1545; † nach 1580 in Rom ?), Stuckateur, er arbeitete mit Bernardo da Lugano an der Sankt Gregorkapelle in der Sant Peterskirche[108]

- Familie Crivelli[109]
  - Giovan Antonio Crivelli (* um 1550 in Lugano; † nach 1611), Fiskal, Stammvater der Crivelli von Lugano[110]
  - Enrico Crivelli (* um 1553; † nach 1611), Fiskal der Vogtei Lugano[110]
  - Francesco Crivelli (* um 1553; † nach 1611), Architekt der Befestigung in Cremona[110]
  - Johann Anton Crivelli (* um 1570–nach 1606 in Altdorf UR ?), Arzt erhielt das Urner Landrecht[111]
  - Antonius Crivelli (vor 1580–nach 1635 ?), Bildhauer der Renaissance in Kaisersteinbruch, in Wien und in der Pfarrkirche Maria Hietzing

- Bernardo da Lugano (* um 1550; † nach 24. Juli 1580 ?), Stuckateur mit Baldassarre von Lugano, arbeitete an der Cappella Gregoriana im Petersdom von Rom[112][113]
- Andrea de Lugano (* um 1550; † 21. November 1616 in Luzern), Kapuziner, Definitor und fabricator der Schweizerische Provinz 1589[114]
- Giuseppe Bianchi (* um 1560; † nach 1598), Stuckkünstler, 1598 arbeitete er an der grossen Kapelle des Dom zu Comos[115]

- Adelfamilie Rusca, Rusconi[116]
  - Lotterio Rusca (um 1370–1419), Sohn des Franchino und Tommasina, Graf der Landschaft Lugano, Chiavenna und den Pieven Riva San Vitale und Balerna
  - Giovanni Rusca (* um 1375; † gegen Ende 1432), Sohn von Franchino, Nachfolger seines Bruders Lotterio in der Hälfte der Grafschaft Lugano, und erhielt die Stadt und einen Teil des Tales mit Mendrisio und dem Tal von Chiavenna; 1426 baute er das Pretorio (Gerichtshaus) von Lugano; er stellte dem Herzog von Mailand Truppen gegen die Republik Venedig und schlug die Venezianer in Delebio[116]
  - Alberto Rusca (* um 1390; † nach 1430), Adel, Hauptmann von Lugano[116]
  - Antonio Rusca (* um 1395; † 1450 in Prato), Sohn von Giovanni, er verzichtete am 4. August 1422 auf seinen Anteil an der Herrschaft zu Gunsten des Herzogs von Mailand und trat in den Minoritenorden ein, wurde Magister der Theologie, Provinzial von Mailand 1438, Ordensgeneral[116]
  - Vincenzo Rusca (genannt der Selige) (* um 1402; † gegen 1460 in Como), Sohn des Giovanni, Gefährte des heiligen Bernhardin von Siena, Vermittler des Friedens zwischen den Ghibellinen und Guelfen von Como um 1440, trat in den Minoritenorden ein und starb 1460 im Kloster Santa Croce in Boscaglia von Como im Geruch der Heiligkeit[117][116]
  - Giovanni Rusca (* um 1405; † vor 1465 in Mailand), Sohn des Giovanni, Bürger von Mailand 1461, Stammvater verschiedener illegitimer Zweige der Familie Rusca von Mailand[116]
  - Franchino Rusca (* um 1415; † vor Oktober 1482), Sohn des Giovanni, er stellte sich an die Spitze der Ghibellinen, entfachte verschiedene Wirren und wurde verbannt; mit seinem Sohn Ettore verursachte er einen Aufstand der Ghibellinen von Lugano gegen die Grafen Sanseverino und setzte es durch, dass der Herzog von Mailand ihm einen Teil der Grafschaft Lugano zurückerstattete[116]
  - Antonio Rusca (* um 1420; † nach 1467), Adel, einer der Anführer des Aufstandes von 1466–1467 gegen die Grafen Sanseverino Herren der Grafschaft Lugano e valli[116]
  - Giovanni Rusca (* um 1435; † 1514), Sohn des Franchino, er drang 1491 an der Spitze anderer Verbannter ins Luganertal ein, das er einige Jahre lange dank dem Ableben des Herzogs Gian Galeazzo Maria Sforza von Mailand und der französischen Invasion behaupten konnte. 1499 versuchte er umsonst, sich von Neuem Luganos zu bemächtigen; als 1512 König Ludwig XII. die Grafschaft den Eidgenossen abtrat, musste er jede Hoffnung auf deren Besitz aufgeben[116]
  - Ettore Rusca (* um 1440; † nach 1513), Sohn von Franchino, unternehmender Ghibelline, beteiligte sich 1466–1467 mit seinem Vater am Aufstand von Lugano; Abgeordneter Luganos 1477 zur Herzogin Bona von Savoyen; einer der Prokuratoren des Luganertals bei dem Herzog gegen den herzoglichen Hauptmann Pietro Vespucci 1482; Kornzollpächter von Lugano 1478; dessen Güter 1513 vom Landvogt von Lugano konfisziert wurden[116]
  - Pietro Rusca (* um 1465; † nach 1550), Sohn von Franchino, Abgesandter des Luganertals an König Ludwig XII. 1499, um ihn zu ersuchen, Lugano und die Talschaft nicht weiter zu Lehen zu geben[116]
  - Gian Giacomo Rusca (* um 1470; † nach 1514), Adel, Militär, beteiligte sich an der Verteidigung des Schlosses von Lugano 1512-1513, wurde aber 1514 von den schweizerischen Eidgenossen wegen der ihnen geleisteten Dienste begnadigt[116]
  - Giovan Pietro Rusca (* um 1475; † nach 1522), Adel, Rechtsanwalt, Notar, erwähnt 1520–1522, Abt des Kollegiums der Notare des Luganertals[116]
  - Pietro Martire Rusca (* um 1485; † 1578), Sohn des Giovanni, Dominikaner, Prior von Cremona, von Kloster Santa Maria delle Grazie in Mailand; Provinzial von Mailand 1544-1546; mehrere Jahre lang Inquisitor in Como, Bekenner des Papstes Paul IV., Generalvikar des Dominikanerordens 1557; Definitor der Provinz Lombardei 1564, Inquisitor in Cremona 1562 und 1570; Schriftgelehrter[118][116]
  - Girolamo Rusca (* um 1570; † 15. Februar 1639 in Venedig), Lektor der Theologie 1609, Vikar von San Secondo in Isola bei Venedig, er war Kommissar der Inquisition für den Staat Venedig. Papst Paul V. ernannte ihn 1611 zum Bischof von Cattaro, der den Sitz von 1620 bis 1630 nach Bistum Koper oder Giustinopoli verlegte. Ritter vom güldenen Sporn 1617[119][116]
  - Giovan Battista Rusca (* um 1590; † 1650 in Mailand), Adel, Priester, Präfekt von Santa Maria presso San Celso in Mailand, Doktor des Kollegiums der Biblioteca Ambrosiana, hinterliess Manuskripte archäologischen Inhalts der Biblioteca Ambrosiana, veröffentlichte lateinische Gedichte und 1649 Poesie volgari[120][116]
  - Antonio Rusca (* um 1635; † 1682), Adel, Baumeister, baute zwischen 1679 und 1682 den Palast der Pfandleihanstalt in Busseto nach Plänen von Domenico Valmaggini[116]
  - Bernardo Rusca (* 1653; † nach 1723), Adel, Hauptmann einer Freikompagnie von 200 Deutschen für den König von Spanien 1684, Landvogtstatthalter von Lugano (1688 und 1704), zweimal an der Spitze der Stadt und Reggente der Landschaft; kämpfte 1686 in Griechenland gegen die Türken, vertrat 1692 die äusseren pievi vor den regierenden Orten; er war Zollpächter von Lugano[116]
  - Lodovico Rusca (* um 1670; † 1733), Adel, Franziskaner (OFM), er stand in Kontroversen mit dem Zürcher Professor Johann Jacob Hottinger[121] und veröffentlichte Ecclesiasticum in saecularem Dissertationem J. Jacobi Ottingeri...judicium (1721) und in vier Bände Judicii ecclesiastici...confirmatio (1725)[122][116]
  - Cristoforo Rusca (* um 1672; † 27. Februar 1746 in Rho), Adel, Priester, Rektor des päpstlichen Collegio Papio in Ascona, Propst von Biasca und Generalvikar für die drei ambrosianischen Täler, Mitgründer der Kongregation der Missionäre von Rho[116]
  - Bernardino Rusca (* um 1674; † 1738), Bruder von Lodovico, Adel, Franziskaner, Provinzial von Mailand[123][116]
  - Carlo Lodovico Rusca (* um 1674; † nach 1744), Neffe von Cristoforo, Adel, Propst der Stiftskirche San Pietro von Biasca und Generalvikar der drei ambrosianischen Täler 1716–1744[116]

- Bernardo Francesco da Lugano (* um 1630; † nach 1663), Bildhauer, er arbeitete in Reggio nell’Emilia, Schöpfer einiger der Statuen des St. Peter[124]
- Pietro Bolla (* um 1640–nach 1685 ebenda), Architekt baute den Glockenturm der Kirche Santa Trinità in Poschiavo und die Glockentürme der reformierten Kirchen in Castasegna und Brusio[125]
- Andrea Mazza (* um 1650; † nach 1681 ebenda), Stuckateur, tätig an der Abtei St. Florian bei Linz[126]
- Giorgio Muggini (* um 1640; † nach 1710), Arzt, Publizist, vermachte sein Vermögen dem Krankenhaus Santa Maria von Lugano[127]
- Bernardo da Lugano (* um 1650; † Ende 17. Jahrhundert), Bildhauer und Giesser, mit Siro Zanella von Pavia zusammen schuf er die Riesenstatue des Karl Borromäus (genannt San Carlone) in Arona[128]
- Francesco Marziano (* um 1650; † nach 1688), Stuckateur, tätig in der Sakristei des Klosters Muri[129]
- Dionysius Merlino (* um 1660; † um 1700 ebenda?), Architekt in Ptuj unterstützt von den Stuckateuren Giuseppe Antonio Quadrio und Pietro Bettini restaurierte er die drei Flügel des Klosters (1693–1696),[130]
- Paolo Andrea Mazzini (* um 1680; † um 1740 in Rom), Barfüsser, Prediger, Beichtevater und Berater des Benedikt XIV. (Papst), General seines Ordens[131][132]

- Familie Camuzzi, Camuzio, Camucio aus Gottro[133][134]
  - Alberto Camucio (* um 1410, erwähnt 1452; † nach 1452), Arzt, Mitglied des Generalrats von Lugano[135][133]
  - Bernardino Camuzzi (* um 1470; † nach 1513), Arzt, übergab 1513 das Amt eines Podestà von Balerna und Mendrisio den Eidgenossen[136]
  - Lodovico Camuzio (* um 1475; † vor 1529), Arzt, Chirurg im Krankenhaus von Lugano[137][136][138][133]
  - Francesco Camuzio (* um 1480; † nach 1520), Sohn des Lodovico, Arzt, er stiftete die Cappella Camuzio in der Kirche Santa Maria degli Angeli in Lugano[136][139][133]
  - Andrea Camuzio (* um 1510; † 1578), erster Leibarzt des Kaisers Maximilian II. (HRR), Professor an der Universität Pisa
  - Gerolamo Camuzzi (* um 1515; † nach 1555), Sohn des Francesco, Humanist, am 5. August 1549 nahm mit seinem Bruder Andrea neben Giovanni Beccaria und ändern Neuerern am Religionsgespräch von Locarno teil[133]
  - Fabio Camuzzi (* um 1535; † nach 1570 in Rom ?), Sohn von Andrea, 1570 Camerlengo beim Papst Pius V.[133]
  - Pio Camuzzi (* um 1535 in Lugano; † nach 1599), Abt des Klosters San Simpliciano in Mailand 1599[136]
  - Francesco Camuzzi (* um 1538; † um 1695), Sohn des Gerolamo, Arzt[133]
  - Eugenio Camuzio (* um 1540–1602 in Rom), Sohn des Gerolamo, er studierte in Rom und promovierte zum Doktor der Philosophie und der Rechte. Er erfreute sich der Gunst des Papstes Pius V., der ihn am 19. Dezember 1568 zum Bischof von Bobbio erhob. Am 24. Juni 1595 stellte die Tagsatzung von Baden, jedoch ohne Erfolg, das Begehren, dass Eugenio zum Bischof von Como ernannt werde. Nachdem er längere Zeit der Diözese Bobbio vorgestanden, zog er sich nach Rom zurück[140][133][141]
  - Giovanni Battista Camuzzi (* um 1570 in Lugano; † 1648 ebenda), Priester, Pfarrer von Lugano, Propst der Stiftskirche Santi Giovanni Battista e Provino in Agno von 1599 bis 1633[136]
  - Antonio Camuzio (* um 1680 in Lugano; † nach 1717 ebenda?), Stuckateur in Dalmine[142]
  - Francesco Camuzio (* um 1680 in Lugano; † nach 1717 ebenda?), Stuckateur in Dalmine[143]

- Familie Laghi[144][145]

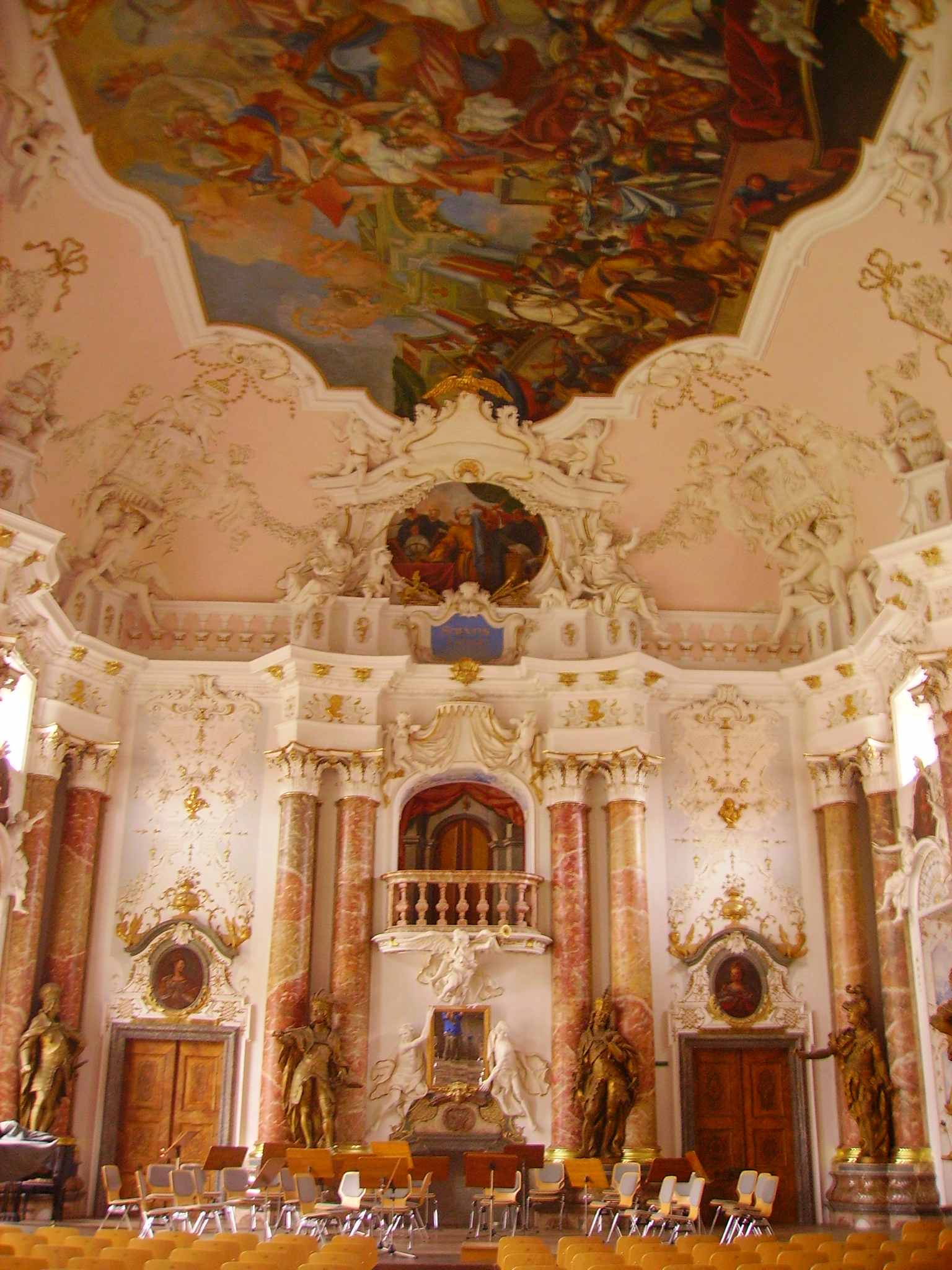
Ottobeuren Kloster Kaisersaal

  - Pietro Laghi (* um 1420; † 1460), Politiker[144]
  - Francesco Laghi (* um 1465; † vor 29. Dezember 1530 in Venedig), Infanteriehauptmann[146]
  - Antonio Laghi (* um 1475; † nach 1522), Baumeister, tätig am Turm der Kathedrale San Lorenzo in Genua[147]
  - Nicolò Maria Laghi (* um 1490; † vor 1557), Arzt und Chronist, verfasste eine Chronik von Lugano (1466–1512), welche die einzige heute noch bekannte spätmittelalterliche Chronik des Tessins geblieben ist[144][148]
  - Bartolomeo Laghi (* um 1490; † nach 29. Dezember 1530 in Venedig), er stiftete der Kirche Santa Maria degli Angeli von Lugano ein Vermächtnis, wovon ein Teil zur Zahlung des Freskos der Kreuzigung von Bernardino Luini verwendet wurde[144][149]
  - Alessandro Laghi (* um 1520; † nach 1589), Abgeordneter des Luganertals bei den Orten in Angelegenheiten der Strasse von Isone und Medeglia[144]
  - Alessandro Laghi (* um 1550; † 19. März 1613 in Linz), Philosoph, Theologe, Rektor der Universität Wien, Abt der oberösterreichischen Benediktinerklöster Garsten und Kremsmünster[150][151]
  - Nicolò Laghi (* um 1555; † 1612 in Mailand ?), Priester, Theologe, Publizist, Freund des Kardinals Karl Borromäus[152][144]
  - Gian Pietro Laghi (* um 1590; † um 1655), Diplomat, Freund und Vertreter des Fürstbischofs von Trient Carlo Emanuele Madruzzo[153]
  - Giovanni Battista Laghi (* um 1600; † 1662), Maler[144]
  - Sebastiano Laghi (* um 1610; † nach 1649), Doktor der Medizin, Philosoph, Publizist[154]
  - Giovan Battista Laghi (* 26. Oktober 1665; † nach 1720 in Spalato), Somasker, Doktor der Theologie und Philosophie, Rektor des Seminars von Vicenza, Erzbischof von Spalato[155]
  - Antonio Laghi (* um 1685–nach 1709 in Herrenhausen), Bildhauer[156]
  - Francesco Laghi (* um 1690; † nach 1722 in Ottobeuren ?), Stuckateur im bayerischen Kloster Ottobeuren[157]

- Adelsfamilie Riva[158][159][160]
  - Ariprando da Ripa (* um 1170; † nach 1205), Anwalt, Notar[159][160]
  - Jacobus Riva (* um 1290; † nach 1331), Podestà von Lugano[159][160]
  - Giacomo Riva (* um 1315; † nach 1364), Erzpriester von Lugano[159]
  - Benedetto Riva (* um 1380; † um 1452), Apotheker, Mitglied des Kleinen Rats von Lugano[159][160]
  - Arnolfino Riva (* um 1400; † um 1463), Priester, Kanoniker der Dom zu Como und Chorherr der Stiftskirche San Lorenzo von Lugano 1463[159]
  - Baldassarre Riva (* um 1420; † nach 1487), Priester, Generalvikar des Bischofs von Como Branda Castiglione (1465–1487)[159]
  - Stefano Riva (* um 1425; † um 1479), Baumeister[159]
  - Giovanni Battista Riva (* 24. Dezember 1646; † 17. Dezember 1729), Prokurator und Notar, Statthalter des Landvogts von Lugano[159][161]
  - Antonio Riva (* 22. Juli 1678; † 15. Juni 1765), Graf und Herr von Mauensee, Statthalter des Landvogts in Lugano, erhielt von Karl VI. (HRR) das Bürgerrecht von Mailand[159][162]
  - Rodolfo Giovanni Riva (* 14. Dezember 1679; † 12. Februar 1763), Landeshauptmann der Luganeser und Pächter des Zolls der Vogtei Mendrisio[163]
  - Giovan Battista Riva (* 1687; † 1772 in Pavia), Sohn des Giovanni Battista, Somasker, Gesandter der Stadt Pavia zum Kaiser Karl VI. (HRR), erhielt dafür das Bürgerrecht von Pavia. In seinem Orden stieg er durch alle Würden zum Generalsuperior (1741) empor[164][159]
  - Giovanni Battista Riva (* 1695; † 1777), Stadtratsmitglied, Regent des Landschaftsrats[165]
  - Antonio Riva (* 22. Juli 1678; † 15. Juni 1765), Statthalter des Landvogts in Lugano[166]
  - Giovan Pietro Riva (* 18. Oktober 1696; † 19. Dezember 1785), Sohn des Giovanni Battista, Somasker, Propst der Kirche Sant’Antonio in Lugano 1760, Provinzial seines Ordens in Mailand, Dichter und Übersetzer[167][159][168]

- Familie Canevali[169][170]
  - Domenico Canevali (* um 1470; † nach 1549), Anwalt und Notar[171][169][172]
  - Girolamo Canevali (* um 1510; † nach 1575), Anwalt, Notar und «Abt» des Notarenkollegs in Lugano[169]
  - Giovan Francesco Canevali (* um 1520; † um 1585), Staatsanwalt in Novara sowie Podestà von Cremona und Lodi[173][169][174]
  - Ludovico Canevali (* um 1550; † nach 1590), Podestà von Luino[175][169][176]
  - Domenico Canevali (* 1696; † nach 1744 ebenda), Kanoniker von Stiftskirche San Vittore in Muralto und Vikar der Capriasca[169][177]
  - Carlo Canevali (* um 1699; † nach 1746), Militär, Hauptmann im Dienste des Königs Philipp V. (Spanien)[178]

- Familie Morosini/o, adeliges Geschlecht von Mailand, wo es Anfang des 14. Jahrhunderts erscheint. Ein Zweig liess sich schon im 15. Jahrhundert in Lugano nieder[179][180]
  - Pietro Morosini (* um 1320; † um 1360), herzöglicher Vikar von Brissago[179]
  - Giorgino Morosini (* um 1350; † um 1399), Diplomat, übernahm im Auftrag des Herzogs von Mailand diplomatische Missionen zu den eidgenössischen Orten[179][181]
  - Francesco Morosini (* um 1360, erwähnt 1388; † nach 1412), Bruder des Giorgio, der im Zusammenhang mit dem Mord an Giovanni Maria Visconti 1412 aus dem Herzogtum Mailand verbannt wurde[179][182]
  - Francesco Morosini (* um 1405; † vor 1477 ebenda), Sohn von Francesco, er war einer der procuratori von Lugano 1441[179]
  - Gaspare oder Gasparino Morosini (* um 1420; † nach 1466 ebenda), wahrscheinlich Sohn oder Neffe von Francesco, er stand 1466 mit den Rusca an der Spitze der Ghibellinen des Val Lugano gegen die Adelsfamilie Sanseverino[179]
  - Filippo Morosini (* um 1435; † vor 1494), Neffe des Giorgio, Kommissär des Herzogs von Mailand in Sonvico mit dem Auftrag, diese wichtige Festung zurückzuerlangen und den Frieden zwischen den Guelfen und Gibellinen des Val Lugano herzustellen[179]
  - Gabriele Morosini (* um 1440; † vor 1515), Sohn des Giovanni Francesco, Diplomat im Dienst von Galeazzo Maria Sforza und von Ludovico il Moro nach Deutschland 1473, zum Bischof von Sitten 1476, an die Tagsatzung von Luzern wegen der Burgunderkriege, zu den Eidgenossen 1478 zur Anwerbung von 800 Soldaten[183][179] Führer der Ghibellinen von Lugano[184][185][186]
  - Pietro Antonio Morosini (* um 1450; † um 1512), Erzpriester; vielleicht identisch mit Pietro Antonio, Organist in Lugano[179]
  - Bernardino Morosini (* um 1455; † um 1515 ?), Ghibellin an den Kämpfen Luganos; Gesandter des Francesco II. Sforza nach Kanton Uri, Kanton Schwyz und Kanton Unterwalden und nach Venedig, Münzmeister in Bellinzona; er war einer der Hauptleute Kaspar Göldlis bei der Einnahme von Como am 22. September 1515[187][179]
  - Filippo Morosini (* um 1460; † nach 1492), Neffe von Bernardino, Fiskalsyndikus von Lugano 1492[179]
  - Giovanni Morosini (* um 1480; † nach 1507), Gesandter des Herzogs von Mailand und dann des Ludwig XII.s zu den Eidgenossen[179]
  - Gerolamo Morosini (* um 1480; † vor Juni 1553), Landschreiber der Vogtei Lugano, Zollpächter, Seckelmeister der Landschaft Lugano, Schweizer Soldat bei der Schlacht bei Marignano, Statthalter[188][179][189]
  - Giorgio Morosini (* um 1480; † nach 1513), er nahm 1513 am Feldzug nach Castiglione Olona teil und war einer der Unterhändler zur Verhütung der Plünderung von Dorf und Schloss[179]
  - Giovanni Pietro Morosini (* um 1521; † 5. September 1579), Erzpriester von Lugano, Wohltäter, bekämpfte die Reformation; nahm an der Disputation von Locarno 1549 teil und wohnte 1565 und 1579 auch den Synoden von Como bei[179][190][191]
  - Giovan Battista Morosini (* um 1520; † nach 1566), Priester, seit 1546 erwähnt, Kanoniker der Stiftskirche San Lorenzo von Lugano 1565, einer der Gründer des Kapuzinerklosters von Sorengo 1566[179]
  - Giovan Pietro Morosini (* um 1530; † vor 1589), Statthalter des Landvogts, Vertreter des Spitals im Kommende-Handel der Souveräner Ritter- und Hospitalorden vom Heiligen Johannes von Jerusalem von Contone[179]
  - Giovan Pietro Morosini (* um 1580; † 1653), Doktor der Rechte der Universität Freiburg i. Br. (1604), von den katholischen Orten und von Lugano nach Chur abgeordnet, um die Befreiung Nicolò Ruscas zu erwirken[192][179]
  - Giovan Pietro Morosini (* 1633; † 1704), Präsident des Rates, Statthalter der Vogtei, einer der Zollpächter in Lugano[179]
  - Gabriele Morosini (* um 1660; † um 1720 in Venedig?), Oberst in venetianischen Diensten[179]
  - Carlo Morosini (* um 1660; † um 1720 in Venedig?), Hauptmann in venetianischen Diensten gefallen bei Negroponte gegen die Türken[193]
  - Francesco Maria Morosini (* um 1660; † um 1720 in Venedig?), Hauptmann in venetianischen Diensten gegen die Türken[194]
  - Pier Antonio Morosini (* um 1665; † 1727), Priester, Doktor der Rechte, Domherr, Oberpönitentiar des Doms zu Como[195]

- Adelsfamilie Ferrari, 1272 erstmals erwähnt[196][197]
  - Giovanni Ferrari (* 14. Jahrhundert), Notar, Administrator der Güter des Bistums von Como[196][198]
  - Gian Giacomo Ferrari (* um 1490; † um 1552), Hauptmann im Dienst der Gian Giacomo Medici (Medeghino), er nahm teil an der Schlacht bei Carate, wo der Musser von den Spaniern geschlagen wurde. 1533 erwarb er vom Kloster San Carpoforo von Como um 770 Goldsolidi die Gerichtsbarkeit über Sonvico als Lehen[196][199][200]
  - Pietro Aloisio Ferrari (* um 1560; † nach 1586), Arzt und Grundbesitzer in Genestrerio[196][201]
  - Giovanni Antonio Ferrari (* um 1590; † nach 1617), Sohn von Pietro Aloisio, Anwalt und Notar[196][202]

- Adels- und Künstlerfamilie Amadeo/Amadio[203][204]. Im 14. Jahrhundert gingen wahrscheinlich die Amadio und Castanea aus den Ferrari hervor.[205]
  - Pietro de Amadeo (* um 1205; † nach 1270), Sohn von Giovanni Pietro Pistoris, Notar. Am 16. August 1241 setzte er vor dem Haus, das er von seinem Vater geerbt hatte, die notarielle Urkunde über die Verpachtung der Alp Berrino in Arosio auf. Am 1. April 1264 unterzeichnete er den Verkauf einer Wiese, die Marchisio del fu Anselmo gehörte, an Ser Adamo del fu Boccasio von Campione d’Italia[206]
  - Giovanni Amadeo (* um 1235; † nach 1322), Sohn von Adamo (Adde), Notar, Ghibellin, er wird in der notariellen Urkunde erwähnt, die am 29. Dezember 1300 von seinem Sohn Pietro und in der Urkunde vom 29. Juli 1309 von seinem Sohn Egidio ausgestellt wurde[207]
  - Egidio(lo) Amadeo (* um 1260; † nach 1322), Sohn von Giovanni, Rechtsanwalt, Notar, Stellvertreter des Rektors des Valle di Blenios Guido Orelli[203][208][204][209][210]
  - Adamo Ade Amadeo (* um 1285; † nach 1327), Rechtsanwalt in der Leventina[203][211][204]
  - Pietro Amadeo (* um 1295; † nach 1333), Notar, setzte den Einigungsvertrag zwischen Matteo Orelli (Rektor des Bleniotals), Graf Franchino Rusca und der Stadt Como auf[203][204]
  - Signorolo Amadeo (* um 1300; † 1371 in Mailand), Rechtsanwalt, Notar[212][204]
  - Giovanni Amadeo (* um 1320; † nach 1387 in Pavia), Rechtsanwalt, Dozent an der Universität Pavia[213]
  - Marco di Amadeo (* um 1390; † nach 1424 ?), Baumeister zusammen mit Giovanni Bon aus Campione d’Italia an der Ca’ d’Oro in Venedig[214]
  - Ospinolo Amadeo (* um 1410–vor 4. Januar 1471), Anwalt und Notar[215]
  - Luigi Amadeo (* um 1420; † um 1480 in Binasco), Administrator der Fünde der Certosa di Pavia[216][217]
  - Giovanni Antonio Amadeo (1447–1522), Bildhauer und Architekt
  - Giorgio di Amadeo (* um 1450; † nach 1488 in Venedig?), Baumeister, erhielt mit Antonio Rizzo vom Senat von Venedig ein Patent für einen von ihnen erfundenen Mühlentyp[218]
  - Antonio Amadeo (* um 1500; † nach 1569), Architekt, Baumeister in Heidelberg und Polen[219]
  - Giovanni Battista Amadeo (* um 1610; † nach 1656), Rechtsanwalt und Notar, der beim eidgenössischen Landvogt die Erneuerung der Statuten verlangen sollte[203][204]
  - Giovanni Battista Amadeo (* um 1655; † nach 1683 in Sankt Florian), Stuckateur im Kremsmünsterer Stiftshaus und im Stift Sankt Florian (Gartenpavillon)[220]
  - Pietro Antonio Amadeo (* um 1665; † nach 1726), Maler[221][222]

- Künstlerfamilie Seregno[223][224][225]

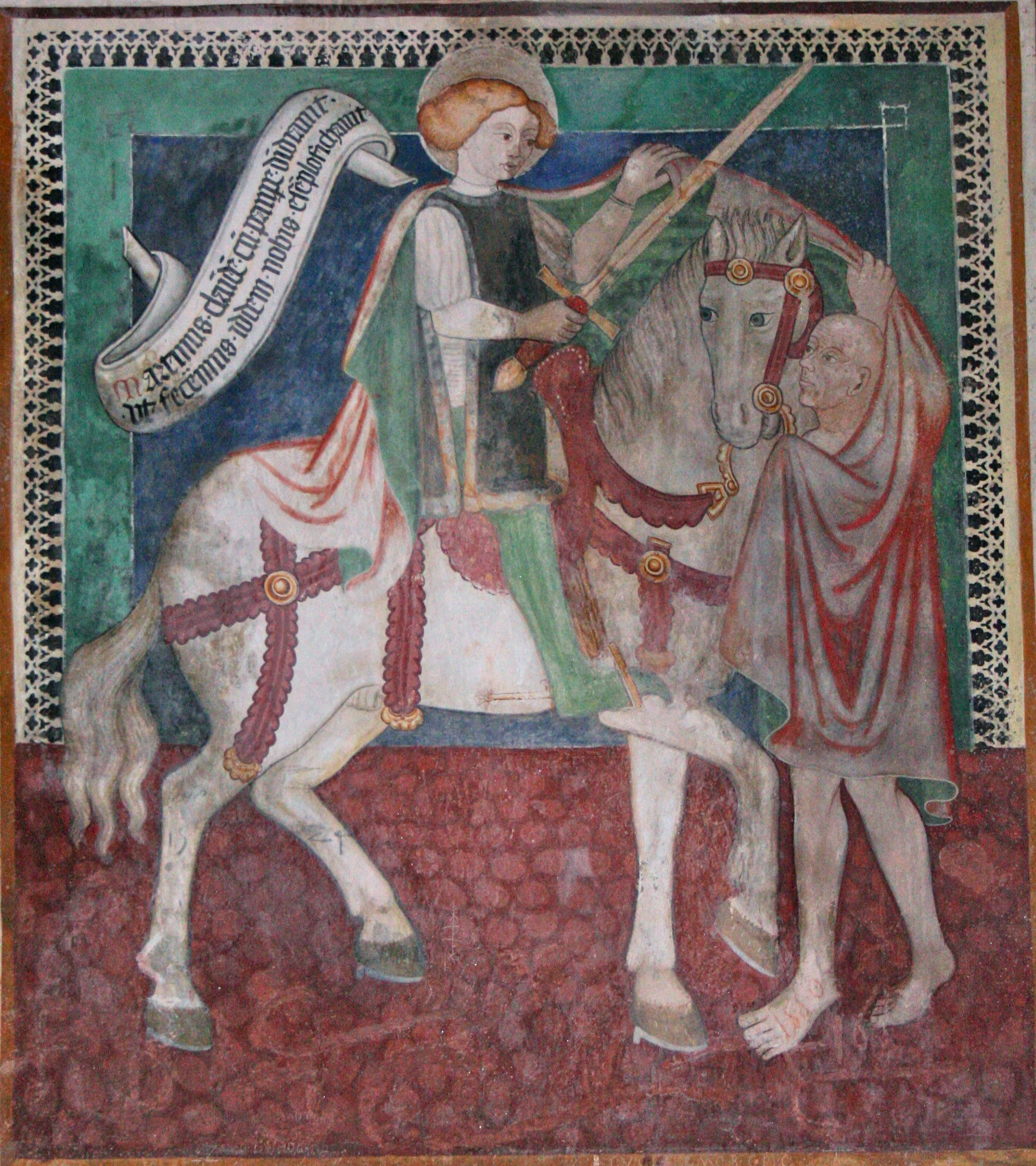
Nicolao da Seregno: Fresko mit heiligen Martin. Kirche Santa Maria del Castello, Mesocco um 1468.

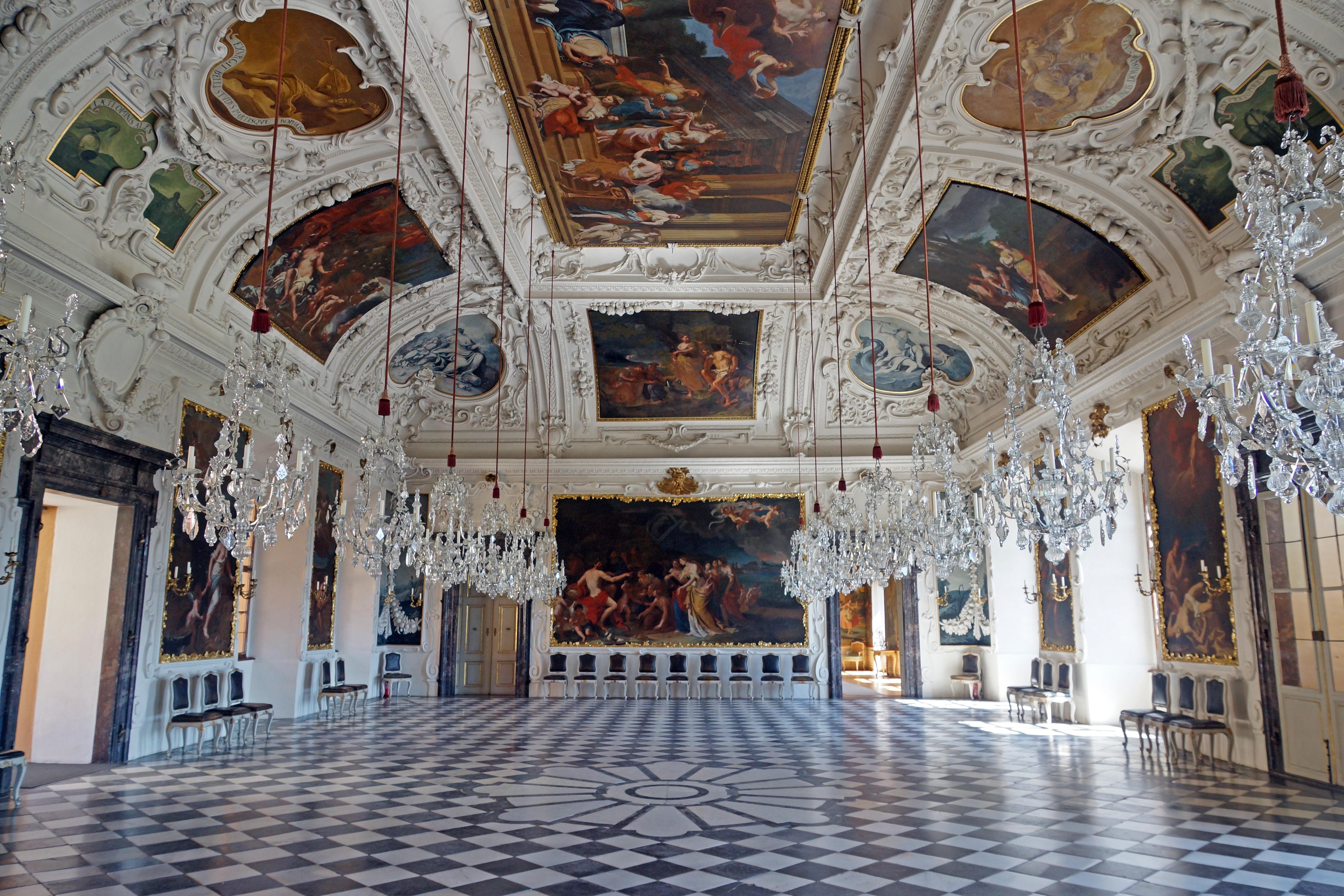
Schloss Eggenberg, „Planetensaal“

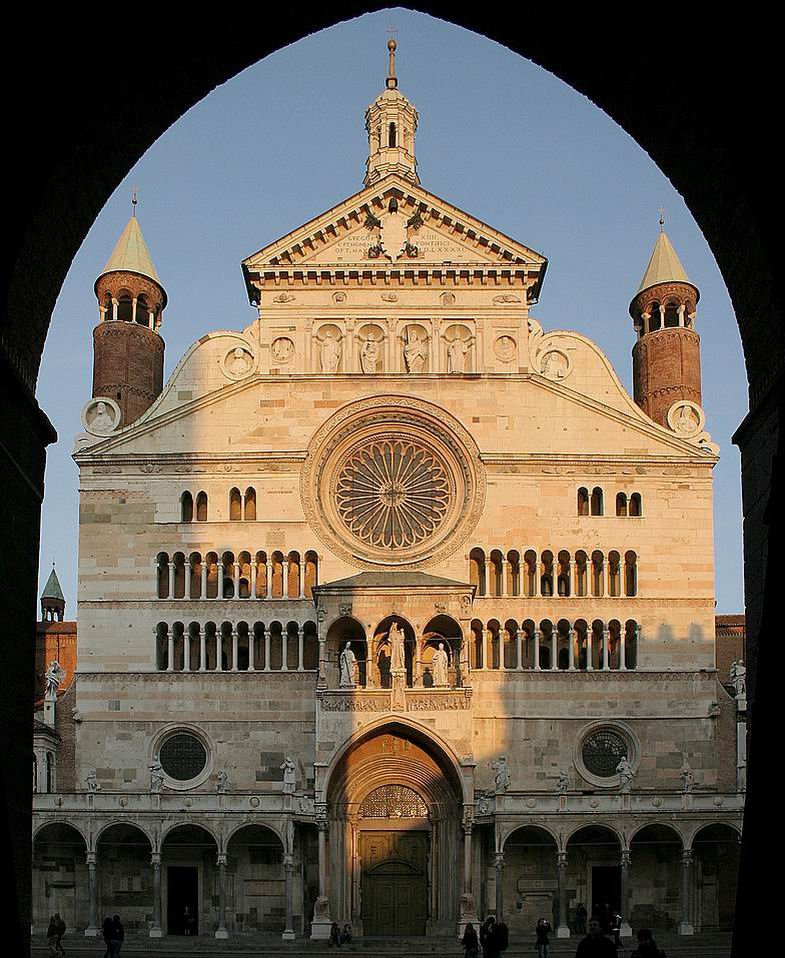
Giovanni Gaspare Pedoni: Statuen. Hauptfassade des Doms Cremona im Westen

  - Tommaso de Seregno (* um 1265; † vor 1335), Vasall des Bischofs von Como[223][225]
  - Lorenzo de Seregno (* um 1378; † 1406), Anwalt und Notar[223][225]
  - Antoniolus de Seregno (* um 1381; † 1405), Notar für Lugano und die Talschaft[223][225]
  - Francesco da Seregno (* um 1415; † 1463), Gouverneur des Luganertals[223]
  - Cristoforo da Seregno (* um 1440; † nach 1496?), Maler, 1455 schuf er Wandgemälde in der Kapelle von Lottigna. Ab 1450 arbeitete er auch gemeinsam mit seinem Neffen Nicolao da Seregno, unter anderem noch in den 1450er Jahren in der Kapelle Sankt Eusebio in Breil/Brigels sowie in der Kapelle Heilige Agata in Disentis/Mustér (ca. 1450/1460), dann in der Kirche Heiligen Lorenzo und Agata in Rossura (1463), in der Kirche Santa Maria della Misericordia in Ascona (1466), in der Kirche San Paolo in Arbedo und in der Kirche Santa Maria di Castello in Mesocco (1459–1469). Überdies malte er 1479 die Fresken in der Kirche Sankt Giulio in Roveredo GR.[223][226][227][228]
  - Bernardino da Seregno (* um 1450; † 1496), Maler[223][225]
  - Nicolao da Seregno (um 1450–1500 ?), Maler, 1463 schuf Fresken in Breil/Brigels, in Disentis/Mustér, in Mesocco, in Rossura, in Ascona, in Zug, in Giornico usw.
  - Rocco da Seregno (* um 1480; † 1514?), Wandmaler[229][230]
  - Vincenzo da Seregno (* um 1519; † 12. Januar 1594 in Mailand), Sohn des Bernardino, Steinhauer, Baumeister, Architekt in Mailand[223][231]
  - Alessandro de Seregno (* um 1620; † 1688 in Graz ?), Bildhauer und Stuckkünstler, er schuf 1667–1668 Stuckaturen im Schloss Eggenberg, 1668 zusammen mit ändern Künstlern die des Mausoleums Ferdinands II. in Graz[223]

- Künstlerfamilie Pedoni[232]

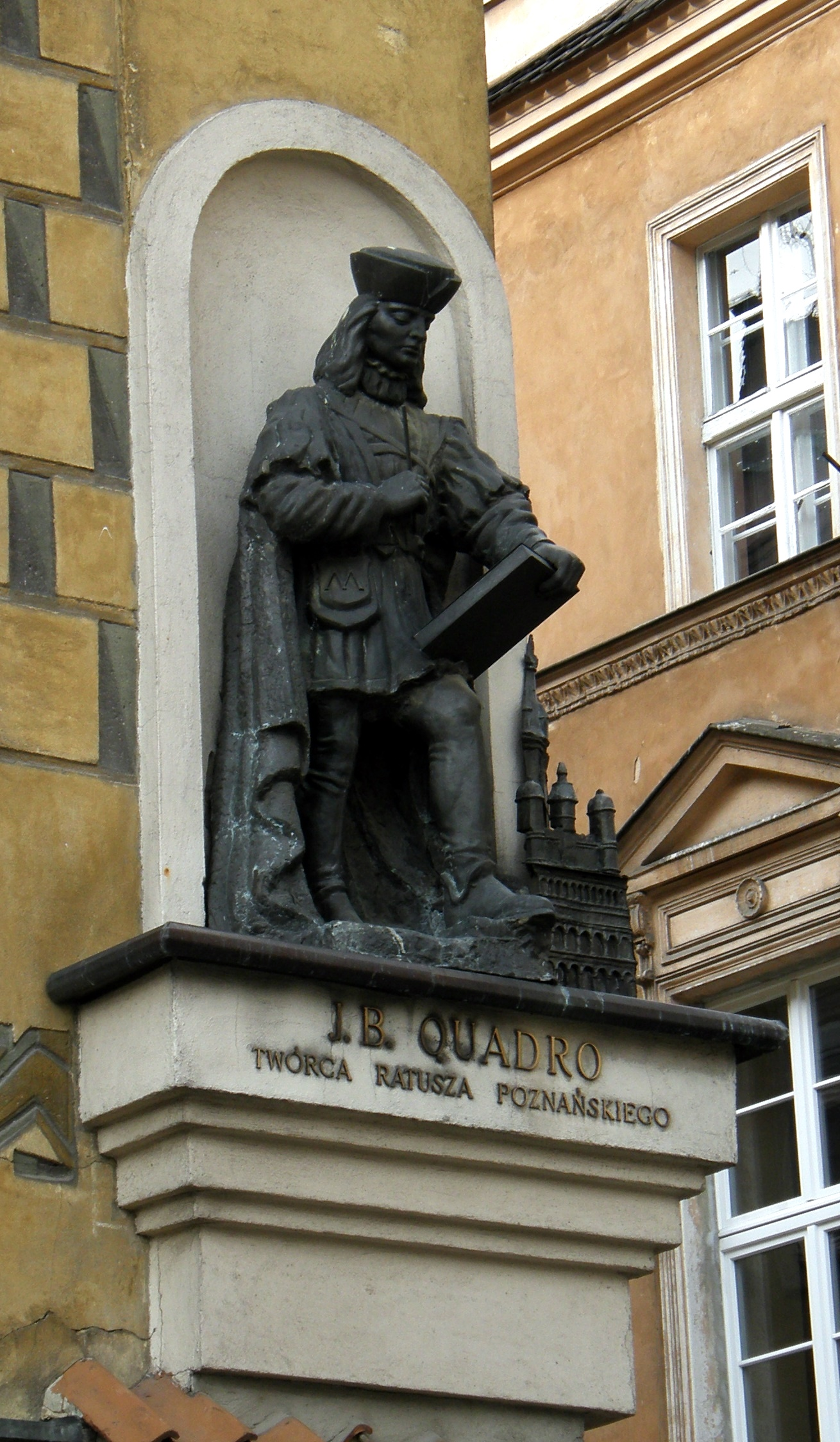
Denkmal von Giovanni Battista di Quadro, Posen

  - Giovanni Gaspare Pedoni (* nach 1450; † vor 1530 in Cremona ?), Bildhauer schuf in Maleo die Kamine der Casa Trecchi (1501), in Cremona sechs Kapitelle des Palazzo Raimondi (1499) und des Rathauses (1511 oder 1502), das Grabdenkmal von Andrea Allia an der Fassade des Doms von Cremona (1513), das Taufbecken ebenfalls im Dom, für das Pedoni 1520 zusammen mit Paolo Sacca erwähnt wird.[232][233][234]
  - Cristoforo Pedoni (* um 1500; † nach 1552), Vater des Nicolò, Sohn von Giovanni Gaspare, Bildhauer. Zwischen 1533 und 1538 schuf den Sarkophag von Sant’Arcaldo im Dom von Cremona. 1552 bezahlte er die Reparaturen am Turm des Doms von Cremona.[232][235]
  - Nicolò Pedoni (* um 1520; † nach 1558 in Brescia ?), Sohn von Cristoforo Pedoni, Bildhauer. Im Jahr 1558 arbeitete er an der Dekoration der Fassade des Palazzo della Loggia in Brescia mit.[232][236]

- Künstlerfamilie Quadri[237][238]

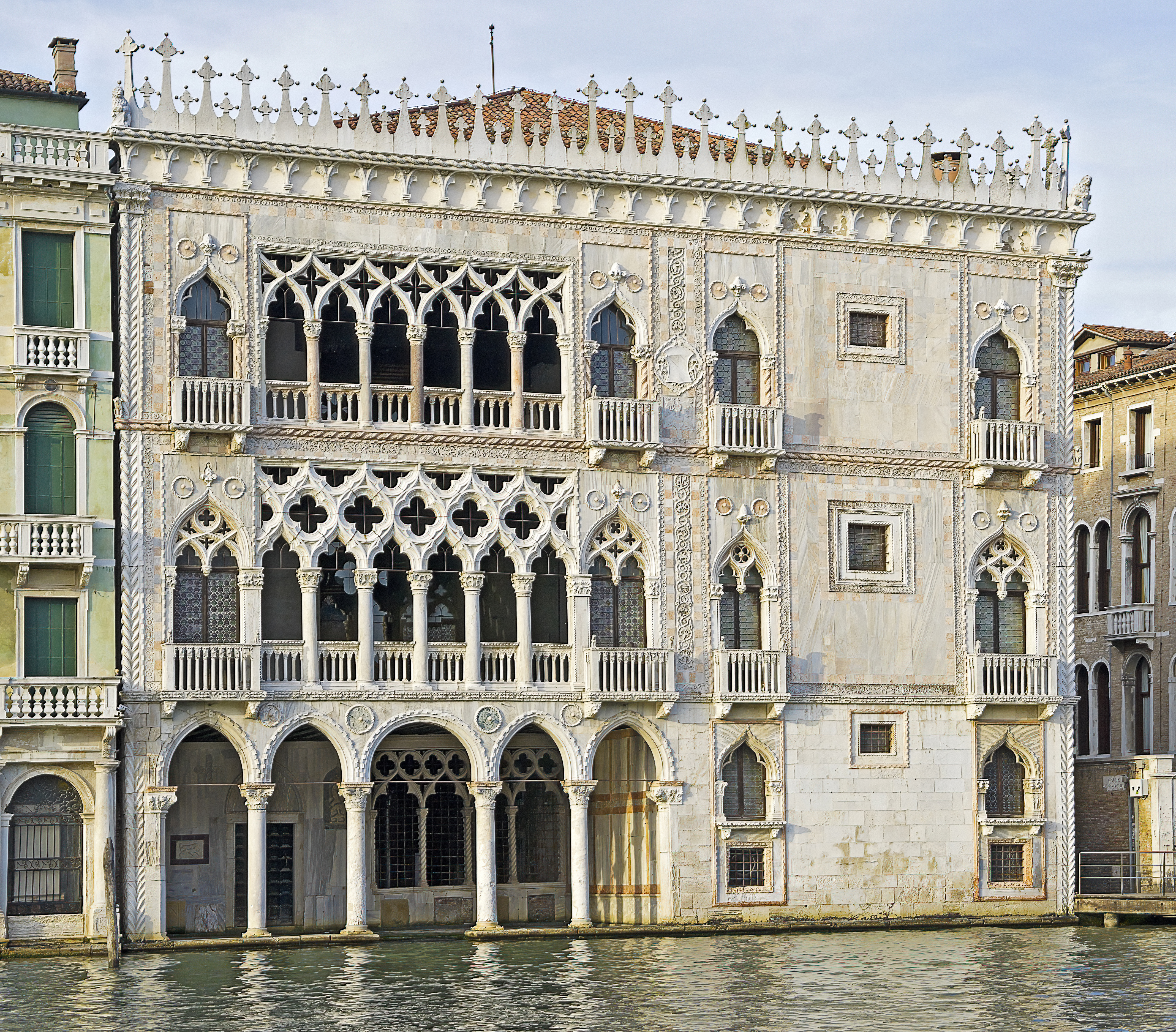
Fassade des Palazzo Ca’ d’Oro vom Canal Grande gesehen

  - Giacomo Antonio Quadri genannt Dolcebuono (* um 1360; † nach 1396 in Pavia ?), Ingenieur, Projetktenmacher der Certosa di Pavia
  - Johannolus Quadri (* um 1400; † um 1442), Mitglied des Stadtrats[237]
  - Fedele Quadri (* um 1430; † nach 1479), Arzt in Bellinzona[237]
  - Stefano Quadri (* um 1445; † um 1487), Bildhauer in Venedig[237]
  - Gian Giacomo Dolcebuono (um 1445–1510) genannt Dolcebuono, Bildhauer, Architekt in Pavia und Mailand, Mitarbeiter des Architekten Giovanni Antonio Amadeo
  - Gerolamo Quadri (* um 1450; † um 1500), Abgeordneter bei Ludwig XII., Anführer der Luganeser Ghibellinen[237]
  - Antonio Quadri (* um 1465; † um 1520), Architekt und Bildhauer[237]–
  - Francesco Quadri (* um 1470; † 1527), Chirurg, Rektor des Krankenhauses Santa Maria von Lugano, er war 1512–1513 während der Belagerung im Schloss Lugano zur Pflege der Verwundeten eingeschlossen[237]
  - Giovan Battista Quadri (* um 1475; † nach 1512), einer der Hauptleute Kaspar Göldlis im Streifzug von Castiglione Olona 1512[237]
  - Rocco Quadri (* um 1505; † 1551), Kanzler des Senats von Mailand unter Kaiser Karl V. (HRR)[239][237]
  - Giovanni Battista di Quadro (um 1515–1590), Architekt in Posen, Königreich Polen
  - Giovanni Angelo Quadri (* um 1515; † 1555), Goldschmied[237]
  - Cristoforo Quadri (* um 1525; † nach 1564), Advokat der Vogtei Lugano 1564[237]
  - Marco Quadri (* um 1535; † 1585), Podestà für den Markgraf Filippo I. d’Este[237]
  - Francesco Quadri (* um 1535; † 1570), Baumeister in Lwiw[240]
  - Francesco Quadri (* um 1540; † 1604), Bannerherr der Vogtei[237]
  - Gerolamo Quadrio (Quadri) (1625–1679), Mönch und Architekt in Mailand, Luino, Monza, Morbegno, er schuf 1659 die Pläne der Fassade der Basilika San Martino von Alzano Lombardo, die ausgeführt wurden[237]
  - Bernardo Quadri (* um 1650; † 1713), Stuckateur in Creußen[241]
  - Giovanni Antonio Quadrio (* um 1650; † nach 1704), Stuckateur im Kremsmünster, tätig im Graz schuf Stuckateuren (1687–1689) im Mausoleum Kaiser Ferdinand II. (HRR) und seiner Gattin Eleonore von Mantua (Baubeginn 1614)[242]
  - Giuseppe Maria Quadri (* um 1655; † 1713), Doktor der Theologie, Erzpriester von Lugano 1704–1713, Dekan und Apostolischer Protonotar, veröffentlichte 1711 die Parafrisi lirica oder liturgischen Sequenzen des Messbuchs[243][237]
  - Giambattista Quadri (* um 1660; † um 1720), einer der Abgeordneten der Vogtei Lugano an das Syndikat der XII Orte, um von ihnen die Beschränkung der Befugnisse des Vogtes zu erlangen[237]

- Künstlerfamilie Contin/i/o[244]

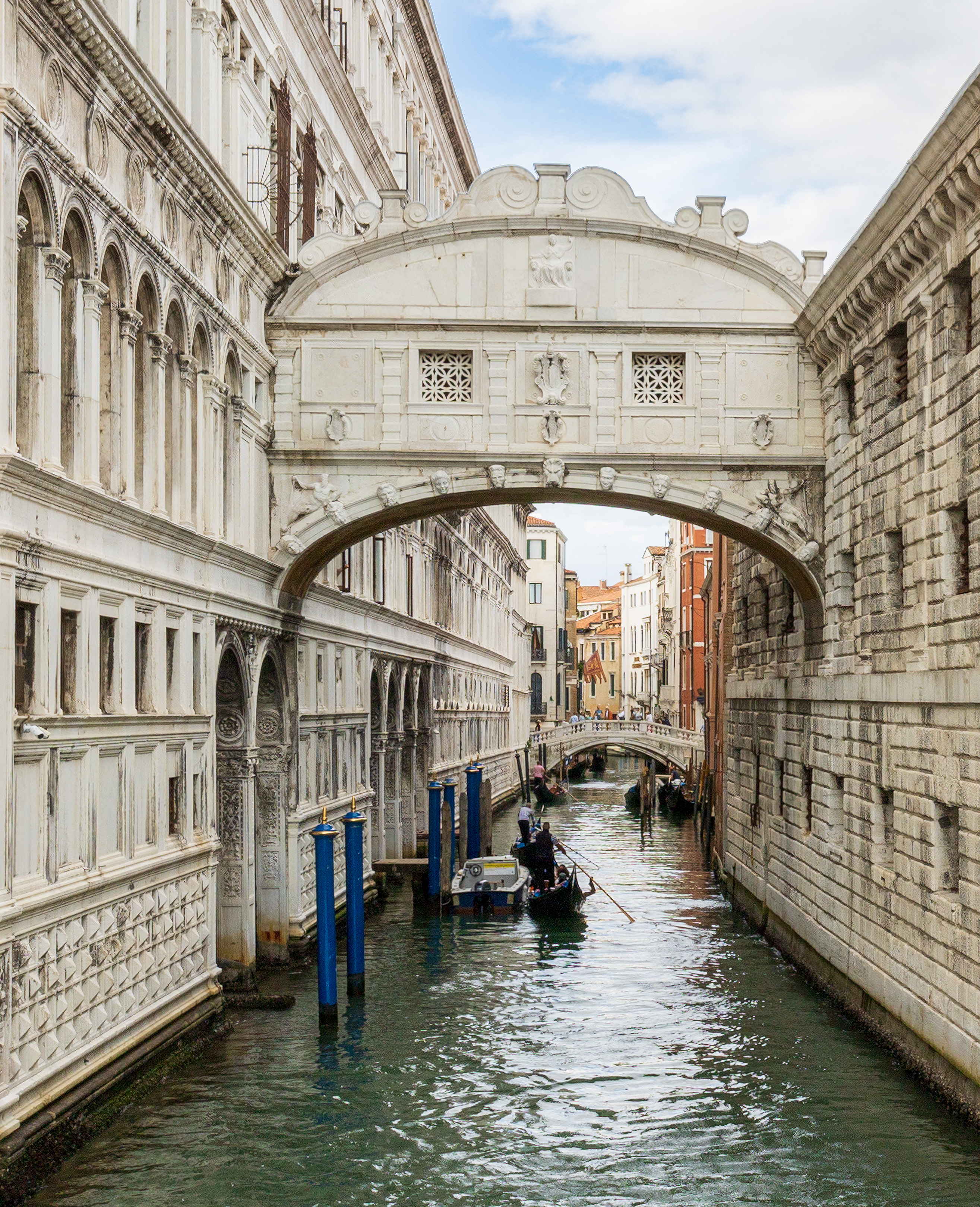
Antonio Conti: Die Seufzerbrücke, Venedig

  - Bernardino Contin/o (* um 1530; † vor 1597 in Venedig?), Künstler, Bildhauer und Architekt, tätig in Venedig. Er schuf Grabmäler. In den Jahren 1568–1569 baute er den Palazzo Barbarigo. Autor von La prospettiva pratica di Bernardino Contino (1646 posthum in Venedig veröffentlicht)[244][245][246]
  - Tommaso Contini (* um 1535; † 1598), Bildhauer, Architekt in Venedig, tätig an den Gefängnissen der Riva degli Schiavoni[247]
  - Antonio Contin (1566–nach 1603), Neffe von Antonio da Ponte, Bildhauer, Architekt baute die Seufzerbrücke in Venedig
  - Tommaso Contin (* 1570; † 1634), Architekt in Venedig[248]
  - Francesco Contin (* 1585; † 1654), Bildhauer, Architekt in Venedig[249][250]
  - Giovan Battista Contin/i (* 1642; † 1723), Architekt in Rom[251]

- Giovanni Domenico Verdina (* 1537 in der Vogtei Lugano; † 24. Juni 1581 in Florenz), 1562 trat er als Laienbruder in den Jesuitenorden in Rom, Architekt in Rom, Sassari, Cagliari, Macerata, Perugia, Teramo, Loreto und Florenz[252]
- Antonio Olgiati (* um 1570; † 1648), Priester der Oblaten der heiligen Ambrosius und Karl, erster Direktor Prefetto der Biblioteca Ambrosiana von Mailand (1607–1647)[253][254][255][256][257]
- Giovanni Reitino (* um 1555; † nach 1619 in Krakau), Baumeister, Bildhauer in Krakau[258]

- Familie Neuroni (Niuron)[259][260][261]

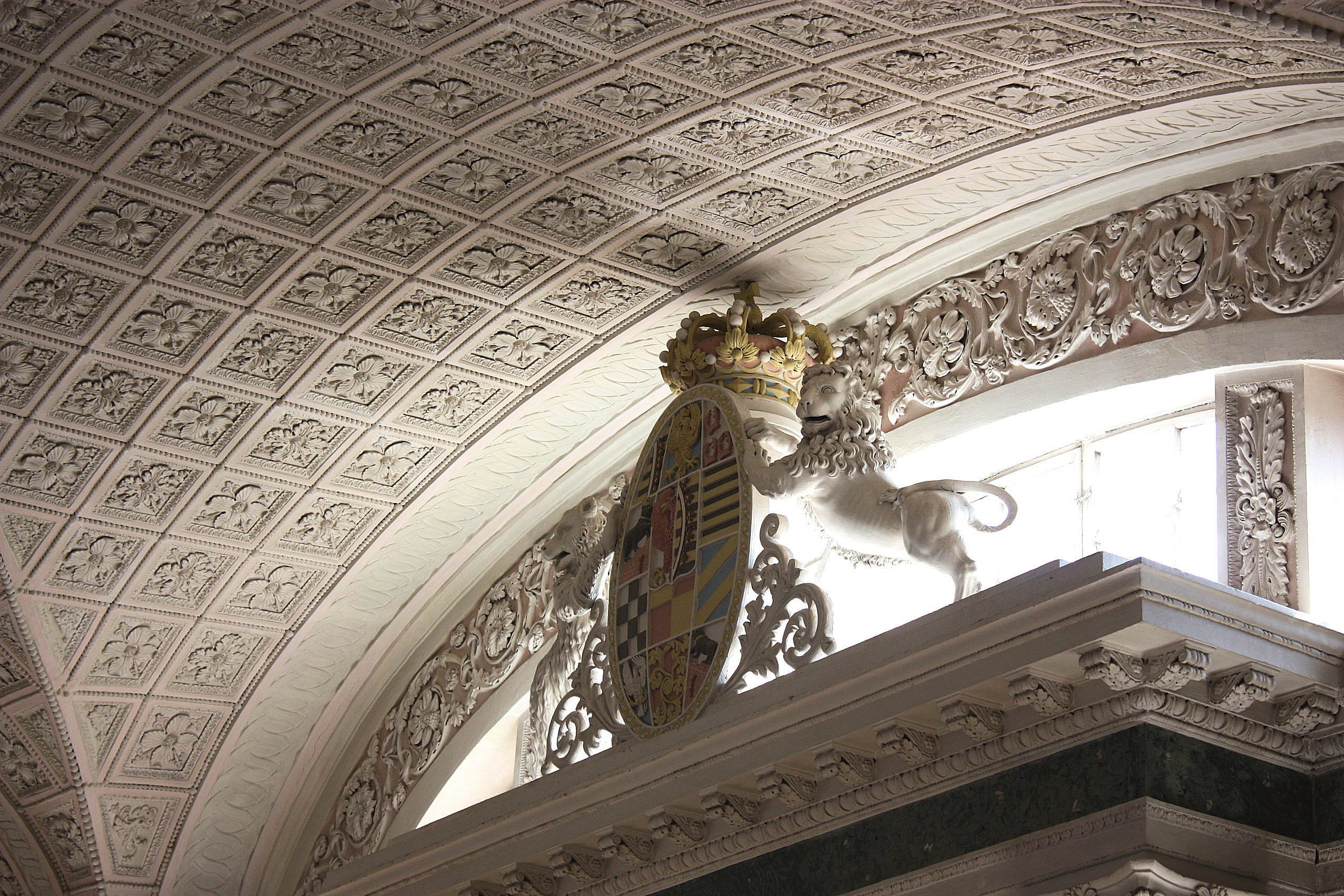
Pietro Neuroni (Niuron): Der Spiegelsaal, Wappen Schloss Köthen, 1608.

  - Giovanni Neuroni (* um 1310; † 1357), Stammvater des Zweiges von Lugano[259]
  - Giovanni Martino Neuroni (* um 1390; † nach 1459), Rechtsanwalt, Stammvater des Zweigs der Familie Neuroni von Bellinzona[259]
  - Giovan Maria Neuroni (* um 1410; † nach 1440), Rechtsanwalt und Notar begann die Protokolle des Stadtrats von Lugano[262]
  - Pietro Neuroni (* um 1541; † 1618), Baumeister in Dessau, Staatsbaumeister des Kurfürstentums Brandenburg 1590, arbeitete am Schloss Berlin 1595–1598, Oberarchitekt des Herzogs von Anhalt-Köthen[259][263][264][265]
  - Bernardo Neuroni (* um 1543; † um 1608), Vetter des Pietro, Baumeister in Brzeg, Architekt in Deutschland, baute die Elbebrücke bei Roßlau (Elbe) 1583[259][264][266]
  - Francesco Neuroni (Niuron) (* um 1545; † um 1616), Baumeister in Dessau, in Zerbst/Anhalt und am Schloss Köthen[264][267][268]
  - Pietro Antonio Neuroni (* um 1560; † um 1625), Diplomat, Oberst in venetianischen Diensten, Gesandter dieser Republik zu Ferdinando II. de’ Medici[259]
  - Giovan Pietro Neuroni (* um 1610; † um 1669 in Kreta), Militär, Oberst in venetianischen Diensten, Gesandter der Eidgenossen nach Venedig zum Abschluss der Salzkonvention 1667, gefallen 1669 im Feldzug von Kreta gegen die Türken[269][259]
  - Antonio und Fabrizio Neuroni (* um 1610; † um 1669 in Kreta), Büder, Militär, Hauptmänner in venetianischen Diensten, gefallen 1669 im Feldzug von Kreta gegen die Türken[270][259]
  - Agostino Neuroni (* um 1650; † nach 1715 in Kreta), Sohn des Giovan Pietro, Militär, Oberst in venetianischen Diensten, Gouverneur von Gross-Medua (Albanien) 1682, Gesandter Venedigs zu August dem Starken 1715, gefallen im Kriege gegen die Türken[259]
  - Giacomo Neuroni (* um 1655; † nach 1701), Stuckplastiker, arbeitete mit seinem Bruder Pietro 1680–1683 im Chor der Stiftskirche Einsiedeln, 1692–1694 in der Pfarrkirche Sankt Nikolaus in Herznach[271], 1695 im Schloss Willisau und 1701 in der ehemaligen Bibliothek des Klosters Muri[272]
  - Giuseppe Cesare Neuroni (* um 1653; † nach 1701), Stuckplastiker
  - Francesco Neuroni (* 1660; † nach 1692 ?), Bildhauer in Mendrisio und Pavia[273]
  - Giovanni Battista Neuroni (* um 1670; † nach 1701 ?), Stuckplastiker, schmückte zwischen 1706 und 1716 Gang- und Zimmerdecken im Kloster Einsiedeln und 1710 das Kirchengewölbe in Lachen AR[274][275]
  - Pietro Antonio Neuroni (* um 1680; † 1716), Sohn des Agostino, Militär, Oberstleutenant im Dienste Venedigs, machte den Feldzug von Morea und Korfu mit, gefallen bei Lepanto 1716[276][259]
  - Giovan Maria Neuroni (* um 1685; † 1718 bei Kap Matapan), Sohn des Agostino, Militär, Oberstleutenant im Dienste Venedigs, führte ein wichtiges Kommando in Korfu, wo er 1716 belagert wurde, gefallen 1718 am Kap Matapan in einem Seegefecht gegen die Türken[277][259]
  - Agostino Maria Neuroni (1690–1760), Bischof von Como.

- Familie Gorini, Gorino, Gorina[278][279]
  - Pietro Gorini (* um 1410; † vor 13. März 1479), Wirt und Mitglied des Stadtrats von Lugano[278][279]
  - Giovanni Gorini (* um 1450; † gegen 12. April 1520), daziere des Luganertals für den Herzog von Mailand[278]
  - Bellotto Gorino (* um 1465; † nach 1520), Militär, er war im Dienste von König Ludwig XII.[280]
  - Sebastiano Gorini (* um 1470; † vor 7. Januar 1528), Dekurio, Mitglied des Stadtrats von Lugano 1514–1516[278]
  - Giovanni Gorini (* um 1500; † 20. Januar 1563), Vogtstatthalter von Lugano 1556[278]
  - Giovanni Battista Gorini (* um 1510; † vor 1587), Mitgründer des Kapuzinerklosters von Sorengo, Statthalter des Landvogts[281]
  - Pietro Gorini (* um 1515; † 12. August 1570), Vogtstatthalter von Lugano; einer der Zollpächter der Vogtei Lugano 1557–1559 und 1561–1570[278]
  - Cristoforo Gorini (* um 1540; † nach 1616), erwähnt seit 1563, Hauptmann in venezianischen Diensten 1577 gegen die Türken, Ritter vom güldenen Sporn ernannt vom Papst Pius IV.[282][278]
  - Antonio Gorini (* um 1560; † nach 1623), er vermachte am 16. Februar 1623 einen Teil seiner Güter dem Krankenhaus Santa Maria von Lugano[278]
  - Sebastiano Gorini (* um 1580; † nach 1645), Hauptmann in venezianischen Diensten 1616, sowie in spanischen Diensten im Kriege gegen Piemont[283][278]
  - Melchiorre Gorini (* um 1585, erwähnt 1611; † nach 1652), Militär in Mailand, bemühte sich für Spanien, die Stadt Casale Monferrato wiederzuerlangen (1652)[278]
  - Giovanni Antonio Gorini (* um 1615, erwähnt 1643; † nach 1671), Quästor des heraldischen Gerichts von Mailand[278]
  - Alessandro Gorini (* 1648; † nach 1716), erhielt 1703 vom Herzog von Mantua den Titel eines Marquis[278]
  - Giuseppe Giovanni Antonio Gorini di Piazza (* 1686; † 1769), Militär in Diensten der Republik Venedig, Oberst seit 30. Mai 1753; Kommandant des Platzes Bergamo[284][278]

- Familie Bellasi, Bellasio[285][286]

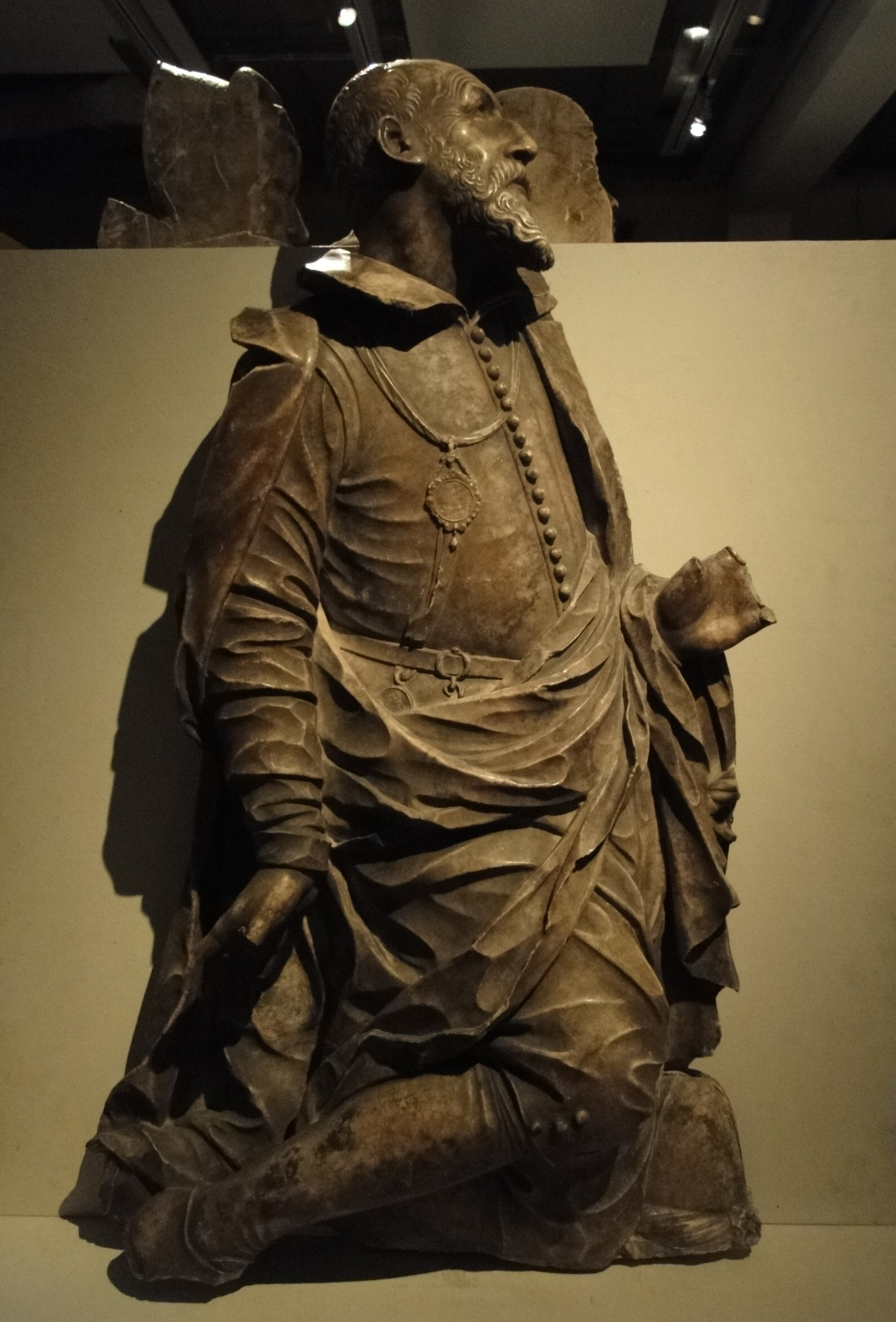
Darstellung Giovanni Maria Nossenis auf seinem Grabmal, dem Nosseni-Epitaph

  - Giovanni Antonio Bellasi (* um 1400; † nach 1436), Goldschmied in Lugano[287]
  - Giacomo Bellasi (* um 1425; † um 1480), Architekt und Bildhauer, tätig an der Stiftskirche San Lorenzo in Lugano[285]
  - Bellasius von Lugano (* um 1550; † 1590 ?), Kanzler des Senats von Mailand[285]
  - Carlo Bellasi (* um 1600; † 1657), Hauptmann im Dienst des Kaisers Ferdinand III. (HRR)[285][288]
  - Francesco Maria Bellasi (* 1608; † 1671), Doktor der Philosophie und Rechts, Dekan von Wien, Bekenner der Mailänder Dom für die Deutschen, Rat des Kaisers Ferdinand III., Erzpriester der Stiftskirche San Lorenzo von Lugano[289][285]
  - Filippo Bellasi (* 1665; † 1720), Erzpriester der Stiftskirche Santi Giovanni Battista e Provino von Agno[290]
  - Giovanni Pietro Bellasi (* 1671; † 1718), Erzpriester von Lugano[285]
  - Francesco Maria Bellasi (* um 1670; † nach 1724 in Rom ?), Militär, Oberst (tribunus militaris) in Rom[291]

- Giovanni Maria Nosseni (* 1544; † 1620), Architekt in Dresden
- Pietro Nosseni (* um 1550; † nach 1625 ?), Bildhauer in Dresden[292]
- Ambrogio Mazzi (* um 1550; † nach 1609), Bildhauer, Stuckateur in Krakau[293]
- Giovanni Angelo Galassini (* um 1575; † nach 1644 ?), Bildhauer, Stuckateur, dokumentiert in Rom im Jahr 1616 und in Sala Capriasca im Jahr 1644[294]

- Familie Trevani/o[295][296]
  - Anselmus Trevano (* um 1160; † nach 1198), Adel, Grundbesitzer, erwähnt 1198[295]
  - Arialdino Trevano (* um 1190; † nach 1218), Adel, Jurist, Notar und Richter von Lugano 1214–1218[295]
  - Ospino Trevano (* um 1190; † vor 1236), Adel, Jurist, Notar und Richter von Lugano 1214–1221[295]
  - Alberto Trevani (* um 1440; † nach 1440), Adel, Arzt, Grundbesitzer[297]
  - Bernardino Trevano (* um 1445; † nach 1520), Adel, Jurist, procuratore von Lugano 1520[295]
  - Giulio Trevano (* um 1520; † nach 1578), Adel, Priester, Propst von Santa Maria di Torello (Carona TI) 1561[295]
  - Francesco Trevano (* um 1530; † nach 1562), Adel, Militär, er erhielt 1562 von König Sigismund II. August wegen seiner tapferen Führung im livländischen Kriege das polnische Bürgerrecht[295]
  - Giacomo Trevano (* um 1540; † nach 1578), Adel, Priester, er wurde 1578 vom Vogt von Lugano zum Propst von Santa Maria di Torello ernannt, was zu einem Konflikt über die Kollatur dieser Pfründe und zu einer Intervention des heiligen Stuhles führte[295]
  - Giovanni Battista Trevano (* um 1570; † 1644), erwähnt 1601–1641 als Architekt der Könige Sigismund III. Wasa und Władysław IV. Wasa von Polen, er projektierte die Jesuitenkirche in Krakau und in Lemberg. Mit Giovanni Battista Petrini schuf er 1608 die Pläne des Klosters Zwierzyniec (Krakau). Er wurde geadelt und Bürger von Kazimierz[295][298][299]
  - Giovanni Battista Trevano (* um 1640; † nach 1674), Adel, er war Agent des bayrischen Hofs in Venedig 1674[295]

- Familie Sala[300][301]

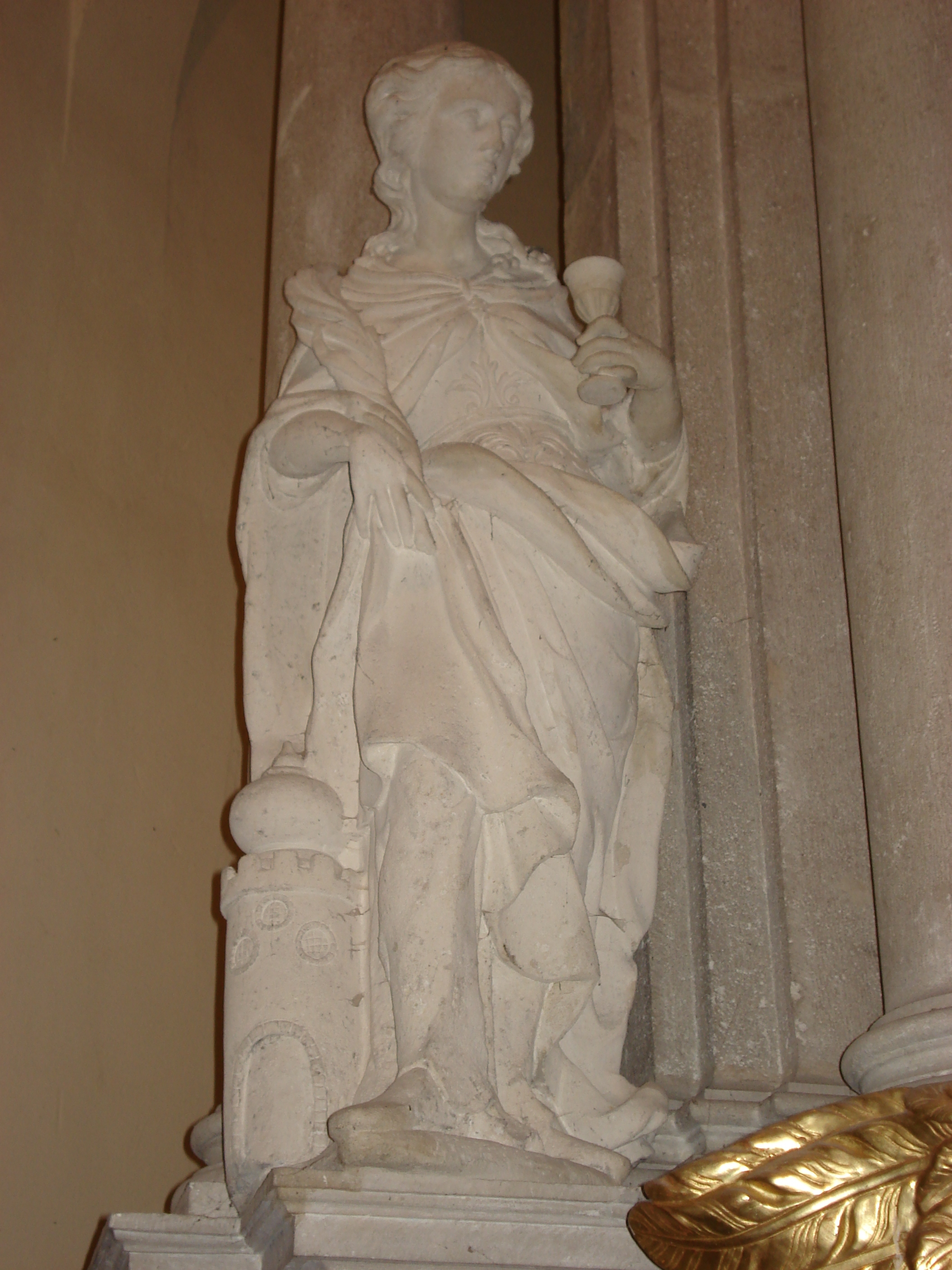
Antonius Pery: Barbara-Statue. Pery-Hochaltar, Kirche am Hof, Wien, um 1665.

  - Johannes Sala, genannt Rossinus de Salla (* um 1400; † 1457), Notar[300]
  - Albertolus Sala (* um 1390; † 1443), Prokurator von Lugano[300]
  - Antonio Sala (* um 1435; † 1504), Erzpriester von Lugano[300]
  - Michele Sala (* um 1440; † 1469), Advokat in Lugano[300]
  - Giovanni Pietro Sala (* um 1465; † 1502), Advokat in Lugano[300]
  - Stefano Sala (* um 1505; † nach 1559), erwähnt 1528–1559, in einen langen Streit mit dem König Franz I. von Frankreich verwickelt wegen der Garantie, die Stefano dem Hauptmann Tempesta leistete; die Tagsatzung trat für ihn ein[300]
  - Alberto Sala (* um 1515; † 1577), 1545–1577, Grosskaufmann in Lugano[300]
  - Pietro Sala (* um 1515; † 1566?), Priester in Agno[300]
  - Nicolò Sala (* um 1535; † 1599), Priester, Propst von Agno[300]
  - Maurizio Sala (* um 1550; † 1594), Militär, Hauptmann im Dienste des Königs Heinrich IV. (Frankreich), gefallen in Gascogne[302][300]
  - Sebastiano Sala (* um 1580; † 11. Juni 1653 in Krakau), Sohn von Antonio, Bildhauer, Architekt, tätig in Krakau zusammen mit Costante Tencalla aus Bissone; 1644 wurde er Hofarchitekt und errichtete in verschiedenen Städten Polens und Litauens Kirchen, Kapellen und Grabmonumente.[303][304][305]
  - Giovanni Angelo Sala (* um 1615; † 1688), Stuckkünstler in Bergamo und in Alzano Lombardo[300]
  - Giuseppe Sala (* um 1640; † nach 1681 ebenda?), Bildhauer in Turin, tätig mit dem Bildhauer Francesco Borello aus Chieri[306]

- Familie Peri[307]
  - Jacomo Ferraro Peri (* um 1460; † um 1500), Soldat[307]
  - Antonius Pery (1644–1683), Steinmetzmeister und Bildhauer in Wiener Neustadt und in Kaisersteinbruch
  - Giovanni Francesco Peri (* um 1660; † 4. September 1716), Stuckateur in Güstrow[308]
  - Giovanni Peri (* um 1670; † 1705), Bildhauer in Kaisersteinbruch[307][309]

- Familie Beroldingen[310]

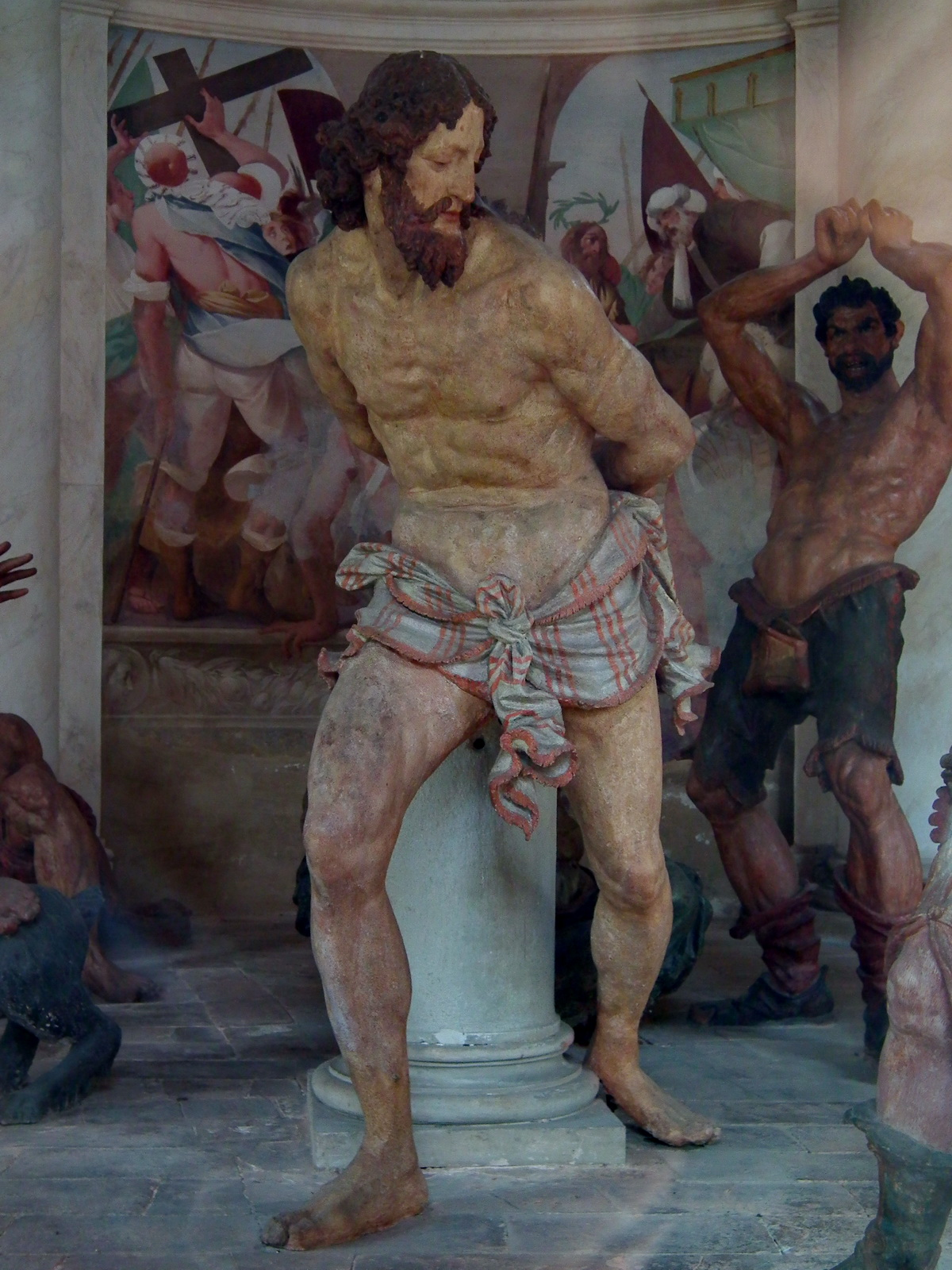
Martino Rezzi: Die Geißelung. Sacro Monte di Varese, VII Kapelle 1606.

  - Karl Konrad Beroldingen (* 1624 in Lugano; † 1706 ebenda), Generalhauptmann der Miliz der Gemeinde, Oberst im Dienst der Republik Venedig[311][310][312]
  - Carlo Francesco Maurizio Beroldingen (* um 1635 in Lugano; † nach 1687 in Madrid), Diplomat, Oberst im Dienst des Königs Karl II. (Spanien)[313]

- Familie Rezzi, Rezio[314]
  - Martino Rezzi (* um 1590; † nach 1650), wahrscheinlich Vater von Simone Rezzi, Künstler, Bildhauer, tätig zwischen 1620 und 1650 in Genua, hinterliess daselbst eine Statue der Muttergottes in der Kirche Santa Brigida und eine andere im Krankenhaus, schuf 1606 die Statue an der siebenten Kapelle des Sacro Monte di Varese[315][314][316]
  - Simone Rezzi (* um 1595; † nach 1650 in Genua ?), Bruder des Martino ?, Künstler, Luganesischer Bildhauer, tätig zwischen 1620 und 1650 in Genua. Wahrscheinlich Sohn von Martino Rezzi.[314][317]
  - Pietro Antonio Rezzi (* um 1700; † nach 1742), Schweizer Agent in Venedig 1742[314]

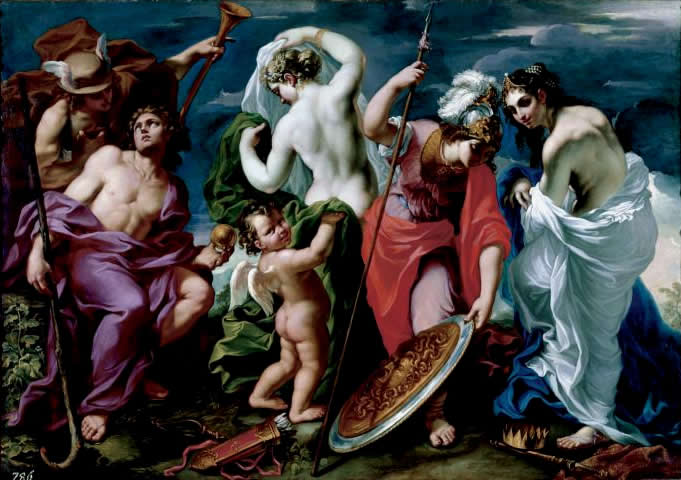
Lodovico Antonio David: Das Urteil von Paris. 1690.

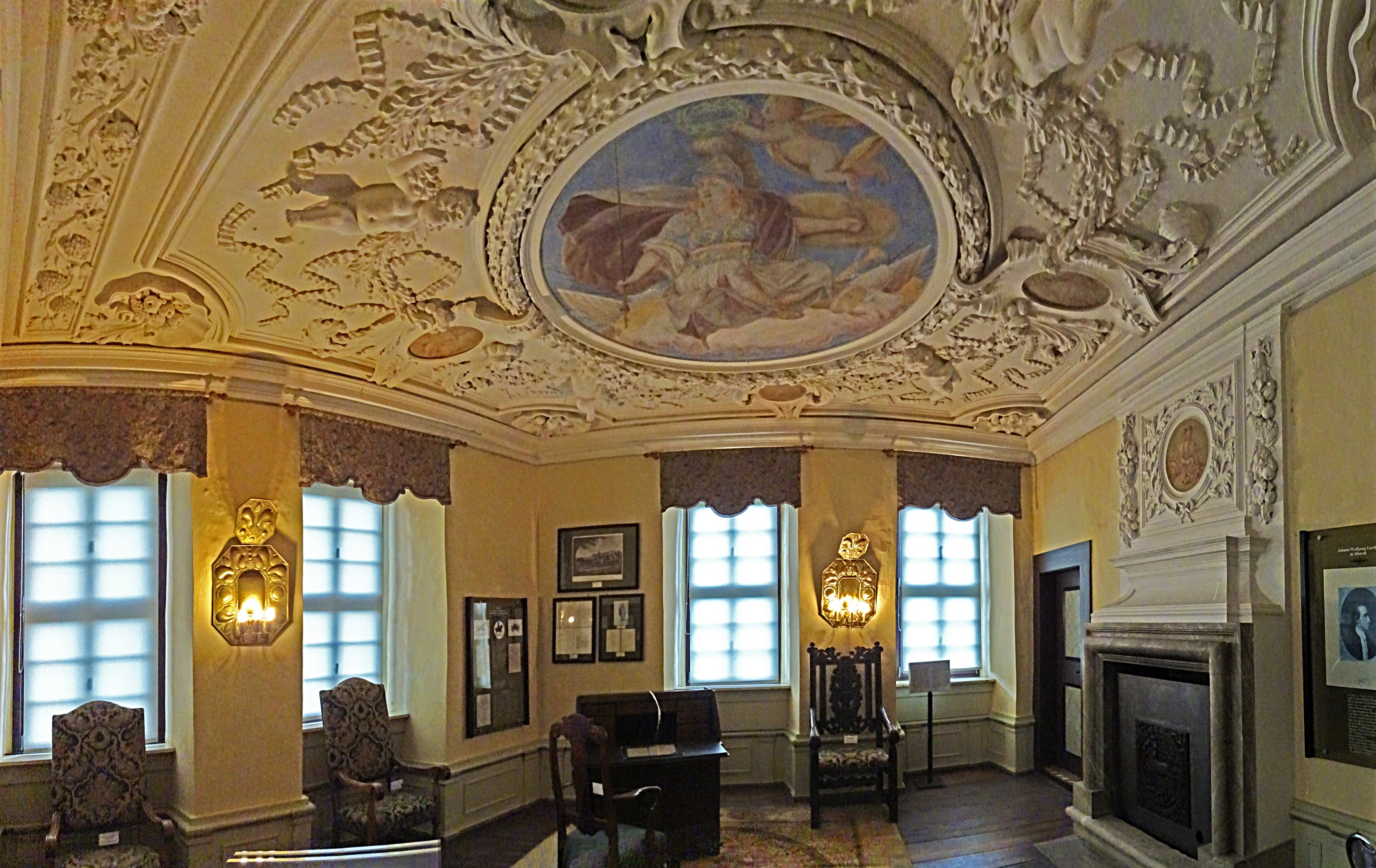
Gebrüdern Carcani: Stuckdecke, Schloss Allstedt, 1691.

- Francesco Sartorelli (* 1575; † nach 1605), Baumeister, er besorgte 1605 den Neubau der Kirche Santa Maria della Pieve in Cavallermaggiore[318]
- Giovanni Giacomo Porro (1590–1656), Komponist, Kapellmeister und Organist in München
- Diego Maderni (* um 1620, erstmals erwähnt 1646; † vor Dezember 1680), Statthalter des Landvogts von Lugano, Fiskal von Lugano, 1653 organisierte er den Postdienst zwischen Mailand und Luzern[319]
- Giovanni Battista Carcani (* um 1640; † 1697), Stuckateur in Deutschland[320]
- Nicolao Carcani (* um 1640; † 1697), Stuckateur, Mitarbeiter des Bruders Giovanni Battista in Pfalz Allstedt[321]
- Giambattista Roviglio (* 1645; † nach 1668), er promovierte in Literatur in Mailand[322]

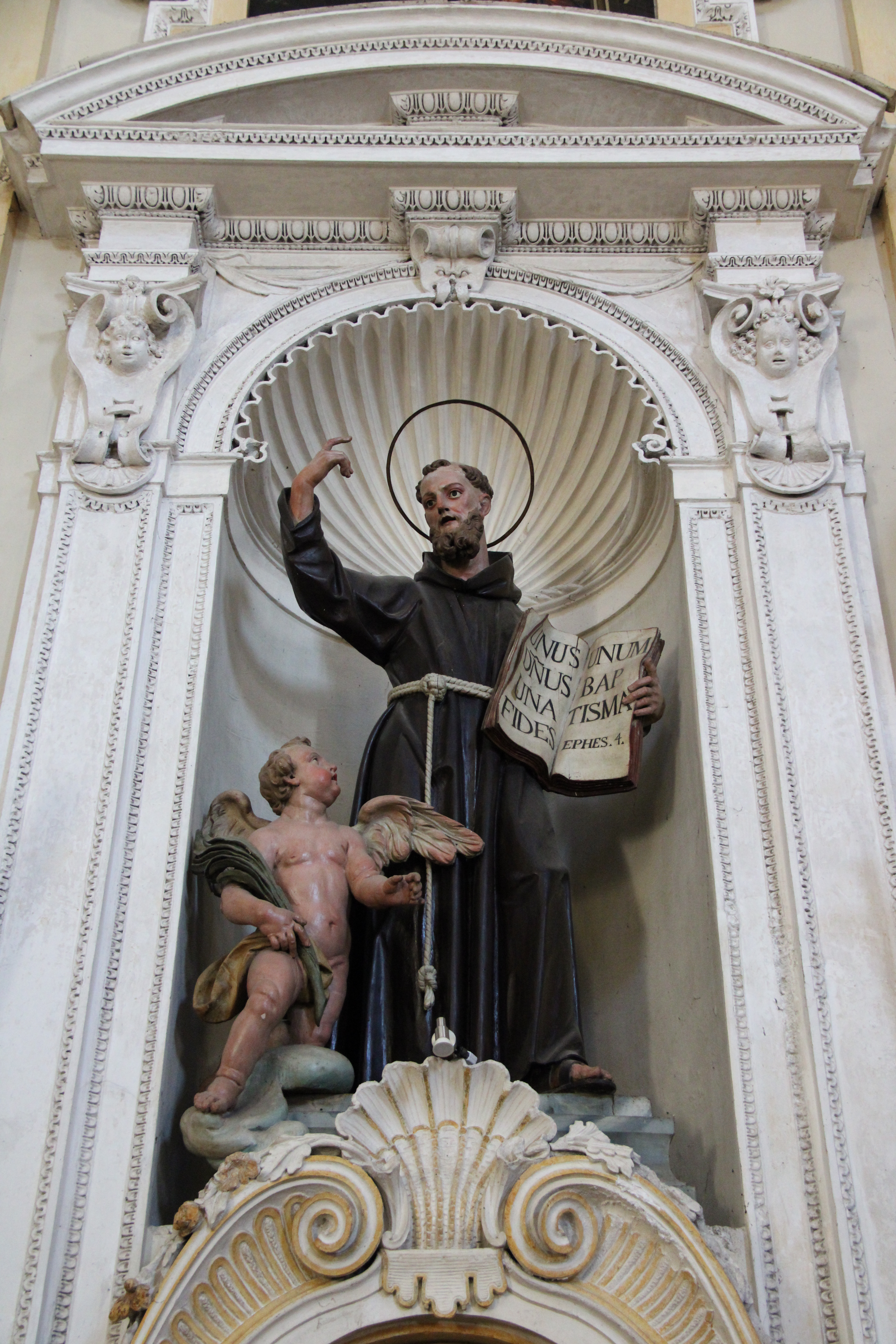
Carlo Giuseppe Plura: San Fedele da Sigmaringen. Kirche Santa Maria al Monte, Turin 1732.

- Lodovico Antonio David (* 13. Juni 1648 in Lugano; † um 1720 in Rom), Maler und Kunsthistoriker, Schüler von Giambattista Cairo, Ercole Procaccini d. J. und Carlo Cignani[323][324][325][326][327][328][329]
- Domenico Mengone (1649–1735), Künstler, Bildhauer, Schüler von Paolo Naldini in Rom[330]
- Bartolomeo Mugini (* um 1650 in Lugano; † um 1700 ebenda?), Bildhauer und Stuckateur, schuf 1681 das Grabmal Caimo in der Basilika des Heiligen Antonius in Padua
- Carlo Francesco Bellotto (* um 1660; † nach 1693), Baumeister in Turin[331]
- Carlo Giuseppe Plura (* 3. Januar 1663 in Lugano; † 14. April 1737 in Borgo San Dalmazzo), Bildhauer, Stuckateur in Turin und Borgo San Dalmazzo[332][333][334]
- Pietro Gianni (* um 1670; † 1717), Künstler, Stuckateur aus Lugano. 1715–1717 dokumentiert im Kloster Einsiedeln[335]
- Cristoforo Tognasco (* um 1675; † nach 1728 ebenda?), Vater von Pietro, Baumeister in Turin[336]
- Bernardo Bellotto (* um 1685; † nach 1714), Landschaftsmaler in Turin[331] vielleicht Vater von Bernardo Bellotto geboren in Venedig.

- Künstlerfamilie Conti[337]
  - Gian Pietro Conti (* 1650; † um 1710), Vater von Francesco und Valente, er finanzierte das Kapuzinerinnenkloster in Lugano[338]
  - Pietro Antonio Conti (* um 1670; † nach 1711), Stuckateur in Sopron[339]
  - Francesco Conti (* 1681; † 26. Mai 1751), 1747 gründete er das Kapuzinerinnenkloster in Lugano[340][337]

- Giovanni Pietro Mutallo/i (* 1574; † um 1635 ?), Organist, seit 1589 Kanoniker der Kollegiatkirche San Lorenzo von Lugano, Pfarrer von Castagnola[341]
- Alessandro Perlasca (* 1605; † 10. Februar 1670 in Mailand), Doktor der Theologie, Professor der Literatur am Seminar des Sant Sepolcro, dann Pfarrer von San Raffaele von Mailand, veröffentlichte zahlreiche Reden und historische Werke, besonders über Johann von Österreich, Vizekönig von Sizilien[342][343]

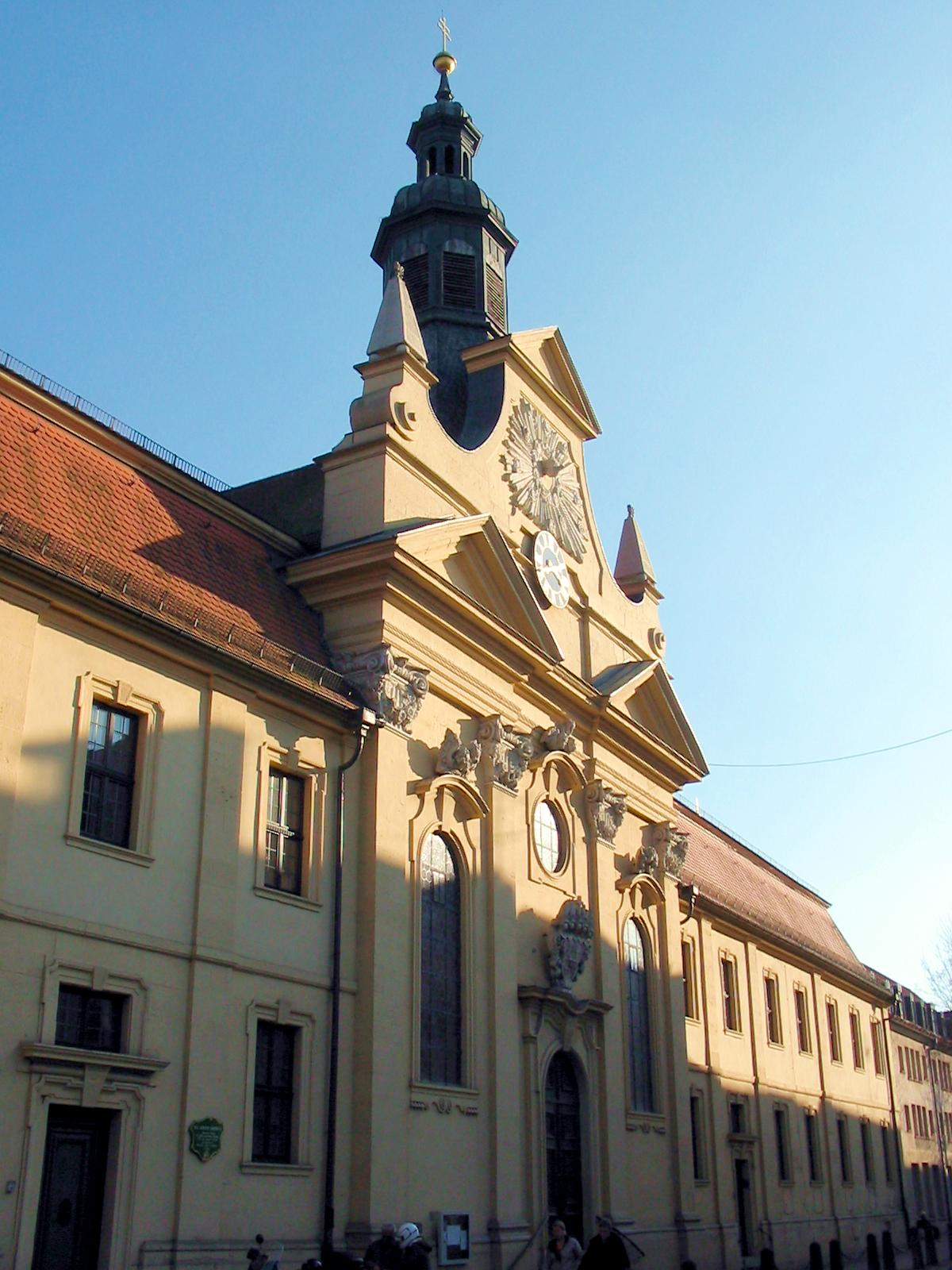
Andrea Gallasini: Heilig-Geist-Kirche, Fulda, 1732.

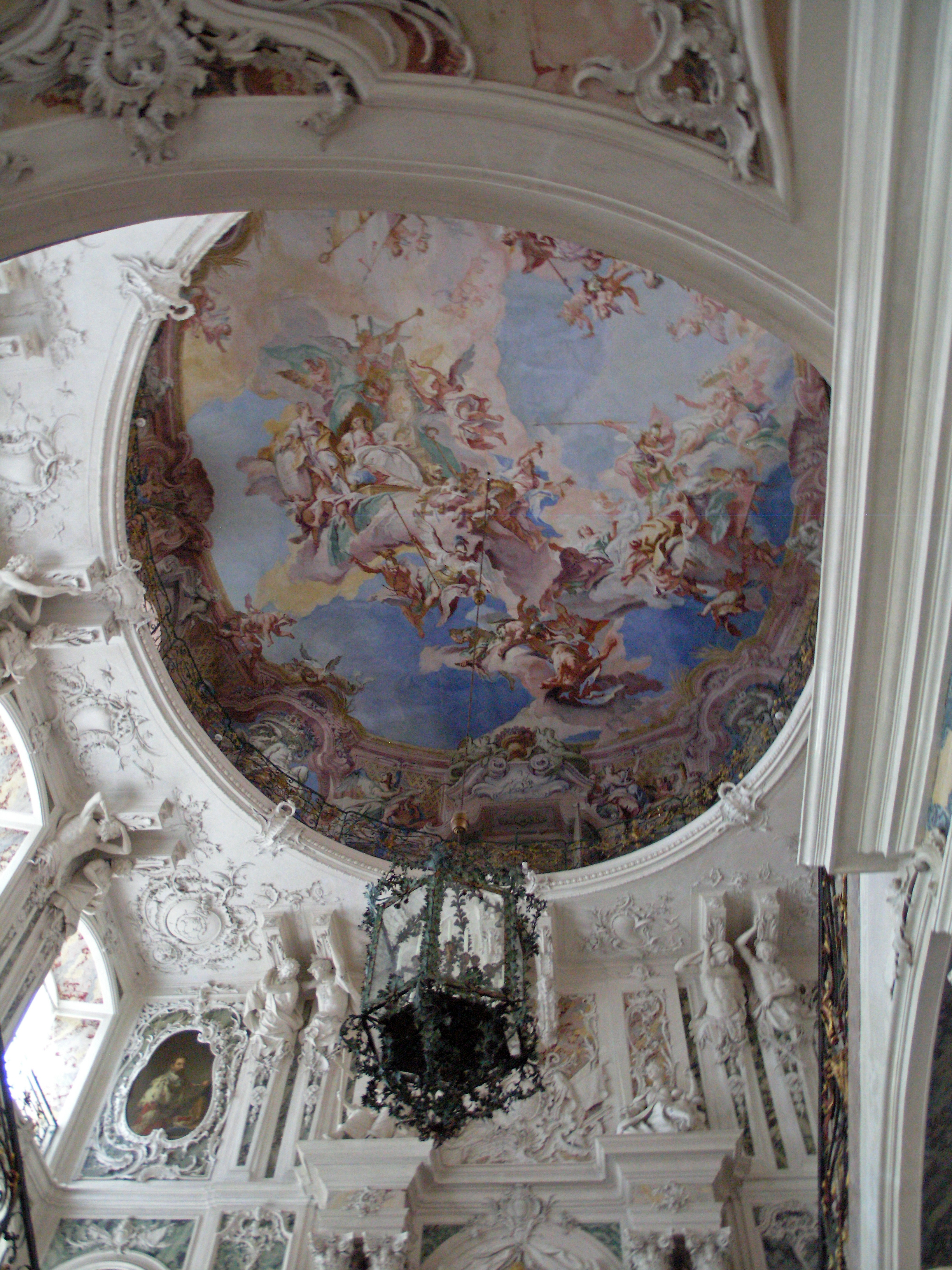
Carlo Pietro Morsegno: Decke des großen Treppenhauses. Schloss Augustusburg, Bruhl, 1728.

- Giovanni Francesco Morsegno (Morsengo) (* um 1655; † nach 1700), Stuckateur, er gehörte zum Team von Giovanni Pietro Magni aus Bruzella im Würzburger Dom[344]
- Francesco Mesenta (* um 1675; † 1745), Quadraturmaler in St. Florian (Linz-Land) und 1724 in der Wallfahrtskirche Stadl-Paura in Oberösterreich[345][346]
- Carlo Maria Pozzi (* 1676; † nach 1736), aus Castel San Pietro, Sohn des Apothekers Francesco und dessen Ehefrau Maria Caterina Splendore, Stuckateur in Fulda, Koblenz und in Dänemark[347]
- Carlo Papa (* um 1680; † nach 1720), Bildhauer, tätig im Castello di Rivoli[348]
- Andrea Gallasini (1681–1766), Stuckateur und Architekt in Mainz, in Fulda, in Wetzlar, in Bartenstein (Schrozberg) usw.
- Bartolomeo Papa (1684–1774), Bildhauer, Stuckateur in England, Spanien, Venedig und besonders in Turin, wo er vom Hof eine Pension erhielt. Sein Sohn Pietro war Stuckkünstler[349][350][351]
- Ludovico Tognacca (* um 1700; † nach 1741), Sohn von Francesco, Baumeister in Turin zusammen mit Domenico Ermoglio aus Varese[352]
- Carlo Pietro Morsegno (Morsengo) (* um 1700; † 1754), Stuckateur in Nordrhein-Westfalen, er arbeitete in den Schlössern Augustusburg und Falkenlust in Brühl (Rheinland) bei Bonn, wo auch Giuseppe Antonio Brilli aus Cureglia und Giuseppe Artari aus Arogno als Stuckateure tätig waren, im Schloss Nordkirchen südlich von Münster (Nordrhein-Westfalen)[353]

### 1701 bis 1850
- Familie Riva[354][355]
  - Francesco Saverio Riva (* 1701; † 1783), Sohn des Giovanni Battista, Graf, Jurist, Philosoph und Dichter, Mitglied der Akademie der Arcadia (Dichtung) unter dem Namen Siredo[356][357][358]
  - Giovan Rodolfo Riva (* um 1703; † 1763), Sohn des Giovanni Battista, Graf, Jurist, Statthalter der Landvogtei von Lugano und später Generalkapitän[359][159]
  - Maria Vittoria Riva (* 1715; † um 1775), Äbtissin des Benediktinerinnenklosters in Lugano[159]
  - Maria Clelia Riva (* 1716; † um 1775), Äbtissin des Benediktinerinnenklosters in Lugano[159]
  - Antonio Maria Riva (* 1717; † 1796), Landeshauptmann der Luganeser Milizen[159][360]
  - Stefano Riva (* 3. Dezember 1736; † 1790 in Fermo), Sohn des Arztes und Luganeser Notabeln Giovanni Battista Riva und dessen Ehefrau Marianna Castoreo, Priester, Auditor an der Nuntiatur von Paris, Ablegat des neuen Kardinals und Erzbischofs von Reims, Statthalter des Kirchenstaats, Gouverneur des Sabinerlandes, von Benevento, Orvieto und Fermo[361][159]
  - Giacomo Riva (* 1738; † 1825), Politiker, Abgeordneter im Landtag des Kantons Tessin[159]
  - Raffaele Riva (* 1741; † 1811), Politiker, Statthalter der Vogtei Lugano, tessiner Grossrat[159][362]
  - Rocco Riva (1750; † 1798), Abgeordneter zu den Unterhandlungen über einen Handelsvertrag mit der Cisalpinischen Republik[159]
  - Giovan Battista Riva (* 1750; † 1810), Bruder des Stefano, Übersetzte Horaz in italienische Verse und hinterliess Gedichte; Professor der Redekunst am Collegio Clementino in Rom; Mitglied der Accademia dell’Arcadia[363][159]
  - Antonio Riva (* 1754; † 1838), Jurist in Lugano[159]
  - Stefano Riva (* 1755; † 1842), Rechtsanwalt in Lugano, Anführer der Anhänger der Cisalpinische Republik, er musste nach Como flüchten[159]
  - Francesco Riva (* 8. Oktober 1757; † 19. März 1834), Erzpriester von Lugano[159][364]
  - Antonio Riva (* um 1760; † vor 1819), Führer der Briganti als Anhänger der Cisalpinische Republik[159]
  - Giovan Battista Riva (* 18. Juli 1773; † 29. September 1834), Gemeindepräsident von Lugano, Tessiner Grossrat und Staatsrat[159][365]
  - Stefano Riva (* 1777; † 1843), Führer der Briganti[159]
  - Giovan Rodolfo Riva (* 22. Juni 1780; † 2. Januar 1827), Hauptmann des 1. Schweizer Regiments in napoleonischen Diensten, Stadtpräsident von Lugano, Präsident des Appellationsgerichtes[366]
  - Giorgio Riva (* 1783; † 1850), Notar, Redakteur des Zeitschriftes Il Cattolico[159]
  - Stefano Riva (* 1785; † 1847), Doktor der Rechte und Anwalt in Lugano[159][367]
  - Francesco Riva (* 1791; † 1848), Politiker in Lugano[159]
  - Giovanni Battista Riva (1800–1847), Anwalt in Lugano, Tessiner Grossrat und Staatsrat; wegen Verschwörung verurteilt und lebte danach im Exil[159]
  - Antonio Riva (* 1820; † 1911), Arzt in Lugano[159]
  - Odoardo Riva (* 1822; † 1851), Advokat und Autor in Lugano[159]
  - Giuseppe Riva (* 6. September 1822; † 7. April 1883), Anwalt in Chiasso, Tessiner Grossrat[368]
  - Stefano Riva (* 11. Februar 1829; † 22. April 1913), Stadtschreiber von Lugano 1849[159]
  - Giovan Battista Riva (* 4. Februar 1831; † 30. August 1877), Priester, Erzpriester der Stiftskirche San Lorenzo von Lugano, Journalist, Gründer des Zeitschriftes Il Credente Cattolico[368][159]
  - Gerolamo Riva (* 1833; † 1894), Advokat in Lugano, Tessiner Grossrat, Staatsrat[159][368]

- Familie Somazzi, Somazzo[369]

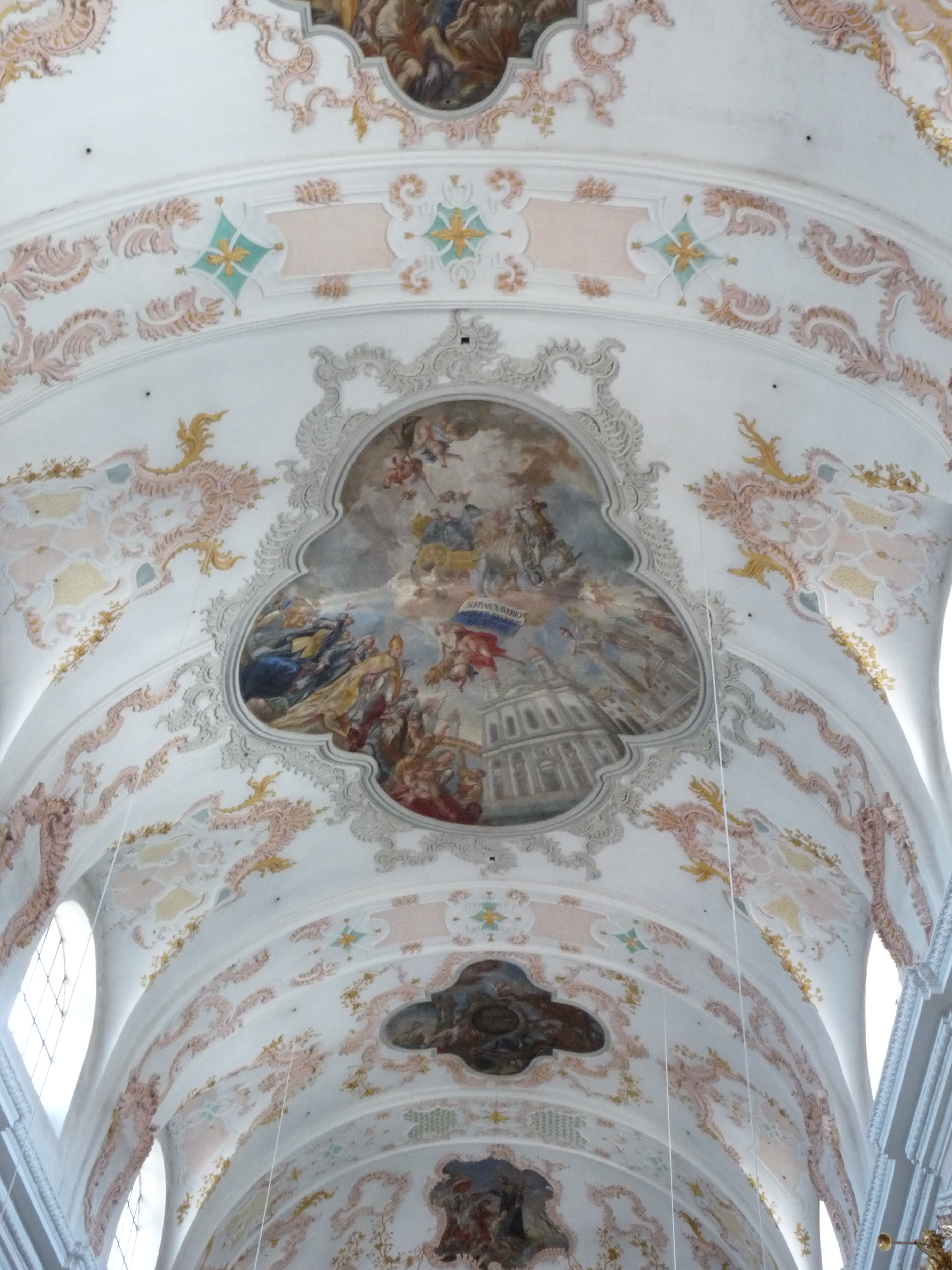
Giuseppe Antonio Maria Torricelli: Gewölbefresken, Jesuitenkirche Luzern

  - Erasmus Somazzi (* 1733; † 1800), Militär, Gardehauptmann im Dienste Neapels, Oberst 1787. Seine zwei Söhne Luigi und Tripolino waren Offiziere in Neapel[370][57]
  - Domenico Somazzi (* 2. Oktober 1749; † Januar 1833), Priester, Kanoniker und Dekan der Stiftskirche San Lorenzo von Lugano, Wohltäter des Krankenhauses Santa Maria von Lugano[57]
  - Giovanni Domenico Somazzi (* um 1740; † nach 1799), Jurist, Gerichtspräsident des Kanton Luganos 1798–1799, der nach den Ereignissen von 25. April 1799 zum Mitglied des Sondergerichts gegen die Briganti ernannt wurde[57]

- Künstlerfamilie Torricella, Torricelli[371][94][372]
  - Giuseppe Antonio Maria Torricelli (* 1710; † 1808), Kunstmaler in Lugano, Vercelli, Magliaso, Malesco, Dongo, Faido, Einsiedeln, Fahr, Luzern usw.
  - Giovanni Antonio Maria Torricelli oder Antonio Andrea (* 13. Juli 1719; † nach 1811), Bruder des Giuseppe Antonio, Quadraturmaler in Lugano, Vercelli, Magliaso, Malesco, Dongo, Faido, Einsiedeln, Fahr, Luzern und in Elsass[373][94][374][375][376]
  - Rocco Torricelli (* 17. August 1748; † 28. Juli 1832), Bruder von Antonio Maria, Maler, Architekt und Kupferstecher, der zusammen mit seinem Bruder Antonio Maria im Kanton Tessin und Piemont tätig war, er schuf die Pläne und die Ausschmückung des alten Theaters von Lugano (1804–1805) und 1793 den Stich einer Aussicht von Lugano, ferner sechs kleine Gemälde, welche die Ereignisse in Lugano von 1798 und 1799 darstellen, er schmückte das Gewölbe und den Chor der Stiftskirche Santi Giovanni Battista e Provino von Agno (1791). Er war auch Hauptmann der Garde von Lugano 1798[94][377][378]
  - Antonio Maria Torricelli (* 10. Mai 1751; † 1808 in Vercelli), Bruder von Rocco, Künstler, Maler und Quadraturist, der zusammen mit seinem Bruder Rocco im Tessin und Piemont tätig war; dann Anhänger der Briganti der Cisalpinische Republik, sein Haus wurde geplündert[94][379][380]
  - Fridolino Torricelli (* 22. Januar 1776; † 10. Mai 1837 in St. Petersburg), Sohn von Rocco, Maler und Stuckateur, er dekorierte die Wohnung Alexanders I. im Katharinenpalast in Zarskoje Selo (heute Puschkin)[381][382]
  - Giovanni Battista Torricelli (1779–1848), Theologe, Redakteur der Zeitschrift Il Cattolico und Autor der Orazioni sacre e dissertazioni storico-polemiche.
  - Giorgio Aloisio Antonio Torricelli (* 1800; † 1837), Architekt in Odessa, er baute 1832–1836 den Börsenpalast in Odessa und war 1837 Architekt dieser Stadt[94][383]

- Familie Bellasi[384]
  - Giovanni Battista Bellasi (* 1710; † 1781), Erzpriester von Lugano[285]
  - Giuseppe Bellasi (* um 1715; † 1750), Notar und Kanoniker von Balerna[285]
  - Giulio Bellasi (1718–1749), Erzpriester von Lugano[285]
  - Giuseppe Bellasi (* um 1730; † 1780), Priester, Kanoniker der Stiftskirche San Lorenzo von Lugano, Lokalhistoriker[385]
  - Felice Maria Bellasi (* um 1745; † 1799), Anhänger der Cisalpinischen Republik[386]
  - Felice Bellasi (* um 1755; † 1799), Anhänger der Cisalpinischen Republik, am 15. Februar 1798 nahm er teil an der Erstürmung von Lugano[285]

- Familie Quadri, Quadrio[387]
  - Giuseppe Maria Quadri (* um 1703; † 1774), Prediger des Papstes[237]
  - Giovanni Battista Quadri (* 1704; † 1799), Husarenoberst in österreichischen Diensten[388][237]
  - Antonio Quadri (* um 1725; † 1809), Chirurg in Ospedale Maggiore von Mailand[237]
  - Giovanni Battista Quadri (1777–1839), Anwalt, Notar, Politiker und tessiner Landammann

- Familie Plura

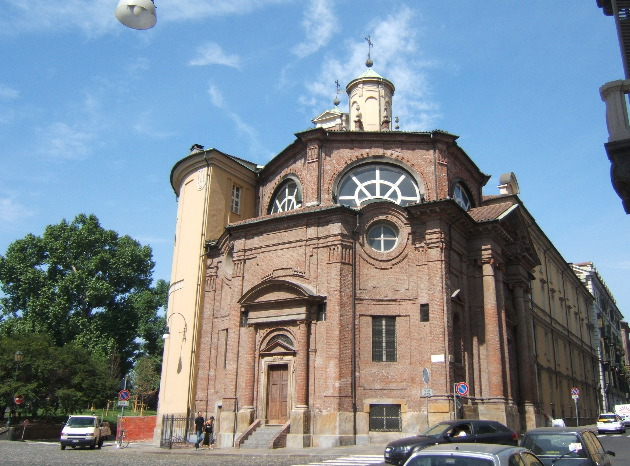
Pietro Bonvicini: Kirche San Michele Arcangelo. Turin, 1784.

  - Clemente Plura (* um 1710; † nach 1760), Bildhauer, tätig in der Kirche Santa Croce von Cavallermaggiore[389]
  - Filippo Plura (* um 1720; † nach 1770), Bildhauer, tätig am Königspalast in Turin[389]
  - Giovan Battista Plura (* um 1720; † daselbst 18. März 1756 in London), Sohn von Carlo Giuseppe, Bildhauer, tätig am Königspalast in Turin[389]
  - Giuseppe Plura (* um 1753; † nach 1786), Sohn von Giovan Battista, Enkel von Carlo Giuseppe (1663–1737), Bildhauer, tätig in London, er stellte in der Royal Academy of Arts aus. Turin beherbergt die von ihm geschaffene Büste des Schriftstellers Giuseppe Baretti.[389][390][391][392]

- Familie Buonvicini von Oria[393]
  - Pietro Bonvicini (* 1741; † daselbst 1796 in Turin), Architekt in Turin. Zu seinen Hauptwerken gehören, die von Bernardo Antonio Vittone beeinflusst sind, die Kirche San Michele Arcangelo und das Kloster des Trinitarierordens (1785–1791), die beide im Zweiten Weltkrieg stark beschädigt wurden.
  - Giacomo Buonvicini (* 1751; † 1806 in Brescia), 1. Statthalter des Kanton Luganos[393][394][395]
  - Francesco Buonvicini (* um 1760; † 1814), Vogteischreiber, als Tessiner Grossrat (von 1803 bis 1813)[396] stimmte gegen die Abtretung des Südtessins an Napoleon Bonaparte[393]

- Familie Morosini[179]
  - Gian Pietro Francesco Morosini (* 2. April 1736; † 1817 in Como), Gerichtsbeamter in Mailand, Senator, Präsident des Tribunale di sanità, Hofrat, Wohltäter des Krankenhauses Santa Maria von Lugano. Er war 1803 von Lugano an den Vizepräsidenten der Cisalpinischen Republik Francesco Melzi abgeordneten Gesandten zur Befürwortung Luganos als Hauptstadt des Kantons Tessin[397][179][398]
  - Carlo Ludovico Morosini (* 12. März 1759; † um 1810), Vater von Pietro Morosini[399]
  - Giovanni Battista Morosini (1782–1874), Jurist, Tessiner Grossrat und Staatsrat
  - Luigi Morosini (* 1773; † 1802), Hauptmann im Dienste Napoleon Bonaparte gefallen im Schlacht bei Marengo[400]
  - Pietro Morosini (* 21. Oktober 1788; † 2. Mai 1841), Militär, Hauptmann in holländischen Diensten, Kommandeur des Wilhelm-Ordens, Kreiskommandant von Lugano[401]
  - Emilio Morosini (* 17. Juni 1831; † 1. Juli 1849 in Rom), Militär, 1848 nahm er an der mailändischen Revolution gegen Österreich (Fünf-Tage-Aufstand) teil, machte die Feldzüge von 1848 und 1849 für die Römische Republik mit, Flügeladjutant des Generals Ettore Perrone di San Martino[402]

- Adelsfamilie Rusca[403]
  - Pietro Antonio Rusca (* um 1700; † nach 1754), Adel, Militär in Diensten des Königs von Polen und des Kurfürsten von Sachsen, Hauptmann und geadelt 1745, Major 1749, Oberstleutenant der Infanterie 1754[116]
  - Davide Raimondo Rusca (* um 1705; † um 1760), Adel, Militär, Hauptmann im Regiment Bessler in Spanien[116]
  - Giovan Battista Rusca (* um 1719; † 1795 in Arogno), Adel, Priester, Pfarrer von Arogno, veröffentlichte 1769 und 1777 einige theologische und kanonische Abhandlungen[116]
  - Giulio Raimondo Rusca (* um 1715; † um 1790), Sohn von Pietro Antonio, Adel, Abt von Santa Maria d’Ossona[404]
  - Bernardino Rusca (* 1719; † 8. Juni 1752 in Busseto), Sohn von Antonio, Adel, Militär, wurde ins Bürgerrecht von Busseto aufgenommen und war dort Kavalleriehauptmann[116]
  - Carlo Giorgio Rusca (* um 1725; † um 1780), Sohn von Pietro Antonio, Adel, Militär, Hauptmann im Regiment Jauch in sizilianischen Diensten[116]
  - Pietro Antonio Rusca (* 6. Oktober 1753; † nach 1798), Adel, Politiker, Präsident der tessiner Provisorischen Regierung 1799[116]
  - Giovan Battista Rusca (* um 1754; † nach 1800), Adel, Politiker, anlässlich der Ereignisse im April 1799 wurde sein Haus ausgeplündert; er wurde Vizenationalpräfekt von Lugano, 25. Juli 1800 genannt[116]
  - Giuseppe Rusca (* um 1755; † nach 1803), Adel, Politiker, reggente von Lugano unter der alten Regierung, Agent der Kommission zur Einführung der neuen Kantonsverfassung[116]
  - Luigi Rusca (* um 1767; † nach 1813 in Mailand), Sohn von Bernardo, Adel, Mitglied des Rates der Cisalpinischen Republik in Mailand, Adjunkt des Staatsrats des Königreichs Italien[405]
  - Antonio Rusca (* um 1770; † nach 1802), Sohn von Bernardo, Adel, Militär, Hauptmann unter Napoleon Bonaparte in Italien; Offizier der Nationalgarde von Lugano 1802[116]
  - Giovanni Rusca (* 1789; † 3. März 1817 in Holland), Sohn von Bernardo, Adel, Militär, Hauptmann in Diensten des Königreichs Italien, Hauptmann im Regiment Auf der Mauer in holländischen Diensten[116]
  - Filippo Rusca (* um 1810; † nach 1849), Neffe von Giovanni, Adel, Militär, Hauptmann der lombardischen Dragoner, machte den italienischen Feldzug von 1848 mit und beteiligte sich 1849 an der Verteidigung der römischen Republik[116]
  - Giacomo Rusca (* um 1813; † nach 1849), Bruder des Filippo, Adel, Rechtsanwalt, Militär, beteiligte sich an den italienischen Feldzügen von 1848 und 1849 und an der Verteidigung von Venedig, dann Sekretär der Munizipalität von Mailand, Ritter der italienischen Krone[116]

- Francesco Luisone (* um 1700; † nach 1732 in Turin ?), Bildhauer schuf an der Basika von Superga unter dem Architekt Filippo Juvarra[406]
- Pietro Maria Loni (* um 1700; † nach 1732 in Foligno), Bildhauer und Architekt, er schuf in Bologna[407]
- Buonfiglio Capra (* um 1705; † 6. Oktober 1746 in Mendrisio), Geistlicher, Servit, Theologe und Prediger, Generalvikar in Brasilien, er starb im Servitenkloster von Mendrisio[408]
- Carlo Camuzio (* 1706; † um 1770), Priester, Bischof von Justinopoli, heute (Koper)[409]
- Lorenzo Lepori (* 1707; † 1768 in Mailand), Oblat, Doktor der Theologie, Propst der Kirche Santa Maria Podone in Mailand, Rektor des Collegio Elveticos[410]
- Filippo Muttoni (* 25. Mai 1707; † 22. Januar 1777 in Mailand), Staatsanwalt in Mailand, Senator, Botschafter von Maria Theresia von Österreich (1767–1827) in Rom, Podestà von Pavia[411][412][413]
- Leopoldo Antonio (Lipót Anatal) Conti (* 10. Dezember 1708 in Sopron; † 15. Januar 1773 in Pest (Stadt)), Bildhauer. Sein Vater Pietro Antonio Conti war ein bekannter Steinmetz und Stuckateur[414]

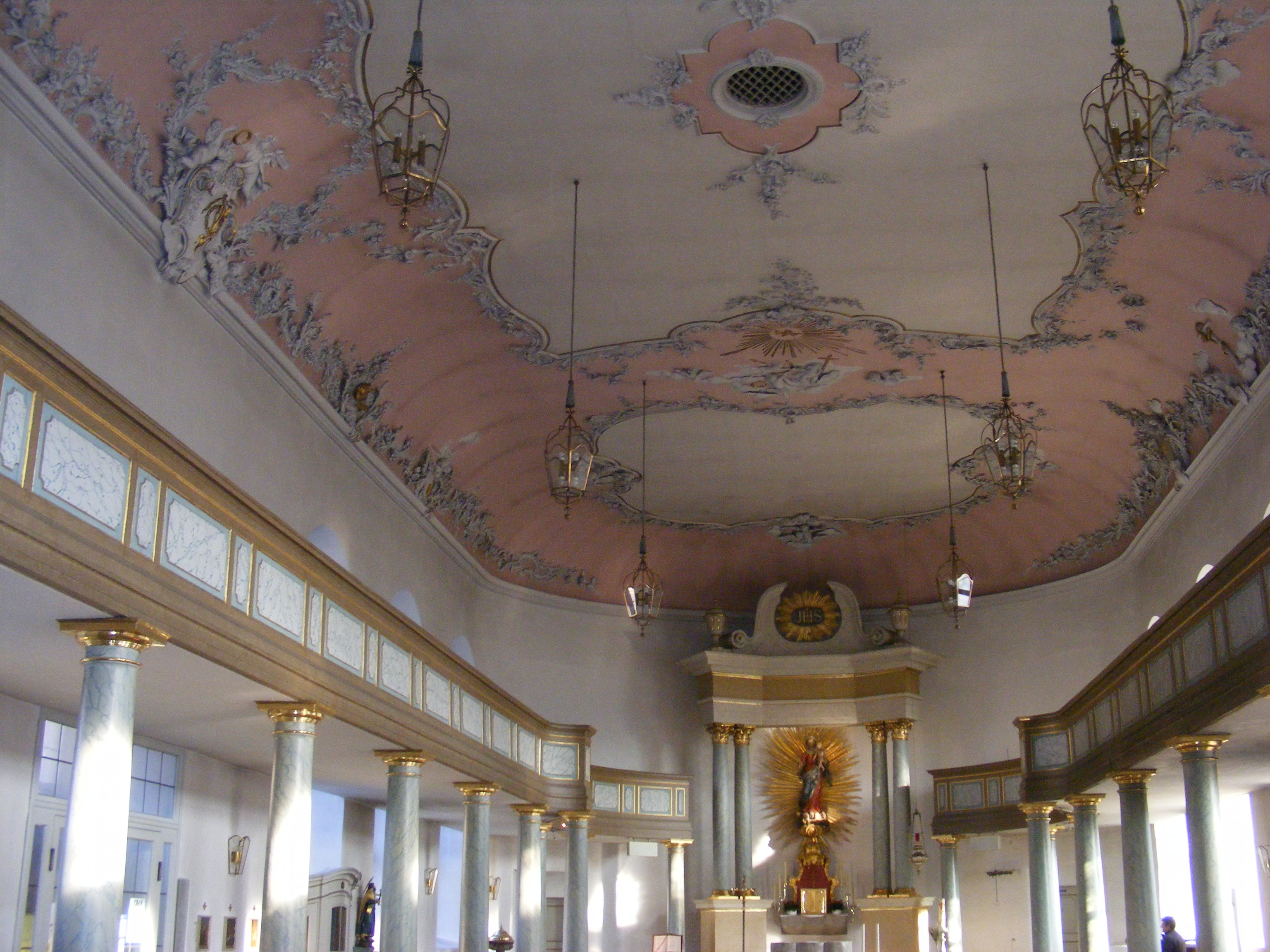
Giovanni Battista Pedrozzi: Stuckdecke der Schlosskirche (Kirchenschiff). Bayreuth, 1750.

- Carlo Canevali (* um 1710; † nach 1750), Hauptmann im Dienste König Philipps V. von Spanien[415]
- Gian Pietro Roviglio (* 1710; † 1786 in Pavia), Somasker, Professor der Philosophie, Provinzial und dann General seiner in der Lombardei, veröffentlichte einige Gedichte[416][417]
- Giuseppe Lepori (* um 1710; † nach 1770 ?), Bruder des Lorenzo, Priester, Kanoniker der Kollegialkirche San Lorenzo von Lugano, Publizist[418]
- Giovanni Battista Pedrozzi (1711–1778), Stuckateur und Bildhauer in Würzburg, Bayreuth und Berlin
- Giovanni Battista Ronchelli (* 1716; † nach 1770 ebenda?), Künstler, Maler und Porträtist aus Lugano. Er schuf Ausschmückung von Sakralbauten, tätig in Norditalien, insbesondere in Pavia. Er war Schüler von Pietro Antonio Magatti aus Varese[419]
- Antonio Martinetti (* um 1720; † nach 1770 ebenda), Stuckateur, tätig in Faenza[420]
- Nicola Stoppani (* 21. September 1728; † 5. März 1814 ebenda), aus Ponte Tresa, Schreiber, Fiskal und Statthalter des Landvogts Lugano und Podestà der Herrschaft Magliaso, Autor der Chronik der Vogtei Lugano[421]
- Giulia Maria Pocobelli (* 1730; † nach 1778), Äbtissin des Humiliatenklosters Santa Caterina in Lugano[422]
- Ferdinando Canevali (* um 1730; † um 1790), Militär, Hauptmann im Dienste der Republik Venedig[423]
- Domenico Ferrari (* um 1735 in Lugano; † nach 1780 ebenda), Baumeister, er arbeitete in der 2. Hälfte des 18. Jahrhunderts am Bau der foresteria der Certosa di Pavia; hierauf baute er Häuser in Gorgona[424]
- Giovanni Furlani (* um 1735; † nach 1770), Architekt baute den Palazzo Marchi in Parma[425]
- Pietro Giuseppe Bianchi (* 1736; † 1824), Franziskaner[426]
- Giacomo Ferrari (* um 1740 in Lugano; † nach 1782), Kanzler der Stadt Lugano von 1773 bis 1782[427]
- Jacopo Bianchi (* um 1740; † nach 1770), Maler in Leiden (Stadt)[428]
- Baldassarre Brocchi (* um 1740; † 1783), Offizier in spanischen Diensten, Oberst 1783[429]
- Bartolomeo Papa (* um 1750; † 29. April 1799), Politiker, einer der Anführer der Anhänger der Cisalpinischen Republik 1798, Sekretär des Kantonsgerichts, wurde am 29. IV. 1799 bei der Erhebung gegen die Helvetische Republik getötet[430]
- Giuseppe Mazza (* um 1740; † 1800), Maler, tätig in Mailand[431]
- Antonio Bignetta (* 13. November 1742; † 24. Oktober 1830), Musiker, Organist, er spielte für die Confraternita di San Rocco in Lugano, Organist in der Kirche Immacolata in Lugano und in der Kirche San Carlo in Lugano[432]
- Bartolomeo Verda (* 1744; † 1820), Priester, Botaniker und Dichter[433]
- Michele Pedrazzini (* 1745 in Lugano; † nach 1811 in Mailand), Advokat in Mailand, Mitglied der Verwaltung des Departements Olona, Kommissär der vollziehenden Behörde, Mitglied der gesetzgebenden Behörde, des Rats der Auditeurs des Königreichs Italien[434][435]
- Pietro Martinetti (* um 1745; † nach 1800 ebenda), Architekt und Stuckateur, tätig in Savignano sul Rubicone und Ravenna[436]
- Leone Vanelli (* um 1750; † 5. August 1802), Arzt, Chirurg, Dichter, Vizeprefekt des Distrikts Lugano, Mitglied der Tessiner Verwaltung[437]

- Familie Soave[438]

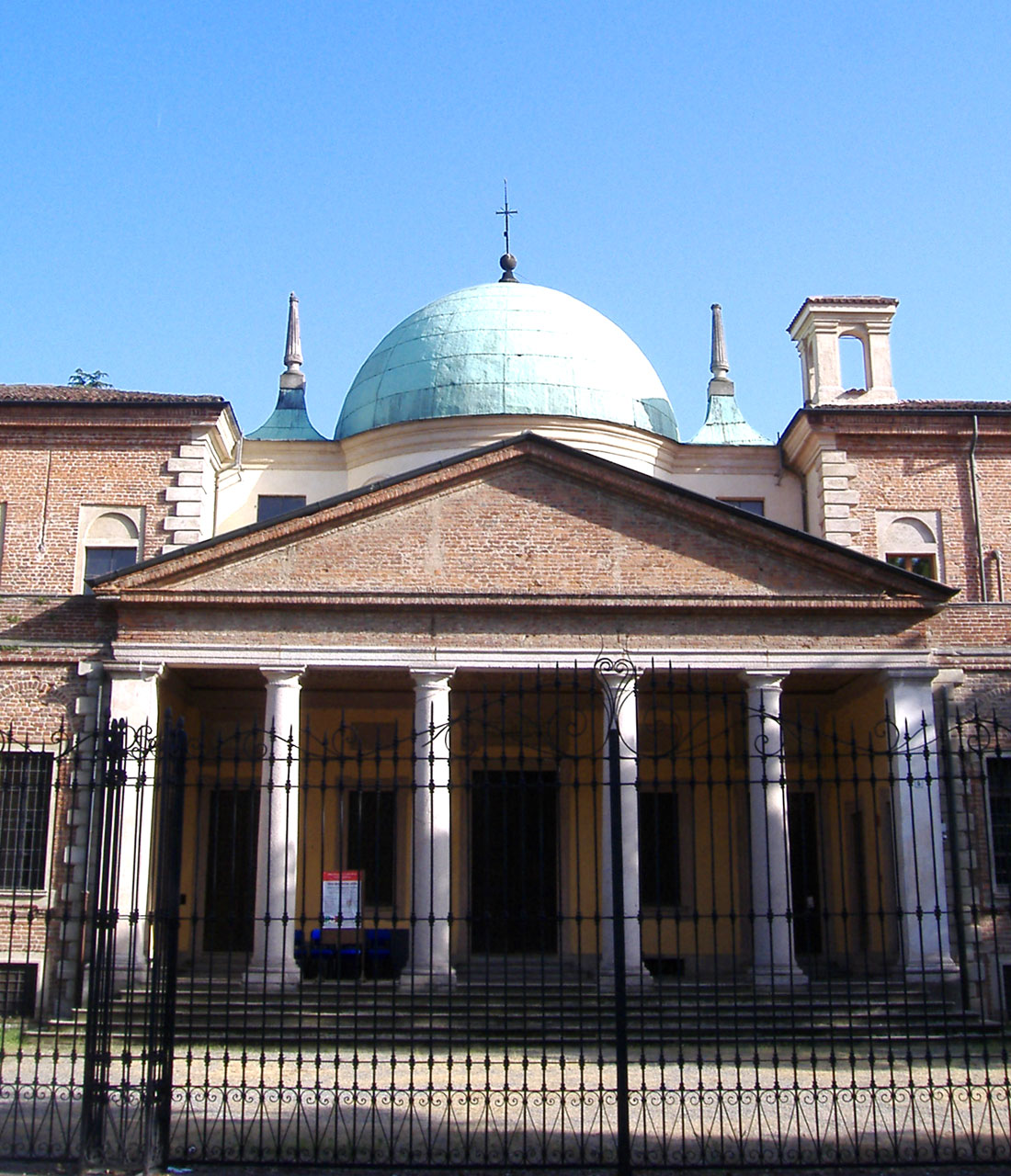
Carlo Felice Soave: Altes Krankenhaus. Codogno, 1779.

  - Raffaele Angelo Soave (* um 1705; † nach 1727), er studierte an der Accademia Clementina in Bologna und erhielt den ersten Preis 1727[439][438]
  - Giovanni Francesco Soave (* 10. Juni 1743; † 17. Januar 1806 in Pavia), Somasker, Lehrer in Pavia, Pädagoge und Autor. Er schuf Übersetzungen aus dem Griechischen, Lateinischen, Französischen, Deutschen und Englischen. Seine gesammelten Schriften wurden 1818–1819 in Turin in 19 Bänden herausgegeben. Von seinen Originalwerken sind zu erwähnen: Novelle morali; Idillii; Istituzioni di logica e metafisica; Vera idea della rivoluzione francese usw.[440][438][441][442]
  - Carlo Felice Soave (* 8. Oktober 1749; † 29. April 1803 in Mailand), Architekt und Professor in Mailand, er baute er in Mailand die Palazzi Alari und Anguissola sowie 1787 den Palazzo Bovara, in Luino die Kirche San Giuseppe und den Palazzo Crivelli Serbelloni. Professor für Geometrie und Zeichnen am Grossen Waisenhaus San Pietro in Gessate (Mailand); Domarchitekt von Mailand, schuf 1791 die angenommenen, aber später (1802) von Leopold Pollak vereinfachten Pläne der Domfassade[443][438][444][445]
  - Gerolamo Soave (* um 1755; † 20. Oktober 1838), Kapuziner, Generalkustos der Provinz Novara bis 1803, der Tessiner Provinz 1808–1811 und 1831, Guardian des Klosters Santissima Trinità in Lugano von 1811[438]

- Familie Taglioretti[446]
  - Agostino Taglioretti (* 20. August 1750; † 13. März 1821), Kaufmann und Postmeister, er ersuchte 1791 um die Ermächtigung, einen Extrapostdienst Lugano-Luino zu organisieren. Hauptlieferant der französischen Truppen, besonders des Generals Giuseppe Antonio Mainoni 1799, mit den französischen Transporten im Kanton Tessin und im Veltlin beauftragt; Tessiner Grossrat stimmte gegen die Abtretung des Bezirks Mendrisio ans Königreich Italien (1805–1814)[446][447]
  - Pietro Taglioretti (* um 1757 (Giovanni Pietro); † 1823 in Mailand), Bruder des Agostino, Maler und Architekt, er arbeitete mit Carlo Felice Soave am Mailänder Dom, für den er um 1790 einen Entwurf der Fassade ausführte. Der Chor der Stiftskirche von Sondrio soll von ihm stammen. Agent 1800, dann bis 1804 Geschäftsträger der Schweiz bei der Cisalpinischen Republik, hatte die Mission, die Annexion des Kantons Tessins an Italien zu verhindern und über Getreidelieferungen an den Kanton Tessin zu verhandeln. Mitglied der Accademia di Belle Arti di Bologna und Ehrenmitglied der Accademia di belle arti di Parma[448][446][449][450]
  - Giovanni Filippo Taglioretti (* 8. April 1767; † 15. Februar 1798), Bruder des Agostino, Besitzer des Albergo svizzero in Lugano, wo die Vertreter der regierenden Orte ihre Sitzungen abhielten, Mitglied des Freiwilligenkorps (Corpo dei Volontari) dieser Stadt, wurde am 15. Februar 1798 beim Angriff der Cisalpiner und der briganti auf die Stadt getötet[446][451]
  - Carlo Taglioretti (* 6. April 1785; † nach 1811 in Lille ?), er war Offizier in napoleonischen Diensten 1806, dann Werbeoffizier dieses Landes für den Kanton Tessin 1808, er beteiligte sich an den Feldzügen in Spanien und Portugal und an der Verteidigung der Puebla de Sanabria (1810); Mitglied des Kriegsrats von Lille in der Angelegenheit der Kapitulation von Puebla (1811)[446]

- Pietro Neuroni (* um 1740; † nach 1781), schuf 1781 auf wissenschaftlicher Grundlage die erste geographische Karte des südlichen Kanton Tessin[452]
- Francesco Beroldingen (* um 1745; † 1802), Landschreiber von Lugano, Freiherr[453]
- Giuseppe Amadeo (* 1750; † nach 1792), Stuckateur mit Paolo Casagrande aus Gentilino im Arsenal von Warschau für Graf Stanisław Szczęsny Potocki[454]
- Giuseppe de Filippis (* 1754; † 1794), Architekt in Sankt Petersburg[455]
- Giuseppe Antonio Mainoni (1754–1807), Napoleonischer General
- Diego Guicciardi (* 1756; † 1837 in Ponte in Valtellina), Jurist, Diplomat, Graf, Talkanzler im Bündner Untertanenland Veltlin, Minister des Königreich Italiens (1805–1814)[456][457]
- Pietro Frasca (* 12. November 1759; † 21. Januar 1829), Rechtsanwalt und Notar, Regierungsstatthalter des Kantons Lugano, Mitglied der kantonalen Tagsatzung und der Kommission für die Erarbeitung der Verfassung, Tessiner Grossrat[458][459][460][461]

- Familie Amadio

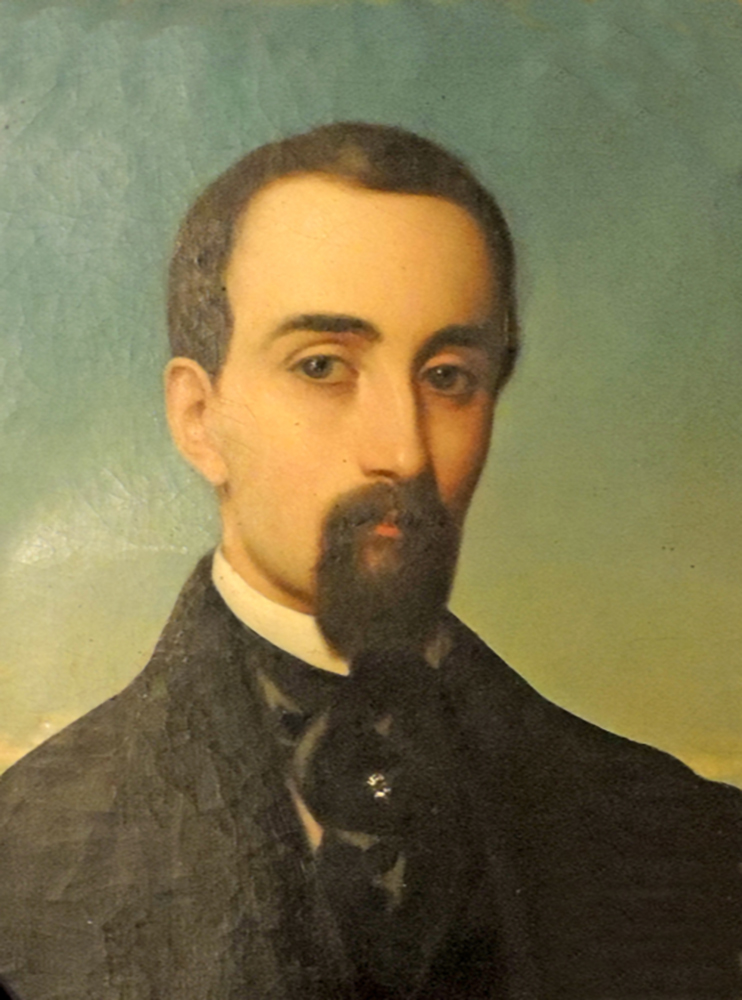
Postumes Porträt von Angelo Maria Stoppani (zweite Hälfte des 19. Jahrhunderts)

  - Giovan Battista Amadio (* um 1705; † nach 1746), Mitglied der Confraternita del Sacro Cuore von Molino Nuovo[462]
  - Pietro Antonio Amadio (* um 1725; † nach 1768), Caneparo (Administrator) der Confraternita del Sacro Cuore von Molino Nuovo[463]
  - (Filippo) Giacomo Amadio (* 5. August 1735; † 28. Mai 1825), Sohn von Giovanni und Angela Maria Luini, Geistlicher, Kanoniker und Caneparo (Administrator) der Stiftskirche San Lorenzo (Lugano)[464]
  - Giovanni Battista Amadio (* um 1760; † nach dem 1796 in Warschau), Stuckateur[465][466]
  - Luigi Amadio (* 1794; † 1882), Dekan, Vertreter des Bischof von Como, Erzpriester von Lugano[467][468]

- Battista Bossi (* um 1760; † 1798 ?), Delegierter des Kantons am 21. Februar 1798 von den souveränen Kantonen die Freiheit und Selbständigkeit der alten Vogtei Lugano fordern soll; am 19. Mai desselben Jahrs wurde er zur Regierung in Aarau gesandt, um von ihr zu erwirken, dass Lugano Hauptstadt des Kantons werde[469]
- Gian Paolo Canevali (* um 1760; † nach 1807), Priester, Kanoniker der Stiktskirche San Lorenzo von Lugano, bischöflicher Vikar und Dichter[470]
- Francesco Capra (1762–1819), Anführer der cisalpinischen Partei, Richter, Gemeindepräsident von Lugano
- Pietro Rossi (1765–1838), Stadtpräsident und Tessiner Grossrat
- Angelo Maria Stoppani (1768–1815), aus Ponte Tresa, Politiker, Grossrat, Kleinrat
- Pietro Maderni (* um 1770; † nach 1808), Maler, Zeichner, tätig in Mailand, Schüler der Accademia di Belle Arti di Brera, deren Preis er 1805 für die Figur, 1806 für die Reliefzeichnung und 1808 für den Nakt gewann.[471][472]
- Antonio Agnelli (* um 1770; † nach 1818), Verleger und Politiker[473]
- Giovanni Belli di Bernasconi oder Iwan Petrowitsch (* 1770; † 16. November 1827), Sohn von Pietro, Architekt in Sankt Petersburg, Adjunkt der Akademie der Künste von St. Petersburg 1812, wurde 1814 zum Akademiemitglied ernannt für den Bau einer Kathedrale[474][475]
- Modesto Farina (* 18. März 1771; † 10. Mai 1856 in Padua), aus Oria, Priester, Doktor der Theologie, Politiker, Berater für Kirchengeschäfte in Venedig, Bischof von Padua von 1820 bis 1856[476][477][478]
- Carlo Roviglio (* 1774; † 1804 in Mailand), Rechtsanwalt in Mailand[479]

- Familie Laghi[144]
  - Antonio Laghi (* 1773; † um 1820), Quartierhauptmann in Lugano[144]
  - Antonio Maria Laghi (* 1775; † 1850), Verfasser einer Cronaca di Lugano, welche die Ereignisse zwischen 1797 und 1814 behandelt[144]
  - Giovan Battista Laghi (* 1815; † 1880), Lehrer, er veröffentlichte Sommario di Storia Svizzera und La pubblica istruzione nel Cantone Ticino[144]

- Familie Bianchi[480]
  - Antonio Bianchi (* 1771; † 1749), als Tessiner Grossrat stimmte er gegen die Abtretung des südlichen Tessins am Königreich Italien (1805–1814)[480]
  - Carlo Bianchi (* 1777; † 1830), Zollpächter von Chiasso und Lugano, Kantonsschatzmeister, Tessiner Grossrat
  - Fabrizio Bianchi (* 1780; † nach 1808?), Leutnant bei den Schweizertruppen in französischen Diensten[480]
  - Pietro Bianchi (1787–1849), Architekt Ingenieur und Archeolog in Rom und Neapel
  - Giuseppe Bianchi (* 1810; † 1842), Architekt in Sankt Petersburg[481]
  - Giuseppe Bianchi (* 1838; † 1901), Lehrer, Sachbuchautor des Dizionario biografico degli artisti ticinesi.[482]

- Familie Sala

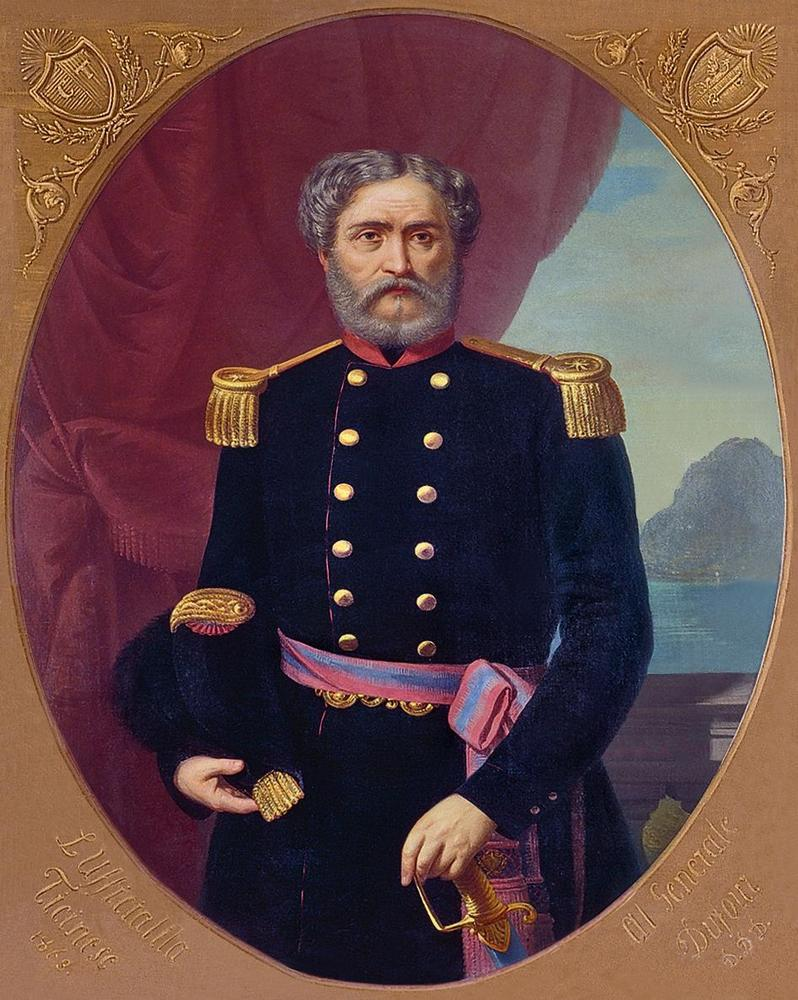
Giacomo Luvini-Perseghini, Porträt von Giacomo Donati aus Astano, 1863 (Museo d’arte della Svizzera italiana, Lugano)

  - Antonio Sala (* um 1700; † nach 1730 ebenda), Baumeister, er arbeitete 1730 in Linz, schuf die Fassade der Abteikirche von Kloster Mondsee[483]
  - Antonio Sala (* um 1770; † nach 1799), er wurde am 21. Februar 1798 an die regierenden Orte zur Erlangung der Unabhängigkeit Luganos abgeordnet; seine Mission war erfolgreich; im April 1799 versuchte er, die von der Gegenrevolution Verurteilten zu befreien[484]

- Giuseppe Rezzonico (* um 1750; † nach 1780), Maler, hinterliess 1780 zwei Bilder in der Pfarrkirche von Leontica[485]
- Clemente Moghini (* um 1750; † um 1800), Architekt, tätig in Città della Pieve[486]
- Antonio Maria Maghetti (* 17. Juli 1752; † 10. September 1831), Politiker, Präsident der Verwaltungskammer des Kantons Lugano, Tessiner Grossrat, Wohltäter[487]

- Familie Luvini[488]
  - Giuseppe Maria Luvini (* 27. März 1725 (Teodoro Giacomo Filippo); † 3. September 1790 in Pesaro), Kapuziner, Apostolischer Prediger, Bischof von Pesaro, Publizist[489][488][490]
  - Antonio Maria Luvini (* um 1745: † nach 1815), Advokat, Sekretär der provisorischen Regierung 1798, dann der Verwaltungskammer des Kantons Lugano; Mitglied der kantonalen Tagsatzung 1801 und 1802; des Grossrats 1803–1815, verfasste 1805 einen Entwurf zum tessinischen Strafgesetzbuch[491][492]
  - Ambrogio Luvini (1767–1839), Sohn des Antonio Maria, Anwalt, Politiker, Notar, Tessiner Grossrat, Staatsrat, Tagsatzungsgesandter, Oberbefehlshaber der tessinischen Truppen
  - Francesco Luvini (* 2. Januar 1801; † 7. Februar 1832 in Algier), Sohn des Antonio Maria, Architekt, schuf mit seinem Bruder Giulio die Pläne für das Theater in Algier[488]
  - Giacomo Luvini-Perseghini (1795–1862), ein Schweizer Politiker, Stadtpräsident von Lugano, Nationalrat. Ständerat und Oberst der Schweizer Armee

- Angela Maghetti Pizzagalli (* um 1775; † 1830), Wohltäterin, sie vermachte ihr Vermögen dem Waisenhaus Maghetti von Lugano[493]
- Carlo Rossi alias Carlo di Giovanni Rossi, auch Karl Iwanowitsch Rossi (1775–1849), Architekt, er gestaltete grosse Teile des Sankt Petersburger Stadtzentrums im Stil des Klassizismus
- Giovanni Battista Quadri (1777–1839), Anwalt, Notar, Staatsrat (Landamano reggente)
- Gaetano Moroni Stampa (* 1779; † 1853), Advokat, Politiker, Gemeindepräsident von Lugano[494]
- Giovanni Maria Bossi (* um 1780; † 1846), Priester wurde 1830 nach Wien gesandt, um die Zahlung der infolge des Durchzugs der 1799 von den vereinigten Österreichern und Russen verursachten Kosten zu erwirken. Er gehörte 1833 zu den Abgeordneten, die vom Papst die Umwandlung des Tessins in eine Diözese erlangen sollten. Er vermachte 50.000 Lire dieser zukünftigen Diözese[495]
- Gian Menico Cetti (1780–1817), Schriftsteller, Übersetzer, Autor
- Giuseppe Ruggia (* 22. Juni 1782; † 29. April 1839), Verleger der Zeitung Gazzetta Ticinese[496]
- Pietro Canavesi (* um 1785; † um 1850 in Parma), Holzschnitzer, er hinterliess Zeugen seiner Kunst in mehreren Kirchen und Palästen in Piacenza und Parma[497]
- Bernardo Vanoni (* 1789; † 1872), Arzt, Politiker aus Suvigliana Ortschaft der Gemeinde Castagnola-Cassarate-Ruvigliana, Gemeindepräsident von Lugano[498]
- Pietro Peri (1794–1869), Advokat, Notar, Journalist, Tessiner Grossrat, Staatsrat
- Giuseppe Belli (* 1796; † 18. März 1839 in St. Petersburg), Sohn von Giovanni (1770–1827), Dekorationsmaler. Von 1822 bis 1826 malte er im Aufträge Alexanders I. die Zimmer der innen Elisabeth Alexejewna und Marie Theodorowna; nach dem Brande von Zarskoje Selo wurde er Hofdekorateur, erhielt jedoch beim Tode des Zaren (1825) seinen Abschied. In Russland nannte er sich Josif Iwanowitsch[499]
- Domenico Reina (* 14. Juli 1796; † 29. Juli 1843 in Mailand), Opernsänger[500]
- Vittore Pedretti (* 8. August 1799; † 1868 in Paris), Künstler und Graveur. Er schuf Chalcographie, Lithographie. Ausgezeichnet in Paris für seine Planches anatomiques du corps humain, veröffentlicht zwischen 1823 und 1826[501]
- Giuseppe Filippo Lepori (* 1800; † 1873), Jurist, Politiker, Redakteur, Tessiner Grossrat und Staatsrat
- Sigismondo Gallina (* 1800; † nach 1827), Graveur, schuf 1827 den Stich der Santa Maria Maddalena von Carlo Dolci[502]
- Carlo Lurati (1804–1865), Oberarzt, Tessiner Grossrat, Staatsrat, Dozent am Lyceum Lugano
- Angela Antonia Vanoni (* 1804; † 9. Januar 1891), Wohltäterin, Gründerin der Privatschule Vanoni[503]
- Giambattista Sertorio (* 25. März 1805; † 11. April 1871), Maler, Dialektdichter und Gitarrenspieler[504]
- Carlo Frasca (* 1806; † 1876), Advokat, Politiker, Gemeindepräsident von Lugano[505]
- Carlo Morosini (* 5. Februar 1809; † 12. Februar 1874), Politiker, Tessiner Staatsrat[506]
- Giovani Riziero Rezzonico (* 1809–10. November 1887), Sohn des Domenico, Kaufmann, Wohltäter, hinterliess sein ganzes Vermögen zur Gründung des Altenheims in Lugano und 10.000 Fr dem Krankenhaus Santa Maria von Lugano, dann Pio Istituto Rezzonico, heute Ca’ Rezzonico[507][508]
- Pasquale Veladini (* 1811; † 1874), Drucker und Verleger, Freund von Stefano Franscini[509][510]
- Giuseppe Bernasconi (* 1814; † 1880), Kaufmann, Politiker, Gemeindepräsident von Lugano[511]
- Carlo Bossoli (1815–1884), Maler, Vedutist und Illustrator malte Landschaften und Schlachtszenen
- Antonio De Filippis (* 1817; † 26. November 1885), Sohn von Giuseppe, Architekt in Sankt Petersburg, baute die Paläste Voronzoff und Strogonoff und gemeinsam mit Anton Adamini aus Bigogno den Palast des russischen Kapitels. Gegen 1870 kehrte er nach Lugano zurück und baute dort gemeinsam mit Giuseppe Trezzini den Gerichtspalast (pretorio) und die Gefängnisse.[512][513][514]
- Antonio Veladini (* 1817; † 19. Februar 1890), Buchdrucker, Lithograf, Offizier im Sonderbundskrieg[515]
- Sara Nathan (* 7. Dezember 1819 in Pesaro; † 19. Februar 1882 in Rom), Tochter des Angelo Levi aus Senigallia und dessen Ehefrau Enrichetta Rosselli, Politikerin, Freundin von Giuseppe Mazzini, erwarb in Lugano die Villa «La Tanzina», die zum Treffpunkt der demokratische Opposition im Exil wurde.[516]
- Giuseppe Anastasio (* 1819; † 1883), Politiker (Konservative), Drucker, Leiter und Redakteur der Zeitung Il Patriota del Ticino[517]
- Luigi Rainoni (* 21. Februar 1820; † 26. Oktober 1886), Organist, 1841 als Nachfolger von Francesco Fioratti spielte er an der Kathedrale San Lorenzo (Lugano); erster Chorleiter der Corale La Concordia von Lugano[518]
- Alessandro Rossi (1820–1891), Bildhauer, Inspektor der Zeichenschulen, schuf die Denkmälern von Giovanni Antonio Marcacci auf dem Friedhof und auf der Piazza Sant’Antonio in Locarno
- Enrico Bartezago (* 1820; † 1905 in Mailand), Maler[519]
- Luigi Bartezago (* 1820; † 1905 in Colnago), Maler[520]
- Massimiliano Magatti (1821–1894), Politiker, Stadtrat in Lugano, Tessiner Grossrat, Nationalrat
- Gerolamo Bellani (* 1822; † 1880), Maler, Zeichenlehrer. Er schuf Dekorationen im Ercolani-Palast in Bologna und im Theater in Cento[521][522][523][524]
- Giovanni Airoldi (16. Januar 1823; † 3. August 1894), Rechtsanwalt und Notar, Politiker, Journalist und Schriftsteller[525][526]
- Carlo Martignoni (4. Juli 1824; † 21. März 1903), politischer Dichter[527]
- Leone (de) Stoppani (* 2./3. Februar 1825; † 5. August 1895 bei Ponte Tresa), Anwalt und Notar, Tessiner Grossrat, Ständerat, Nationalrat[528][529]

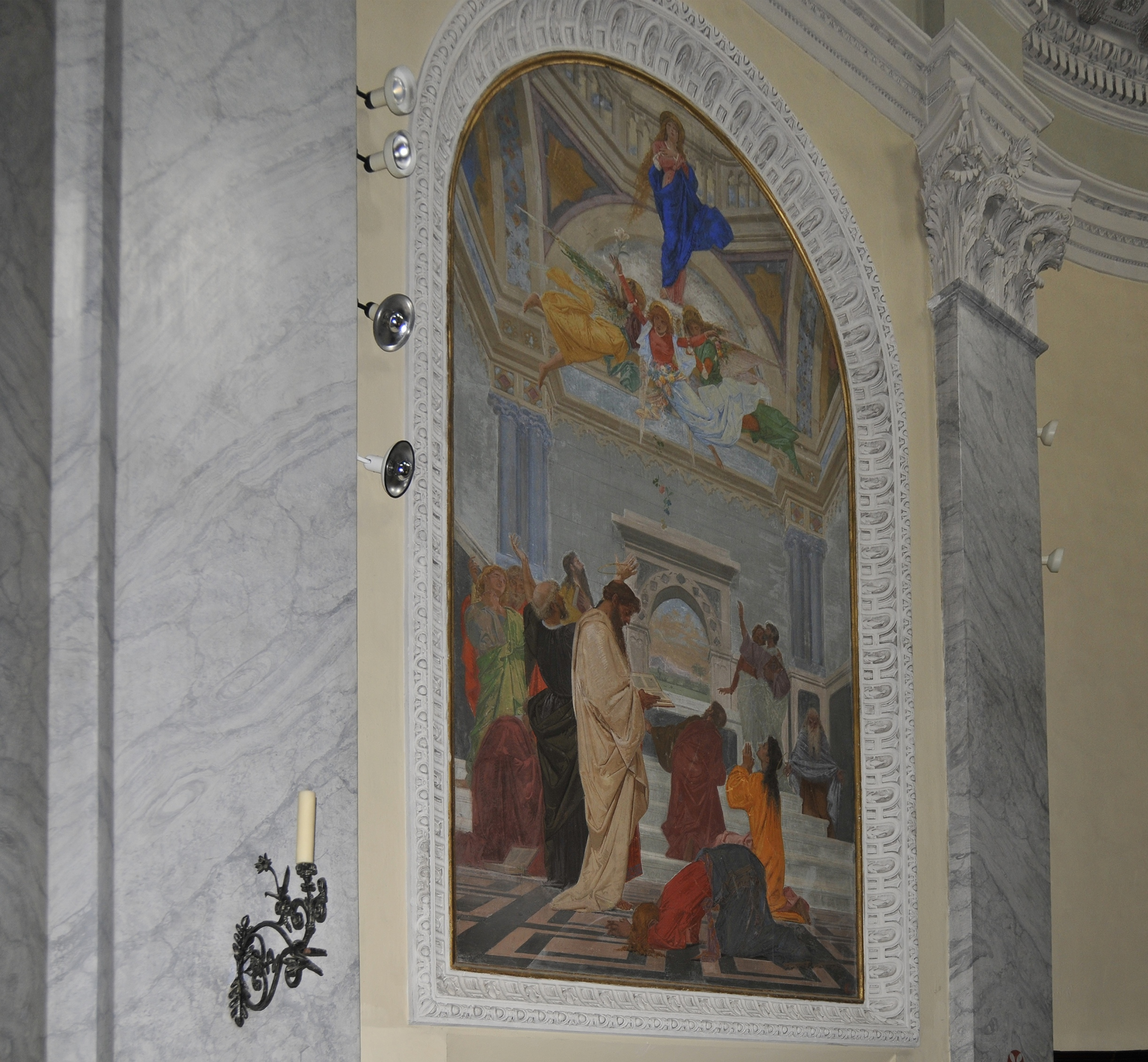
Antonio Barzaghi-Cattaneo: Mariä Himmelfahrt, Pfarrkirche San Maurizio, Bioggio, 1869.

- Giacomo de Filippis (* 1825; † 1890 ?), Sohn von Giuseppe, Ingenieur, er baute Eisenbahnen in Russland[530]
- Carlo Salvioni (* 1827; † um 1900), Verleger[531]
- Giuseppe Castelli (* 21. Mai 1827; † 18. März 1899), Priester, Pfarrer von Sessa, Domherr, Erzpriester von Lugano, Apostolischer Administrator des Tessin[532]
- Ermenegildo Rossi (* 27. November 1827; † 5. Januar 1895), Anwalt, Tessiner Grossrat, Staatsrat, Ständerat[533]
- Antonio Bossi (1829–1893), Jurist und Politiker[534][535]
- Bernardino Lurati (1829–1880), Anwalt, Politiker, Tessiner Grossrat und Nationalrat
- Pietro Leber (* 15. November 1829; † 8. Mai 1892), Künstler, Maler. Zunächst in Novara als Dekorateur tätig, später in Louisville (USA). In letzterer Stadt Fresken im Regierungssitz und in der Kathedrale[536]
- Giovanni Martignoni (1830–1915), Erfinder des Spiralbohrers
- Giuseppe Trezzini (* 1832; † 21. Dezember 1885), Architekt in Moskau, St. Petersburg und Lugano[537][538][539][540]
- Gerolamo Vegezzi (* 1833; † 1899), Advokat, Politiker, Gemeindepräsident von Lugano[541]
- Domenico Monteverde (* 1833; † 1862 in Montevideo), Bruder von Luigi, Maler, Bühnenbildner in Luzern, Zürich und Buenos Ayres (1855)[542][543]
- Walter Forni (* 1833; † 1923), Hotelier und Komponist[544]

Adelaide Maraini-Pandiani: Erma mit Pomona., Privatbesitz, 1890.

- Antonio Barzaghi-Cattaneo (1834–1922), Kunstmaler
- Maurizio Conti (Vater) (1834–1906), Architekt. Sein Sohn Maurizio Conti war ebenfalls Architekt.
- Carlo Conti (Politiker, 1836) (1836–1900), Rechtsanwalt, Politiker, Richter, Publizist, Tessiner Grossrat und Staatsrat der Konservative Partei (CVP)

- Familie Maraini[545]

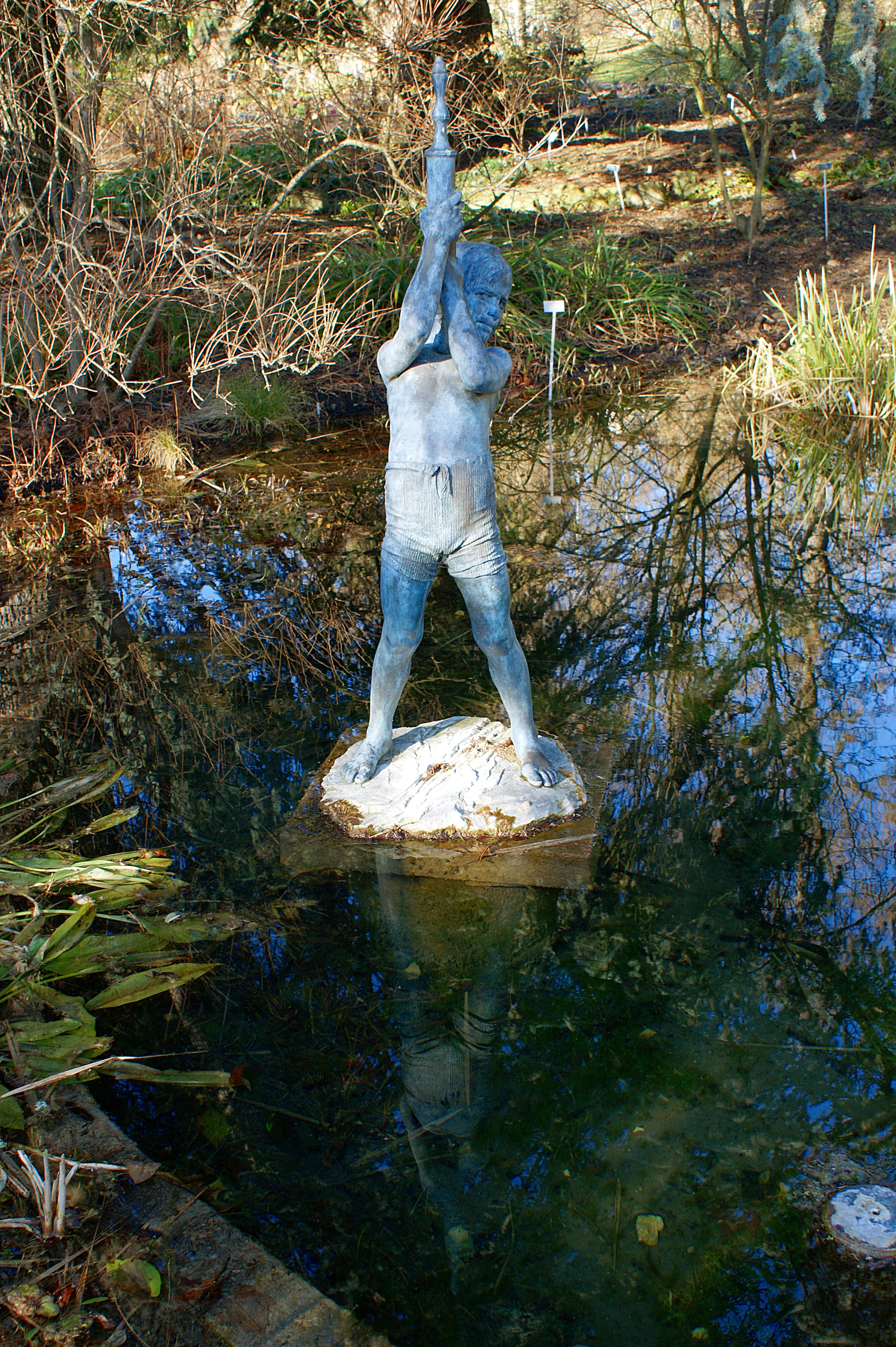
Raimondo Pereda: La doccia im Teich des Botanischen Gartens, Bern, 1883.

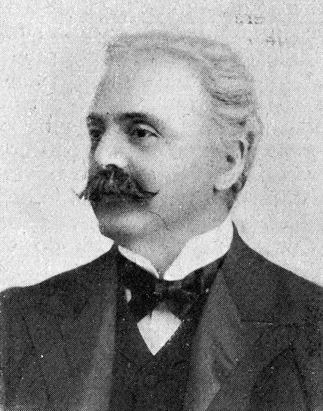
Giovanni Battista Pioda (zwischen 1902 und 1914)

  - Innocente Maraini (Maraino), (* um 1740; † nach 1796 ?), Dekorationsmaler, Architekt, einer der ersten Dekorateure des Teatro alla Scala in Mailand Künstler. Maler besuchte die Accademia di Belle Arti di Brera in Mailand. Ab 1770 in war er London, ab 1786 an der Mailänder Scala (1786). Möglicherweise der Maler und Baumeister Maraini, 1790/94 in Warschau tätig, 1796 Erbauer des neuen Theaters in Lemberg[545][546]
  - Giovanni Maraini (* um 1810; † nach 1853), Grundbesitzer, Unternehmer, Präsident der Civica Filarmonica Lugano[547]
  - Grato Maraini (* 10. Oktober 1814; † 13. November 1886), Wandmaler und Zeichenlehrer in Lugano, Freskenmaler. Ausgebildet an der Accademia di Belle Arti di Brera in Mailand.[548]
  - Adelaide Maraini-Pandiani (1836–1917), Bildhauerin, schuf Genreskulptur, Monumentalwerke und Friedhofskunst
  - Clemente Bernardino Maraini (* 17. Dezember 1838; † 3. März 1905 in Rom), Sohn von Antonio, Ingenieur in Rom, Gründer der Banca della Svizzera italiana in Lugano und der Banca Popolare ticinese in Bellinzona[545][549][550]
  - Bernardino Maraini (* 24. August 1841; † um 1900), Neffe von Grato, Architekt, schuf die Pläne zum Mausoleum Cavallini in Maina und mehrere Villen in Nizza[545]

- Giovanni Ferri (* 1837; † 1930), Dozent, Rektor des Lyceums Lugano, Publizist[551][552]
- Grato Brunel (26. Mai 1840; † 1. November 1920), genannt Vecchio granpapà dei fotografi, Fotograf, eröffnete ein Fotogeschäfts in Lugano[553]
- Raimondo Pereda (1840–1915), Maler und Bildhauer
- Luigi Monteverde genannt Raffaello dell’uva (* 10. September 1843; † 2. Januar 1923), Bruder des Domenico, Maler schuf Genrebilder, Porträts, Landschaften und Stillleben[554][555][556][557]
- Antonio Battaglini (1845–1923), Anwalt und Politiker
- Ernesto Nathan (1845–1921), Sohn des Sara, war Römer Bürgermeister, in Lugano unterstützte er die Edition von Mazzinis Schriften
- Giovanni Battista Pioda (1850–1914), Diplomat.

### 1851 bis 1900
- Familie Maraini.

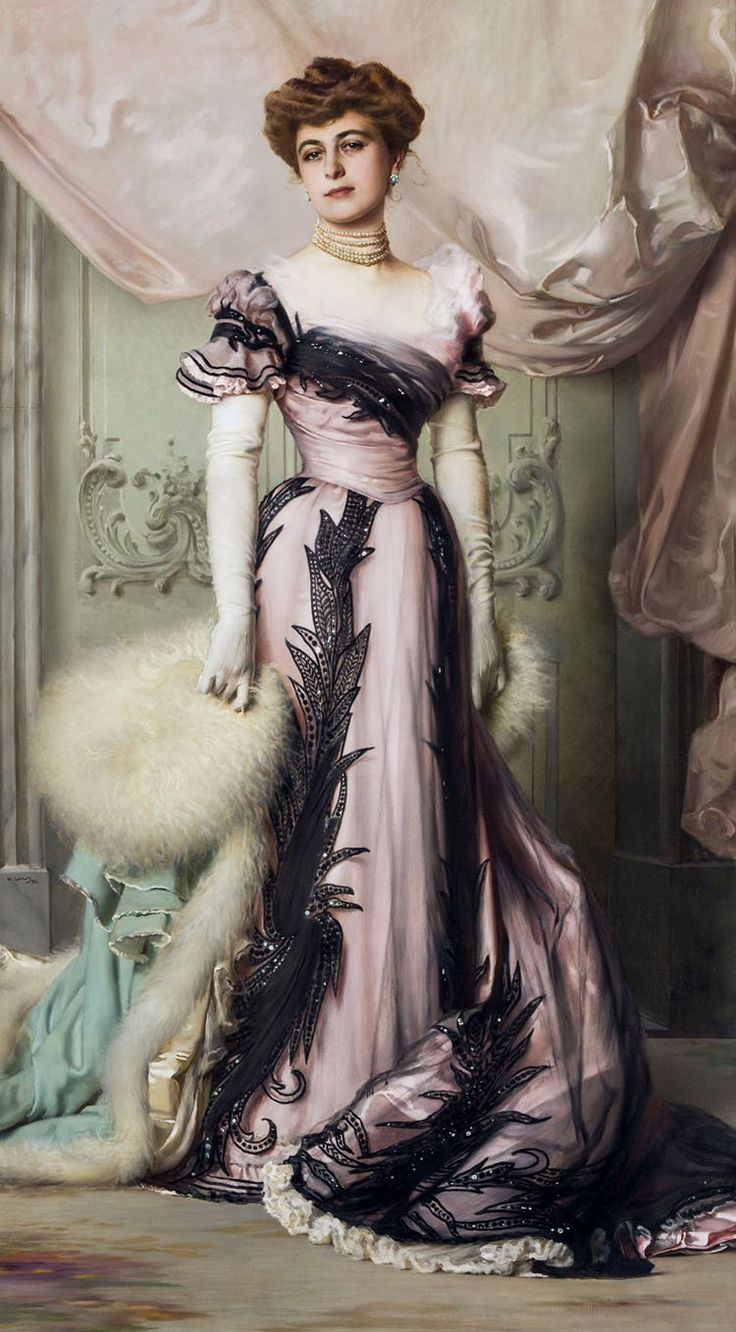
Vittorio Matteo Corcos: Gräfin Carolina Maraini Sommaruga 1901.

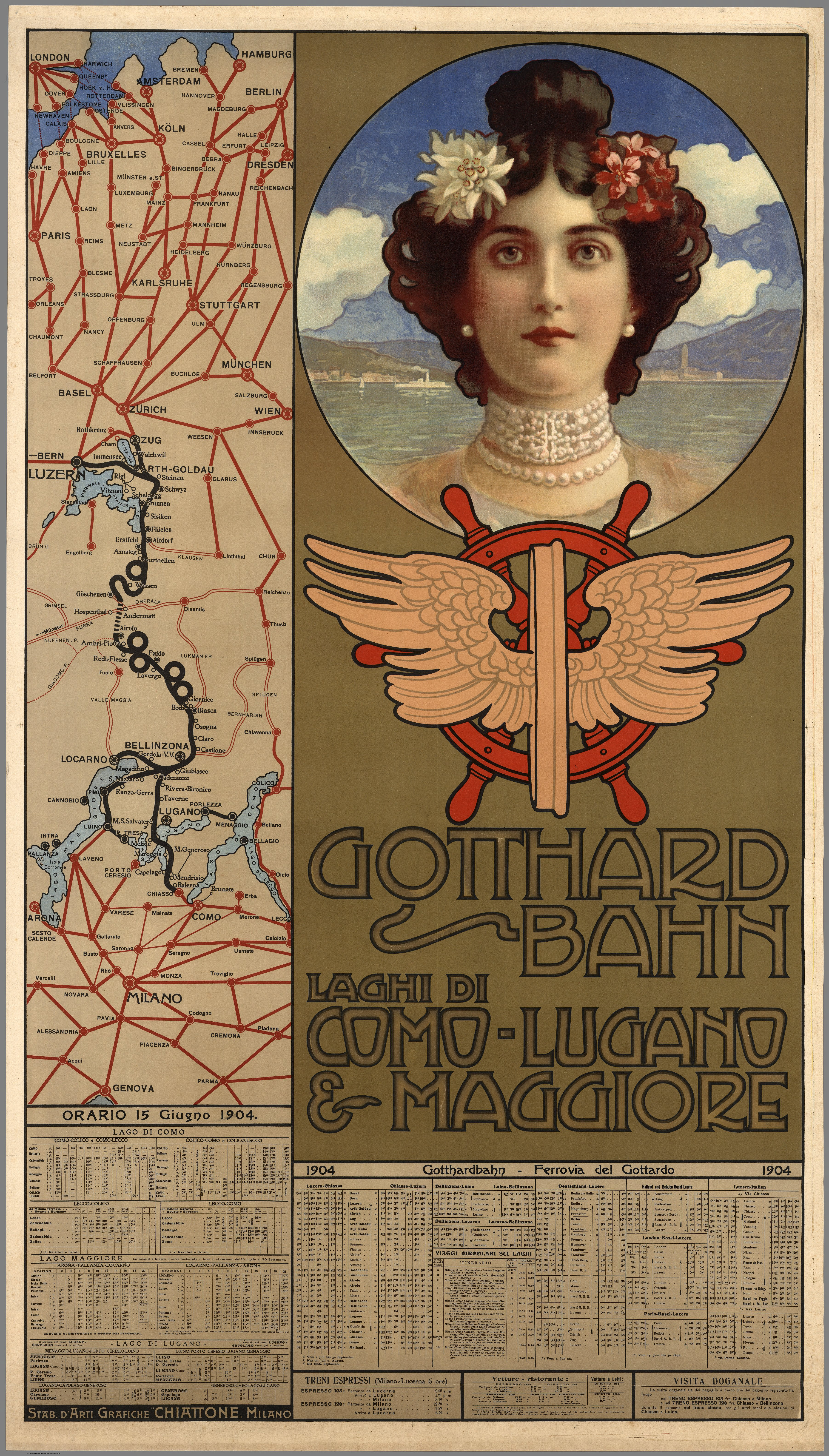
Gabriele Chiattone: Gotthardbahn. 1904.

  - Eugenio Maraini (* 17. Oktober 1852; † um 1910), Architekt in Buenos Aires, schuf die Pläne zum neuen Börsenpalast, dessen Bau er

mit dem Ingenieur Buschiazzo leitete.
- - Emilio Maraini (* 27. November 1853; † 15. Dezember 1916 in Rom), Direktor einer Zuckerfabrik in Holland, Unternehmer, Begründer der italienischen Zuckerindustrie und wurde 1902 zum Ritter der Arbeit ernannt, Politiker, Wohltäter[545][558][559]
  - Clemente Maraini (* 10. Juni 1864; † 18. Oktober 1923 in Kreuzlingen), Sohn des Clemente Bernardino, Abgeordneter im italienischen Parlament[560][561]
  - Otto Maraini (1863–1944), Architekt und Politiker[562][563]
  - Carolina Maraini Sommaruga (1869–1959), Gräfin, Wohltäterin, Stifterin des Istituto Svizzero di Roma

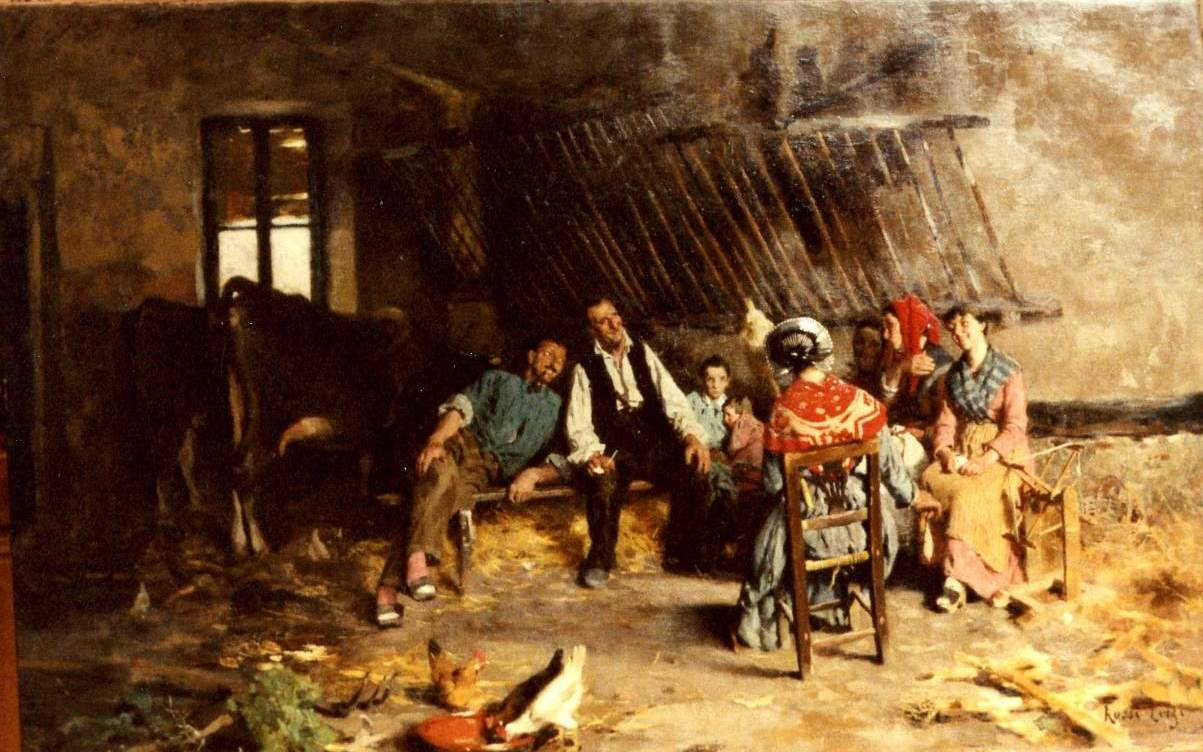
Luigi Rossi: Bäuerliche Szene. (Sammlung Schaerbeek), Brüssel, vor 1925.

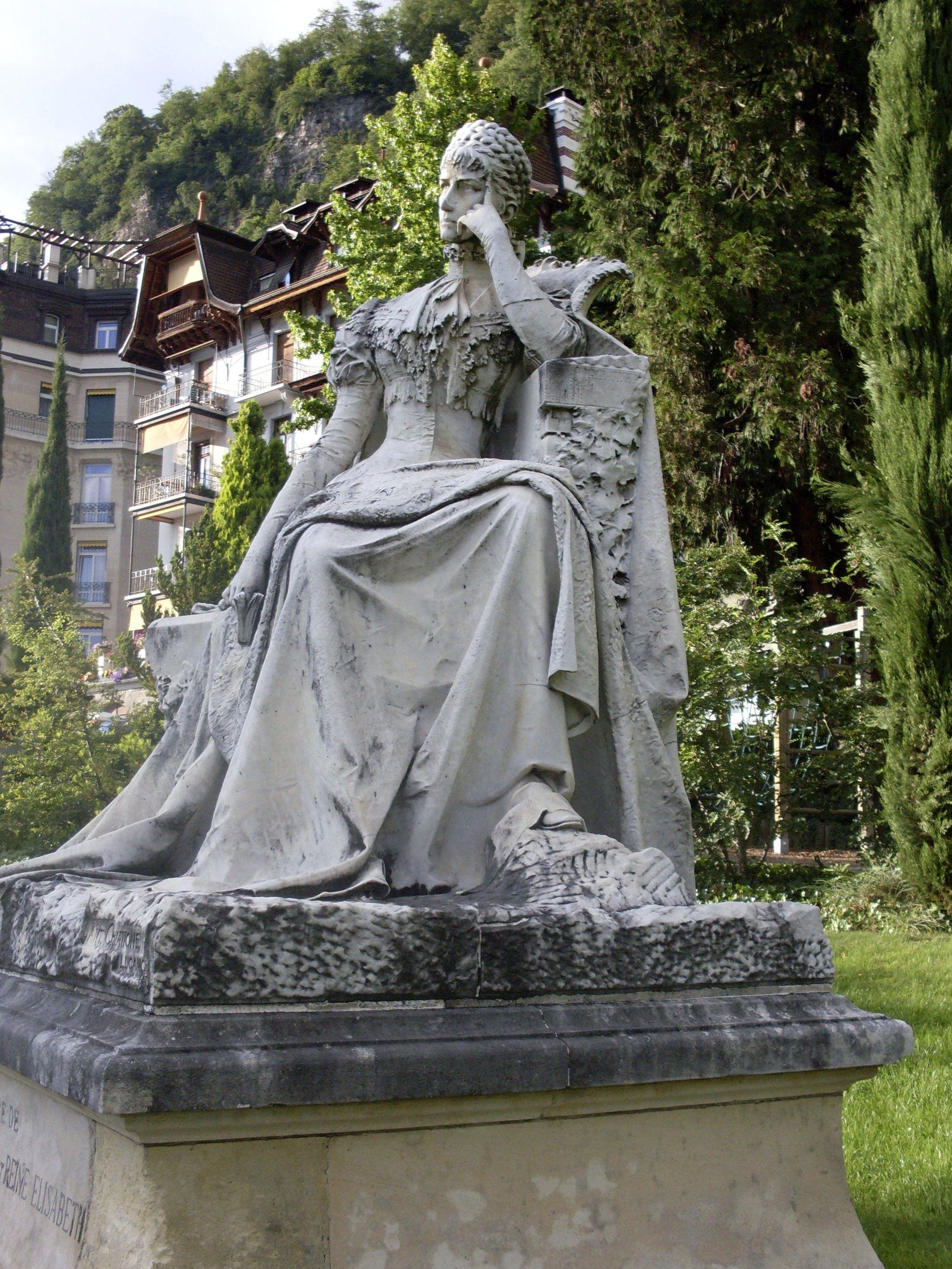
Antonio Chiattone: Kaiserin Elisabeth. place des Roses, Montreux-Territet, 1902.

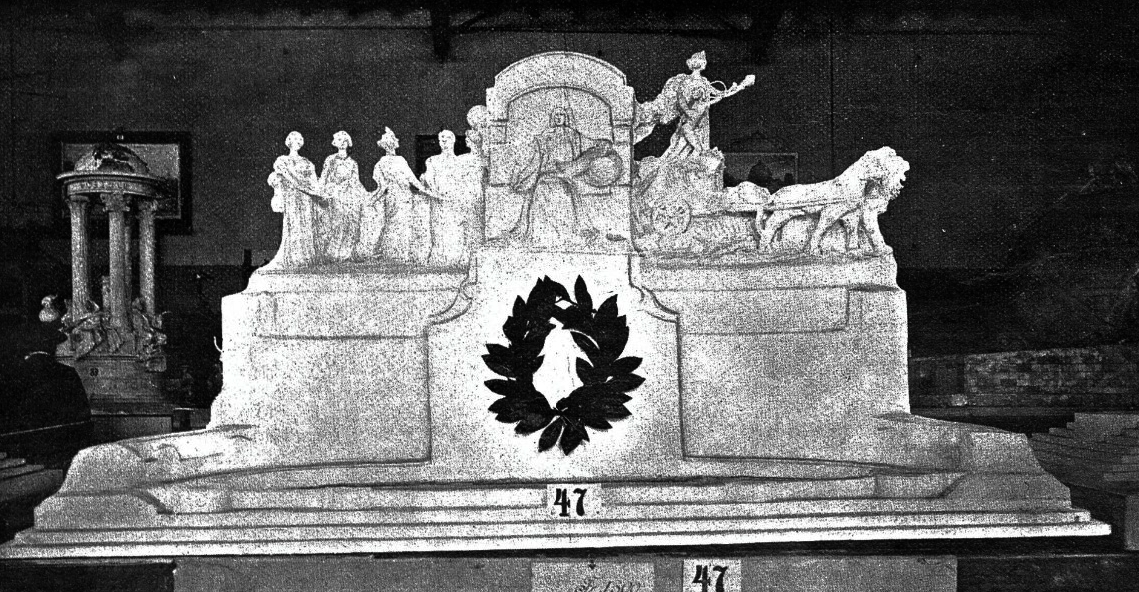
Giuseppe Chiattone: Weltpostdenkmal-Entwurf. Bern 1903.

- Pietro Conti (* 9. November 1852; † 17. Januar 1925 in Mailand), Arzt, Präsident des Polytherapeutischen Instituts von Mailand[564]
- Marietta Crivelli-Torricelli (* 24. Juni 1853; † 1928), sie zeichnete sich besonders während des Ersten Weltkriegs durch ihre Fürsorgetätigkeit zu Gunsten der Schweizersoldaten und Kriegsgefangenen aus; Gründerin der Società di Mutuo Soccorso femminile, Mitgründerin des Dispensario per lattanti[565][566]
- Gabriele Chiattone (* 29. September 1853; † 17. November 1934), Vater von Antonio und Mario Chiattone, Lithograf, Werbeagentur[567][568]
- Luigi Rossi (1853–1923), Maler besonders in Mailand. Erzieher. Er malte Szenen des ländlichen Lebens, Porträts und Landschaften
- Antonio Bariffi (* 1855; † 8. Mai 1926), Politiker, nahm am Tessiner Putsch (1890) teil, einer der Gründer der äussersten Linken und Gründer der Zeitung L’Azione[569]
- Antonio Chiattone (1856–1904), Bildhauer
- Fedele Moroni-Stampa (* 19. November 1856; † 6. Januar 1920), Anwalt, Tessiner Grossrat, Staatsrat, Präsident des Pius Vereins Tessin[570]
- Gaetano Riva (* 24. Juni 1857; † 1923), Ingenieur im Schweizerischen Post- und Eisenbahndepartement bis 1923, verfasste: Brevi note sulla storia e sulla politica ferroviaria in relazione allo sviluppo della rete ferroviaria ticinese.[571]
- Elvezio Battaglini (* 9. September 1857; † 1924), Sohn von Carlo, Advokat, Notar und Politiker, Mitglied der Konstituante 1892, des Grossrats von 1893 bis 1905, Präsident desselben 1895 und 1898. Präsident des ersten Gemeinderats von Lugano von 1901 bis 1904. Dreimal Gemeindepräsident von Lugano[572][573]
- Antonio Fusoni (* 28. September 1857; † 21. September 1914), Kaufmann, Gemeindepräsident von Lugano, Tessiner Grossrat, Nationalrat[574][575]

Bischof Alfredo Peri-Morosini

- Giovanni Lurati (1858–1918), Gemeinderat von Lugano, Richter des Appellationsgerichts, Tessiner Grossrat, Ständerat, Nationalrat
- Vladimiro Camuzzi (* 1859; † 1924), Opernsänger[576]
- Pietro Anastasio (* 30. Juli 1859; † 11. November 1913 in Morcote), Kunstmaler und Zeichner, Illustrator und Zeichenlehrer. Er malte Porträts, Genreszenen und Bilder zu historischen Themen[577][578][579]
- Pietro Riva (* 15. September 1859; † 1891), Advokat und Notar, einer der Geiseln, die 1890 von den Aufständischen in Lugano ergriffen wurden. Mitglied des Verfassungsrats 1891[580]
- Andrea de Micheli (* 2. Mai 1860; † 23. April 1930), Maler, Professor der Zeichen- und Malkunst in Lugano, beteiligte sich an den Turnusausstellungen 1891 und 1889[581][582]
- Emilio Rava (* 1860; † 1919), Kaufmann, Politiker, Elvezia-Versicherungsagent, Gemeindepräsident von Lugano von 1910 bis 1919[583]

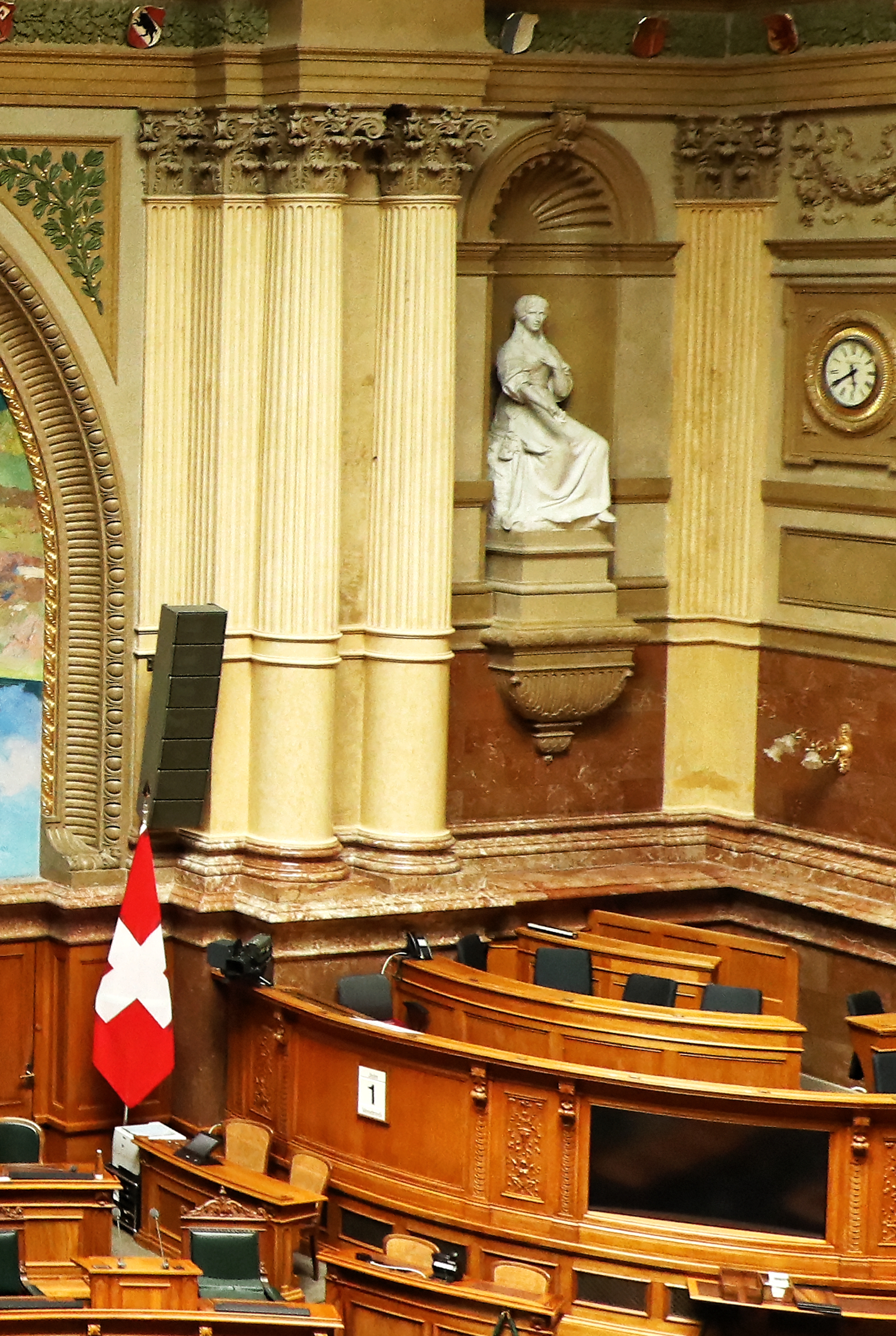
Giuseppe Chiattone: Die Stauffacherin. Nationalratssaal, Bern 1902.

- Martino Perlasca (* 30. August 1860; † 14. Februar 1899 in Montevideo), Maler, er arbeitete in mehreren Kirchen in Montevideo und malte die Porträts verschiedener Präsidenten von Uruguay; Hauptwerk: Incoronazione di Giuseppe Verdi in Montevideo. 1895/1896 schuf er mehrere Gemälde für die Kathedrale von San José de Mayo[584][585]
- Giovanni Anastasi (1861–1926), Architekt, Journalist, Schriftsteller, Direktor der Zeitung Corriere del Ticino
- Gaspare Martignoni (* 28. Dezember 1861; † 1. November 1926), Stadtrat von Lugano, Tessiner Grossrat[527]
- Alfredo Peri-Morosini (1862–1931), Bischof, Diplomat
- Jole Barzaghi-Cattaneo (* 6. November 1862; † ?), Nichte von Antonio, Kunstmalerin, Landschafts und Blumenmalerin, stellte in Bern und London aus[586][587]
- Francesco Vassalli (* 27. Oktober 1862; † 12. Juni 1920), Sohn des Senatore aus Riva San Vitale, Arzt in Lugano, Präsident der Tessiner Lungenliga, Tessiner Grossrat, Nationalrat von 1908 bis 1919, von 1889 an Mitredakteur des Bollettino medico della Svizzera italiana[588][589][590]
- Augusto Cometta (* 4. März 1863; † 22. Juni 1918), Dekorationsmaler, Dozent, Restaurator in der Kirche Santa Maria degli Angioli in Lugano. Seit 1895 war er Professor an der Zeichenschule von Mendrisio[591][592]
- Luigi Rezzonico (* 20. August 1866; † 24. Januar 1939), Maler, Bildhauer und Musikpädagoge. Er schuf Grabdenkmäler, Büste, Grabsteine und Glasmalereien[593]
- Giuseppe Chiattone (1863–1954), Bruder von Antonio Chiattone, Bildhauer, schuf Grabmäler und öffentliche Denkmäler
- Adolfo Riva (* 20. September 1866; † nach 1902), Anwalt, Politiker, Tessiner Grossrat von 1900 bis 1902, Kantonsrichter[594]

Anton Schrafl als Mitglied des Corps Tigurinia Zürich

- Giovan Battista Baggi (* 1867 in Busseto; † 11. Dezember 1909 in Lugano), Pianist, Kapellmeister und Komponist[595]
- Luigi Vassalli (* 11. September 1867; † 5. Mai 1933), Bruder des Francesco, Bildhauer, Professor an der Schule für Dekorationskunst in Lugano, Subdirektor des Kunstmuseums, schuf Grabmäler im Friedhof von Lugano, eines der Basreliefs des Unabhängigkeitsdenkmals, die Büste von Carlo Battaglini, das Romeo Manzoni-Denkmal im Lyzeum von Lugano, die Continuità della Vita und Cristo morto[588][596][597][598][599]
- Emilio Rotanzi (* 1868 in Peccia; † 14. Mai 1900 in Lugano), Professor und Schulinspektor, Verfasser von Schulbüchern[600]
- Plinio Barzaghi-Cattaneo (* 10. September 1868; † 17. Oktober 1929), Sohn von Alessandro und dessen Ehefrau Deomira Morosi, Neffe und Schüler von Antonio, Kunstmaler, Fotograf[601][602]
- Agostino Nizzola (1869–1961), Maschinenbauingenieur
- Antonio Riva (1870–1942), Anwalt, Politiker, Tessiner Grossrat, Nationalrat, Ständerat, Oberstleutnant der Militärjustiz
- Giovanna Beha-Castagnola (* 10. Oktober 1869 in Bruxelles; † 14. März 1942 in Lugano), Malerin, bildete sich an der Akademie von Hanau aus und in Lugano. Seit 1891 stellte er in der Schweiz und im Ausland aus[603][604]
- Anton Schrafl (1873–1945), Ingenieur und Generaldirektor der Schweizerischen Bundesbahnen
- Mario Ferri (1875–1941), Anwalt, Politiker, Tessiner Grossrat, Nationalrat, Appellationsrichter
- Achille Ferrari (* 6. Juli 1876 in Lugano; † nach 1923 ebenda), Gymnasiallehrer an der kantonalen Handelsschule von Bellinzona, dann am Lehrerseminar von Locarno, Rektor dieser Anstalt seit 1923[605]
- Americo Marazzi (1879–1963), Architekt und Politiker
- Fausto Agnelli (12. September 1879; † 17. Februar 1944), Maler und Bildhauer[606][607][608][609]
- Carlo Kuster (* 13. Januar 1880; † 22. Februar 1968), Sekretär der Handelskammer von Lugano[610]
- Aldo Veladini (1880–1957), Advokat, Politiker, Gemeindepräsident von Lugano[611]
- José Belloni (1882–1965), aus Lugano, uruguayischer Bildhauer
- Angelo Maino genannt Pompeo (* 27. August 1883; † 23. Dezember 1944), Maler, Bildhauer, Mosaizist, schmückte die Kirchen von Gordola und Cavergno aus und schuf Fresken in verschiedenen anderen Tessiner Kirchen[612][613]
- Virgilio Verdaro (* 28. Juni 1885; † 6. Dezember 1960 in Pontassieve), Philosoph, Politiker, Gründer der Kommunistischen Partei Italiens[614]
- Massimo Guidi (* 19. März 1886; † 1950 ? ebenda), Kunsthistoriker veröffentlichte Francesco Borromino und Dizionario degli artisti ticinesi[615]
- Ezio Bernasconi, genannt zio Ezio (1888–1982), Kinderarzt, Schularzt der Gemeinde Lugano, Mitgründer des Dispensario per lattanti[566]
- Regina Conti (1888–1960), Kunstmalerin, malte Landschaften, Porträts und Stillleben[616][617]
- Giuseppe Foglia (* 3. April 1888; † 16. Dezember 1950 ebenda), Maler, Bildhauer, Zeichner, Journalist[618][619][620][621]
- Angiolo Martignoni (1890–1952), Jurist und Politiker
- Guglielmo Vegezzi (1890–1955) war ein Schweizer Offizier und Oberbefehlshaber der Grenzbrigade 9
- Luigi Brentani (1892–1962), Rechtsanwalt, Kritiker, Kunsthistoriker[622][623]
- Federico Fisch (* 21. März 1892; † 12. Mai 1955 in Brè), Zahnarzt

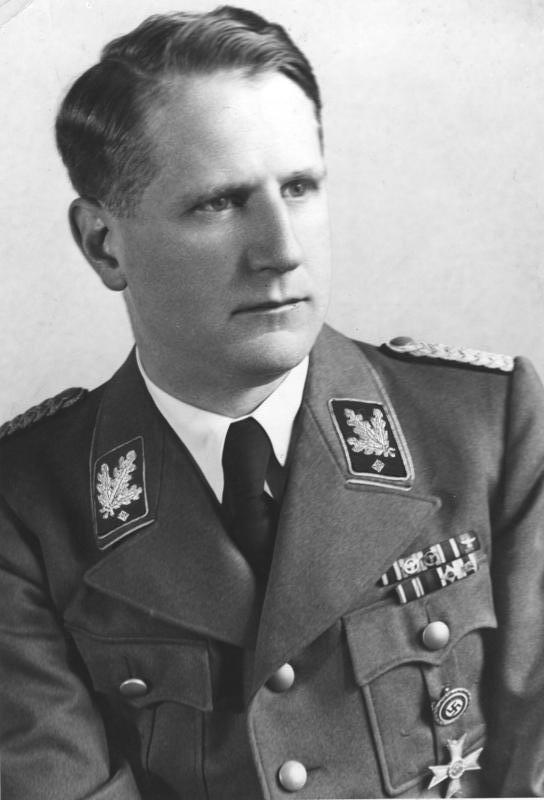
Leonardo Conti (1944/45)

- Marta Vinassa (1893–1978), Diplomierte an Kinderbetreuung, Direktorin des Dispensario luganese per lattanti[624]
- Camillo Giuseppe Bariffi (* 7. September 1893; † 14. April 1982), Pädagoge, gründete in Lugano die Nuova Scuola Bariffi, Unterrichtsleiter (Direttore didattico) an den Stadtschulen, Vizepräsident des Schweizerischen Pfadfinderbunds, Redaktor[625]
- Mario Lepori (* 20. September 1894; † 24. März 1980), Bonvivant, Sportler und Automobilrennfahrer
- Maria Luisa Albrizzi (* 8. November 1894; † 9. Juli 1985), Gründerin der Medaglia Miracolosa, Pro Filia, Altersheim Residenza Emmy[626][627]
- Pietro Antonio Borsari (* 24. November 1894; † 4. Dezember 1959), Bruder von Costante Borsari, Kunstmaler, Bildhauer und Grafiken. Er schuf Büsten, Figuren, Reliefs, Medaillen, Grabdenkmäler und Religiöse Themen[628][629]
- Emilio Ferrazzini (* 25. September 1895; † 30. März 1975 in Lugano), Maler stellte 1933 in Lugano aus, Glasmaler, Restaurator, schuf Fresko- und dekorative Wandmalerei, Landschaften, weibliche Figuren, Nakte, Porträts und Stillleben[630][631]
- Elsa Franconi-Poretti genannt zia Elsa (1895–1995), Lehrerin, Journalistin, Politikerin, Tessiner Grossrätin, Präsidentin der freisinnigen Frauengruppe Lugano
- Giuseppe Lonati (1896–1988), Ingenieur, Politiker, Gemeindepräsident von Lugano[632]
- Costante Borsari (* 15. Januar 1896; † 20. September 1984), Bruder von Pietro Antonio Borsari, Kunstmaler, Bildhauer, schuf Porträts, Genreszenen und Landschaften, Büsten.[633][634]
- Bixio Bossi (1896–1990), aus Bruzella, Anwalt, Tessiner Grossrat, National- und Ständerat
- Alfonso Riva (1896–1959), Anwalt und Politiker, Gründer der Lega nazionale ticinese, die der Federazione fascista ticinese nahestand[635]
- Alberto De Filippis (1897–1948), Advokat und Politiker, Gemeindepräsident von Lugano[636][637][638]
- Luigi Conti (* 1897 ?; † 1959), Kinderarzt, Direktor des Nido d’infanzia der Gemeinde Lugano[639]
- Luciano Uboldi (* 10. Juni 1898; † 8. Dezember 1986 in Morbio Inferiore), Maler, Zeichner, Keramiker, Mosaizist, schuf Landschaften, Stillleben, Gemälde mit religiösen Themen. Er war Exponent des lyrischen Abstraktionismus[640]
- Giuseppe Balmelli (* 28. November 1898; † 18. August 1954), Kapellmeister, er dirigierte die Philarmoniken von Riva San Vitale, Viganello, Sonvico, Ascona, Brissago TI und Giubiasco[641]
- Silvio Conti (1899–1938), Jurist und Staatsbeamter in Prenzlau
- Gualtiero Colombo (* 20. Januar 1900; † 17. April 1960 in Roveredo GR), Kunstmaler und Schriftsteller[642]
- Gianbattista Lepori (* 8. Februar 1900; † 31. Januar 1981), Maler schuf Tempera, Aquarell und Tessiner Landschaften[643]
- Alma Chiesa (1900–1988), Tochter des Francesco Chiesa, Diplomierte an Kinderbetreuung, Schriftstellerin[644]
- Leonardo Conti (1900–1945), deutsch-schweizerischer Arzt, Reichsärzteführer[645]

### 1901 bis 1925
- Giovanni Regazzoni (* 19. Januar 1901; † 13. Oktober 1970), Journalist der Giornale del Popolo, Direktor der Zeitungen Popolo e Libertà und Corriere del Ticino[646]
- Edvige Livello (1901–1999), aus Castrisch, Dichterin, wohnte in Lugano[647][648]
- Konrad von Schubert (1901–1973), deutscher Botschafter
- Elsa Barberis (* 7. Juni 1902; † 4. April 1991), Präsidentin des Gruppo Abbigliamento dal Comitato Cantonale della SAFFA[649]
- Jenny Losinger-Ferri (1902–1993), Malerin, Zeichnerin und Grafikerin. Sie malte Stillleben, Bildnisse und Landschaften. Ab 1960 schuf sie konstruktiv-konkrete Bilder
- Demetrio Balestra (* 17. Januar 1902; † 26. Juni 1988), Anwalt, Politiker, Tessiner Grossrat und Oberst der Schweizer Armee[650]
- Carlo Cotti (* 27. Juni 1903; † 10. Juli 1980), Kunstmaler und Graphiker[651][652][653][654]
- Piero Balestra (1904–1956), ein Anwalt, Tessiner Grossrat, Mitgründer der Lega Nazionale, Schweizer Offizier, Brigadier und Oberbefehlshaber der Grenzbrigade 9.

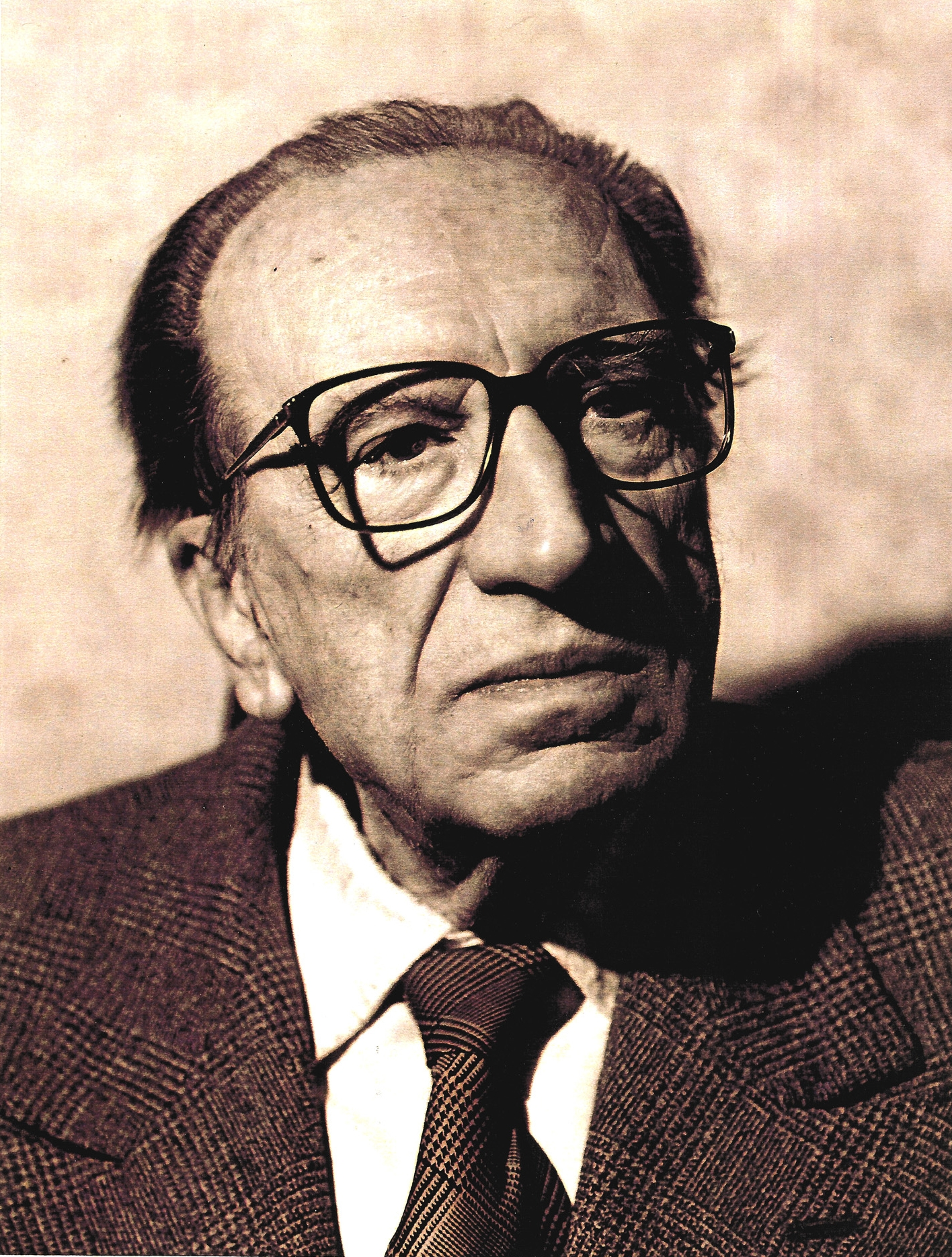
Romano Amerio

- Waldo Riva (1905–1987), Anwalt, Notar und Politiker
- Francesco Vicari (* 20. Januar 1905; † 18. August 1929 in Bioggio), aus Caslano, Organist der Stiftskirche Santi Giovanni e Provino in Agno[655]
- Romano Amerio (1905–1997), Philosoph, Theologe, Dozent, Publizist
- Rodolfo Olgiati (1905–1986), Pädagoge
- Franco Barberis (1905–1992 in Locarno), Graphiker und Zeichner
- Enrico Bignami (1905–1993 in Lausanne), Kommissär des IKRK[656]
- Giovanni de Micheli (* 16. Februar 1906; † 10. März 1972 in Pregassona), Sohn von Andrea de Micheli, Maler, malte Porträt, Landschaft und Symbolistische Zyklen[657]
- Guido Vicari (* 4. Mai 1906; † 30. Oktober 1998), Maler und Klavierbaumeister. Er schuf Ölmalerei, Tempera, Zeichnung und Wandmalerei[658]
- Sergio Casartelli (* 4. Oktober 1907; † 29. Oktober 1971), Kunstmaler und Grafiker, Lehrer für Zeichnen. Er schuf Plakatgestaltung und Illustration[659]
- Silvia Witmer-Ferri (1907–1993), Architektin
- Mario Ribola (* 7. April 1908; † 8. Mai 1948), Maler und Dekorateur[660][661]
- Elio Bossi (* 1908; † 1993 in Bern), Beamter in der Eidgenössische Verwaltung in Bern, Dichter, Schriftsteller, Theaterautor[662]
- (Enrico) Orfeo Amadò (* 16. März 1908; † 16. Juli 1979 ebenda) (Bürgerort Bedigliora), Architekt, er wohnte auch in Bedigliora[663]
- Elsie Attenhofer (1909–1999 in Bassersdorf), Schauspielerin, Schriftstellerin
- Margherita Camenzind (* 18. Juni 1909; † 2. März 1979), Malerin malte Tessiner Landschaften[664]
- Hans Ulrich Zellweger (1909–1990 in Iowa City), schweiz.-amerikanischer Kinderarzt
- Alvaro Contadini (* 31. März 1910; † 31. Mai 1970), Violinist, er studierte Cello unter Biaggi; Mitglied mit Giacomo Rota und M. Sanvido der Orchester Contadini. Er war auch Bassist und Archivar[665]
- Brenno Galli (1910–1978), heimatberechtig in Bioggio, Politiker, Tessiner Grossrat, Staatsrat, Nationalrat, Oberstbrigadier der Schweizer Armee
- Luigi Bellasi (1911; † 1987), Kunstsammler[666]
- Pericle Patocchi (1911–1968), Schriftsteller, Übersetzer, Dichter und Gymnasiallehrer
- Vincenzo Vicari (* 19. April 1911; † 23. März 2007), Fotograf, Lehrer an der Schule für Fotografie in Lugano-Trevano[667][668]; Filmemacher[669][670]
- Lauro Amadò (1912–1971), Kaufmann, Fussballspieler der Schweizerischen Nationalmannschaft
- Vittorio Calvi (* 3. September 1912; † 24. November 1982 in Pambio-Noranco), Restaurator, Bildhauer und Maler[671]
- Marco Sanvido (* 28. Dezember 1912; † 13. Juli 1999 in Canobbio), Musiker[672]
- Fausto Casserini (* 3. Oktober 1913; † 22. Januar 1985), PTT-Mitarbeiter, Maler, Bildhauer, Zeichner schuf Relief[673]
- Mario De Signori (* 24. April 1913; † 5. November 1957 in Zürich), Violinist, er studierte unter Cesare Bertoni und in Krefeld; Diplom der Accademia Filarmonica von Bologna; Mitglied der Orchestra della Svizzera italiana RSI und des Trio di Lugano[674]
- Gastone Cambin alias Dr. Binton (* 29. August 1913; † 23. Oktober 1991), Architekt, Kupferstecher, Illustrator, Historiker, Gründer des Istituto Araldico e Genealogico in Lugano; Autor: Le rotelle milanesi-Bottino della battaglia di Giornico 1478. Società svizzera di araldica, 1987, Preis Ambrogino d’Oro, Mailand[675]
- Rodolfo Meuli (* 11. Juni 1914; † 8. Juni 1940 bei Porrentruy), Schweizer Militärpilot, der im Zweiten Weltkrieg von deutschen Zerstörern abgeschossen wurde
- Alberto Camenzind (1914–2004), Architekt, Dozent an der ETH Zürich
- Agostino Bernasconi (1914–1951), Drucker, Politiker und Tessiner Staatsrat[676]

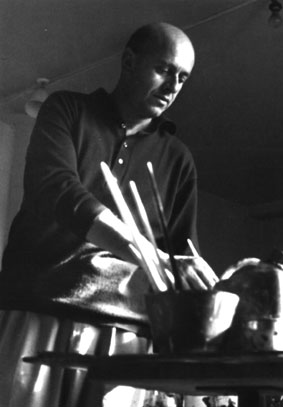
Mario Comensoli in seinem Atelier (Photo Sonya Robbiani)

- Leone Viviani (* 1915 in Lugano; † 1997 ebenda), Politiker, Antifaschist bestraft in Italien, Legionär in der Légion étrangère[677]
- Carla Badaracco (* 26. März 1915; † 2. April 2018), Pianistin, Diplom an der Conservatorio di Milano (1933), sie unterrichtete Piano und Theorie in Lugano während 40 Jahren[678]
- Alberto Vicari (* 3. September 1915; † 3. April 2014), Musiker, er studierte Cello an der Konservatorium von Mailand (Diplom 1940), kantonaler Expert für Musiksunterricht[679][680]
- Ezio Contadini (10. September 1915; † 26. Oktober 1971), er studierte Violin unter Cesare Bertoni. Er spielte mit seinem Bruder Alvaro Mitglied des Orchester Contadini. Später wurde er Jazztrompetist. 1938 Mitglied der Orchester Bosshard[681]
- Bruno Engler (4. Dezember 1915; † 23. März 2001 in Banff (Alberta)), ein Schweizer Bergsteiger, Alpführer, Fotograf[682]
- Guido Solari (19. Oktober 1916; † 24. August 2006), Doktor der Rechte, Direktor des Bundesamts für Ausländerfragen[683]
- Ferruccio Pelli (1916–1995), Rechtsanwalt und Politiker, Gemeindepräsident von Lugano, Oberstbrigadier in der Schweizer Armee
- Bruno Morenzoni (* 5. April 1917; † 9. September 1991 in Cassarate), Maler, Bildhauer schuf Reliefs, Wandmalerei und Gravur[684]
- Luciano Moroni Stampa (1918–1992), Forscher und Editor der Codex palaeograficus Helvetiae subalpinae. (1957)
- Sylva Galli (* 2. März 1919; † 10. Februar 1943), Malerin, Landschaftmalerin malte Stillleben, Nakte, Porträts, Interieurs und Landschaften[685]
- Carla Balmelli (* 12. April 1919; † 18. Juli 2006 in Montagnola), Gründerin der Associazione Ticinese della Terza Età (ATTE)[686]
- Flavio Ambrosetti (1919–2012), Jazzmusiker und Maschinenfabrikant

Ugo Gianella Nationalrat

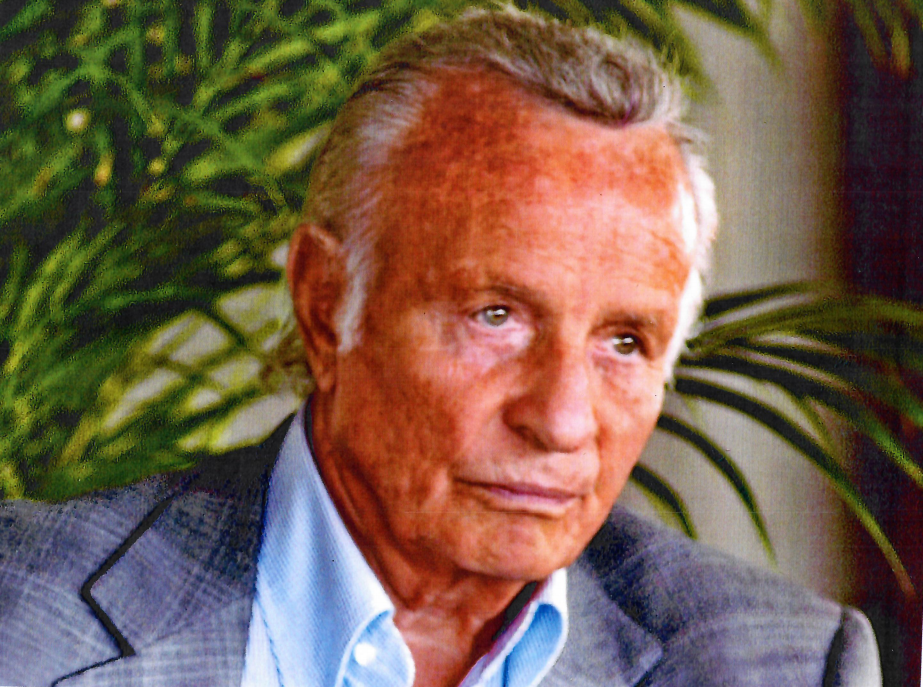
Sergio Mantegazza

- Raimondo Rezzonico (* 22. Februar 1920; † 4. Oktober 2001), Reporter, Verleger, Mitgründer und Präsident des Filmfestivals Locarno, Grossoffizier des Verdienstordens der italienischen Republik[687]
- Pietro Salati (1920–1975), Schüler von Marino Marini in Monza, Maler und Grafiker, Kunstkritiker, Dozent, Direktor des Centro scolastico per le industrie artistiche (CSIA) von Lugano
- Giuseppe Biscossa (* 13. März 1920; † 28. Januar 1995 in Massagno), Journalist, Schriftsteller, Essayist, Literaturkritiker, Direktor der Journalistenschule von Lugano[688][689][690][691]
- Vinicio Beretta (1920–1972), Journalist und Filmkritiker, Mitgründerin des internationalen Filmfestivals von Locarno[692]
- Romolo Valsecchi (* 15. April 1920; † 3. Juni 2001), Künstler, Maler und Bildhauer[693]
- Ugo Gianella (* 26. November 1920; † 26. Oktober 1972), Apotheker, Gemeinderat von Lugano, Nationalrat, Präsident der Lepontia cantonale[694][695]
- Mario Agliati (1922–2011), Historiker, Journalist, Schriftsteller, Maler
- Mario Comensoli (1922–1993), Maler
- Giuseppe (Peppo) Brivio (1923–2016), Architekt und Professor an der Schule für Architektur der Universität Genf
- Judith Müller (1923–1977), Malerin
- Sergio Pagnamenta (1923–2008), Architekt
- Elio Ghirlanda (1924–2015), Preis Maraini (1943), Doktor Phil I der Universität Zürich, Dozent am Lyzeum von Lugano, Forscher am Vocabolario dei dialetti della Svizzera italiana, Direktor des kantonalen Ufficio dell’Insegnamento Medio Superiore (1969–1973)
- Adam Keel (1924–2018), figürlicher Maler, Papierschnitt- und Objektkünstler
- Bruno Amaducci (1925–2019), Dirigent und Musiker
- Rolando Forni (* 14. Januar 1925; † 26. März 2017 in Lausanne), Anwalt und Notar, Bundesrichter[696]
- Franco Marazzi (* 4. November 1925; † 21. September 2014), Sohn des Americo Marazzi, Fernsehreporter und -regisseur des Fernsehens der italienischen Schweiz; wirkte als dessen Programmleiter und als erster Direktor[697]

### 1926 bis 1950

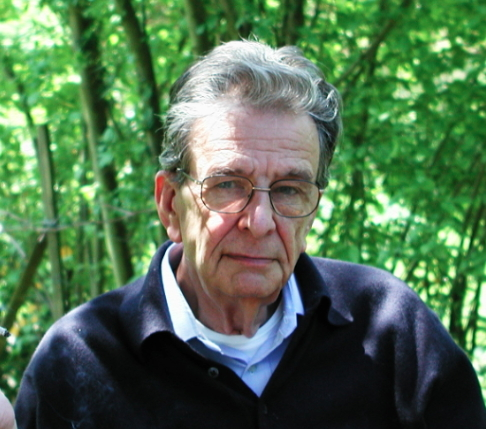
Duilio Arigoni (2002)

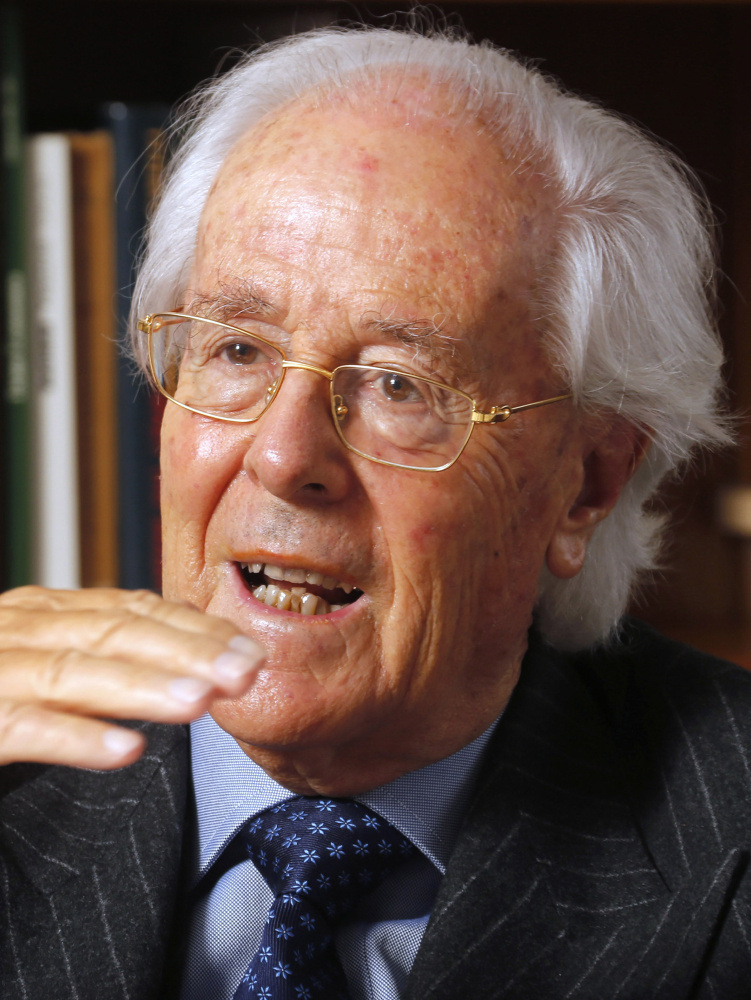
Tito Tettamanti (2013)

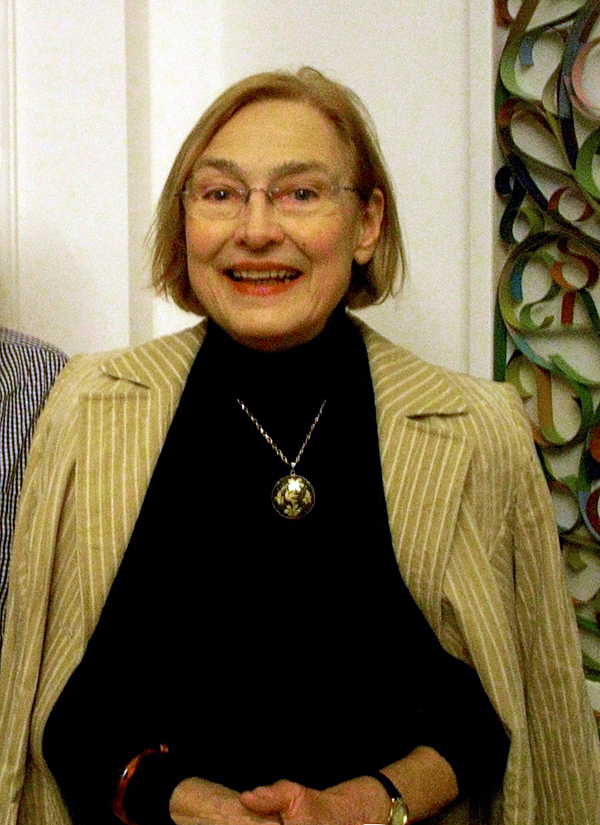
Anna Felder Dezember 2009

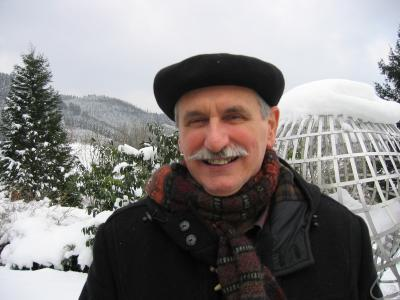
Sergio Albeverio

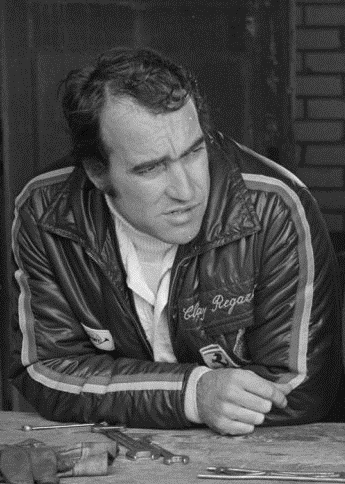
Clay Regazzoni in Zandvoort 1971

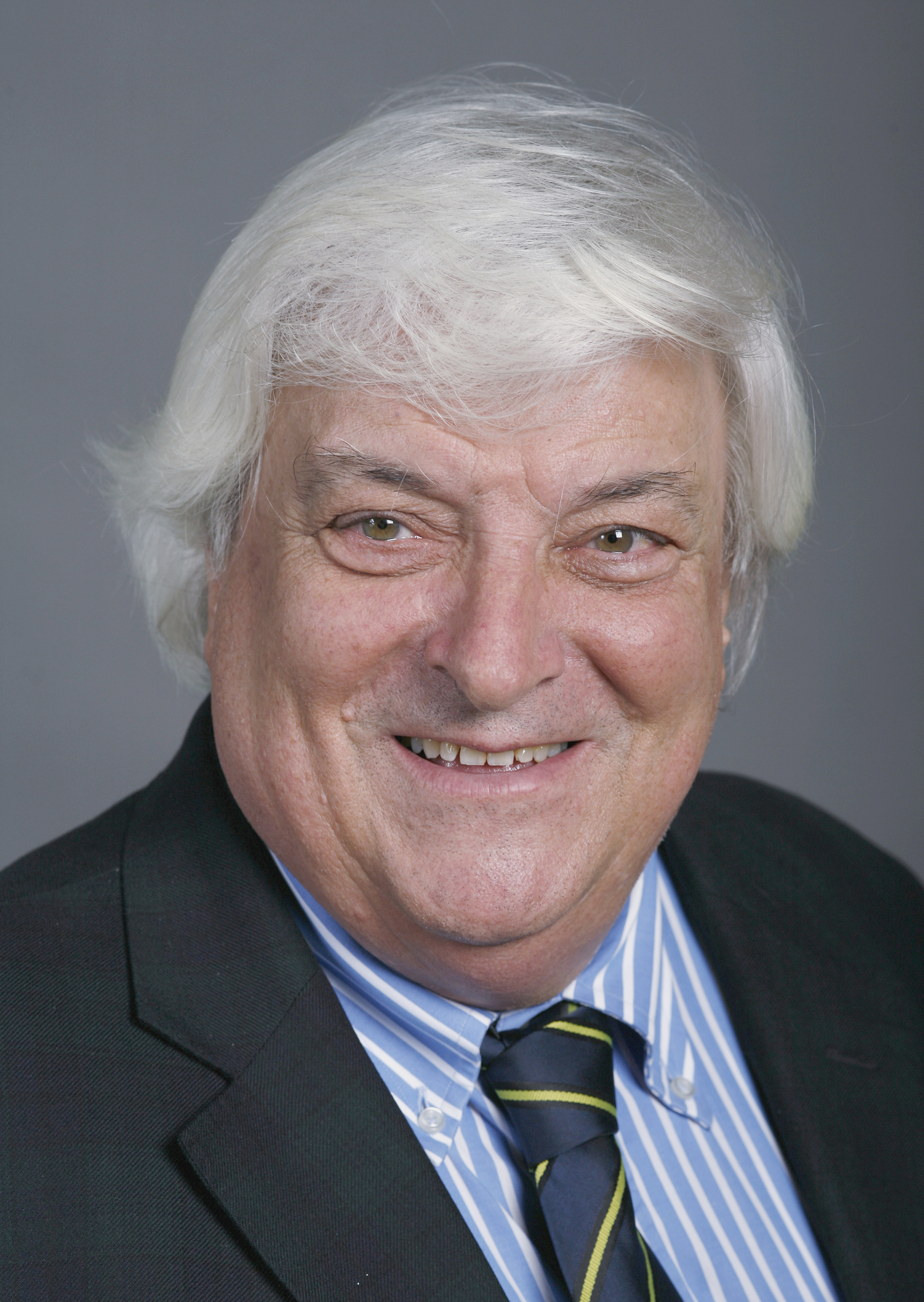
Attilio Bignasca (2007)

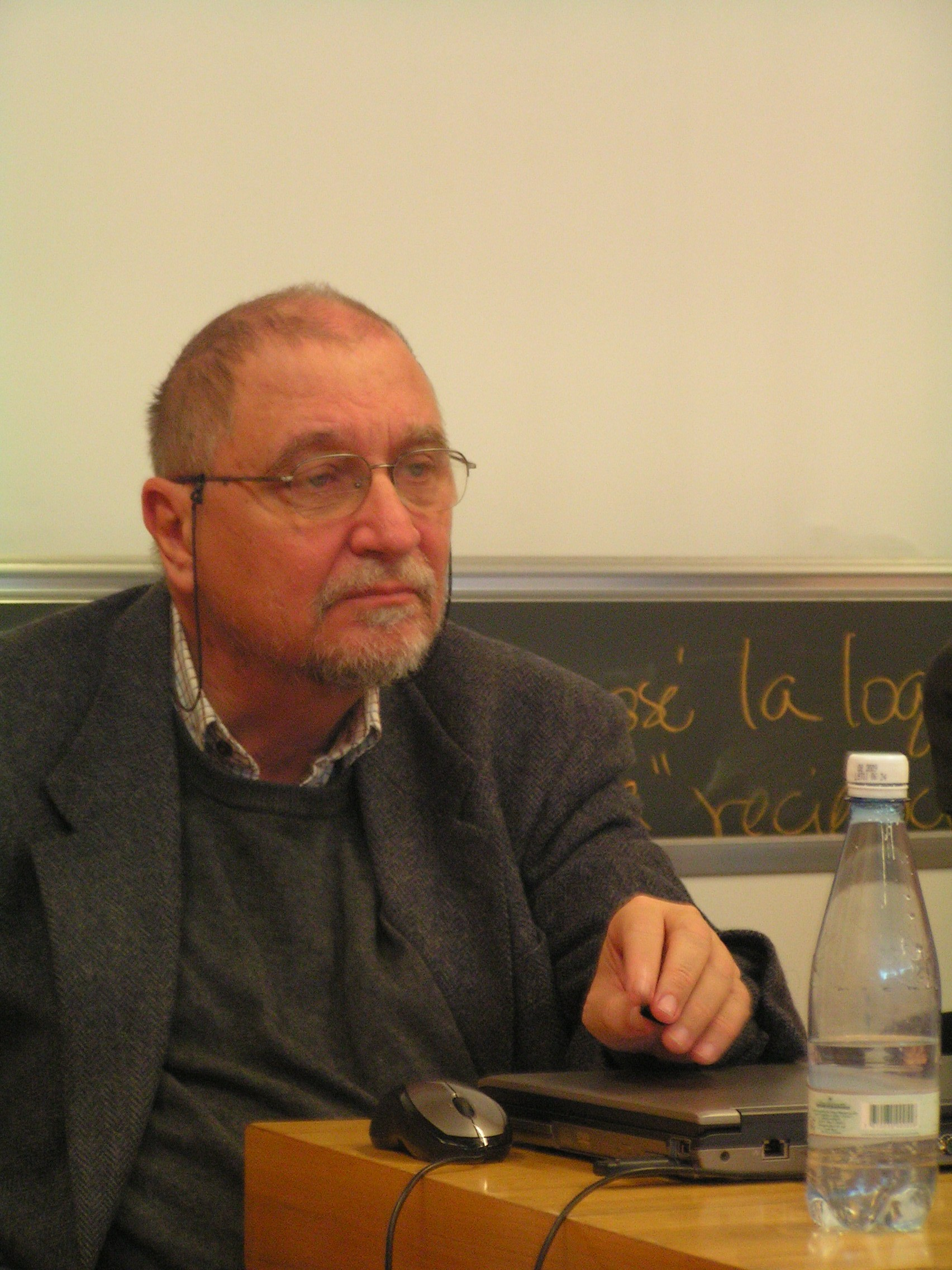
Christian Giordano (2008)

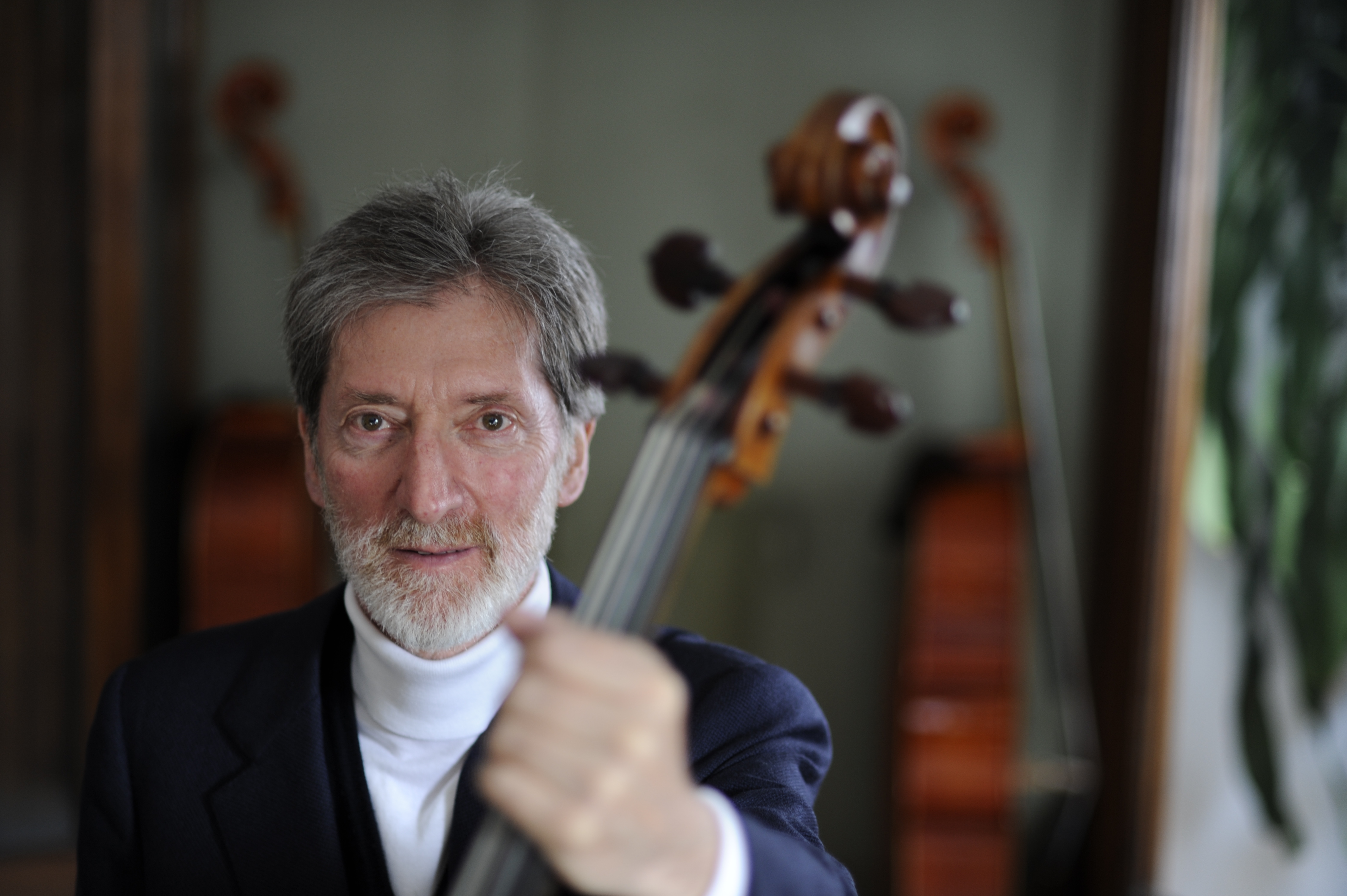
Rocco Filippini (2009)

- Giovanni Lombardi (1926–2017), Bauingenieur
- Roberto Moccetti (1926–2004), Schweizer Bauingenieur und Instruktionsoffizier, Korpskommandant des Gebirgsarmeekorps 3
- Walter Schönenberger (Kunsthistoriker) (1926–2020), Schweizer Kunstwissenschaftler, Kunstkritiker und Publizist
- Franca Primavesi (* 7. Juli 1926), Lehrerin, Theaterspielerin der Prosatruppe des Radio della Svizzera italiana, Schriftstellerin, schreibt Hörspiele, sie gewann Premio Stresa di Narrativa 2003[698][699]
- Antonio Regazzoni (* 1926), Direktor des Lido di Lugano[700]
- Sergio Mantegazza (1927–2024), Tour Operator, Gründer der Firma die Charterfluggesellschaft Monarch
- Gianfranco Rossi (1927–2013), Sohn von Dante Rossi, Architekt und Bildhauer schuf Springbrunnen
- Sergio Salvioni (* 18. Juni 1927; † 27. August 2017), Jurist und Politiker, Tessiner Grossrat, Nationalrat und Ständerat[701]
- Federico Spiess (* 24. Mai 1927; † 11. August 2021 in Montagnola), Sohn des Friedrich, Philologe, Direktor des Vocabolario dei dialetti della Svizzera italiana (1973–1992)[702]
- Ugo Sadis (* 5. Januar 1927; † 20. Dezember 2017), Ingenieur und Politiker, Tessiner Staatsrat[703]
- Piera Rolandi (* 7. März 1927; † 2011 in Pomarance), Schweizer Journalistin[704][705]
- Bodo (Giovanni) von Alvensleben (* 1929 in Lugano; † 2013 in Genf), deutscher Schauspieler, Hotelunternehmer[706][707]
- Duilio Arigoni (1928–2020), aus Gentilino, Chemiker, Ehrenbürger von Paradiso TI
- Franco Masoni (1928), Anwalt und Notar, Politiker, Gemeinderat von Lugano, Tessiner Grossrat, Nationalrat und Ständerat
- Geo Mantegazza (* 12. November 1928; † 9. Oktober 2024), Immobilienunternehmer, Präsident des Hockey Club Lugano[708][709]
- Emilio Conrad (* 4. September 1929; † 20. November 2015), Priester in der Kathedrale San Lorenzo (Lugano), Missionar in Barranquilla (Colombia); Direktor der Caritas diocesana[710]
- Carlo Maspoli (* 2. September 1930; † 11. Februar 2019), aus Morcote, Physiotherapeut, Heraldiker und Autor, Spezialist der Visconti-Sforza-Heraldik. Zu seinen Veröffentlichungen gehören der Stemmario Carpani und der Stemmario Trivulziano[711][712]
- Gianni Metalli (1930–2006), Maler, Grafiker, Radierer. Er schuf Geometrische Abstraktion
- Tito Tettamanti (1930), Jurist, Politiker, Tessiner Staatsrat, Unternehmer und Financier
- Alessandro Lepori (* 14. September 1930; † 31. Oktober 2014), aus Capriasca, Sohn des Bundesrates Giuseppe Lepori, Mathematiker der Universität Zürich, Dozent am Lyzeum von Lugano, Mitbruder der Confraternuta del Sacro Cuore von Molino Nuovo[713]
- Bruna Moehl (* 1931), Schriftstellerin, wohnt in Wallisellen[714]
- Nilla Six (* 25. Juni 1932 in Lugano; † 5. September 2006 in Locarno), Holzschnitzerin, Illustratorin und Zeichenlehrerin[715]
- Sergio Cortesi (* 21. August 1932 in Lugano; † 18. Dezember 2021 in Locarno), Astronom, Gründer und Präsident der Società Astronomica Ticinese, Direktor der Specola Solare von Locarno-Monti[716][717]
- Carla Bossi-Caroni (* 1933; † 27. Februar 1989), Präsidentin der Federazione ticinese delle Società Femminili[718][719]
- Riccardo Bertoni (1933–2003), Filmproduzent, Gründer der Navarro Bertoni Casting Company[720]
- Fabio Muggiasca (1933–2003), Arzt, Naturwissenschaftler, Dichter[721][722]
- Franco Pessina (1933–2021), Architekt, Restaurator der Kathedrale von San Lorenzo in Lugano
- Gian Mario Pagani (* 30. Juni 1933), Anwalt und Notar, Tessiner Grossrat, Nationalrat[723]
- A. Mario Redaelli (* 2. Dezember 1933 in Lugano; † 20. Januar 2011 in Sorengo), aus Mosogno, Archivar, Genealogist und Lokalhistoriker[724]
- Giuseppe Curonici (* 8. August 1934), Kritiker, Kunsthistoriker, Schriftsteller, Direktor der Kantonsbibliothek Lugano[725][726][727][728]
- Pietro Martinelli (1934), Bauingenieur und Politiker, Tessiner Staatsrat
- Luigi Soldati (* 26. April 1935; † 20. Oktober 2023), Zahnarzt, Politiker der Konservativ-Demokratischen Partei (CDP), Stadtrat von Lugano 1988–1992, tessiner Grossrat 1987–1888, Gründer des Clubs dei Mille für die Finanzierung der Christlichdemokratische Volkspartei (CVP) und Mitglied ihres Vorstand[729]
- Marco Blaser (* 6. Mai 1935), aus Langnau im Emmental, Reporter für Radio Monte Ceneri, Radio Beromünster, Radio Sottens und Radio Televisione della Svizzera Italiana, Regionaldirektor der Radiotelevisione svizzera di lingua italiana[730]
- Roberto Vecchi (1935 in Lugano; † 4. Februar 2007 ebenda), ein Schweizer Offizier, Instruktionsoffizier der Infanterie und ehemaliger Kommandant des Infanterieregiments 40.
- Pietro Balestra (1935–2005), Wirtschaftswissenschaftler
- Antonio Riva (* 27. Dezember 1935; † 11. Dezember 2020), Anwalt und Notar, Journalist der Radiotelevisione svizzera di lingua italiana, ehemaliger Generaldirektor der SRG SSR[731]
- Davide Enderlin genannt Didi (* 22. Mai 1936; † 19. Februar 2013), Jurist, Politiker, Gemeinderat von Lugano[732]
- Anna Felder (1937–2023), Schriftstellerin
- Sergio Dell’Acqua (* 16. Juli 1937 in Lugano; † 10. März 2023 ebenda), Basketballspieler, Playmaker in der Nationalmannschaft A[733][734][735]
- Francesco Vicari (1935), (Herkunftsort Caslano), Militär, Divisionär, ehemaliger Kommandant Territorialdivision 9, Ehrenpräsident der Associazione degli ufficiali del Foyer Bedretto; er wohnt in Massagno
- Fausto Sassi (* 1938), Filmregisseur[736]
- Emilio Gilardi (* 25. September 1938), Künstler, Grafiker, schuf Plakate[737]
- Giovanni Colombo (* 21. November 1938; † 19. Februar 1919 in Bigorio), Anwalt und Notar, ehemaliger Gemeindepräsident der Gemeinde Sala Capriasca[738]
- Anna Peverelli (* 19. Juni 1938), Sängerin, sie studierte unter Arnaldo Filipello und sang in der Orchestra radiosa von Lugano[739]
- Lauro Bettelini (* 27. August 1938 in Caslano; † 7. April 2015 in Lugano), Journalist, Schriftsteller, Redaktor des Il Lavoratore svizzero, Präsident der Sindacati liberi della Svizzera italiana. Mitglied der Associazione scrittori und des PEN Club della Svizzera italiana[740]
- Romana Pezzani (* 6. März 1939), Violinistin, sie studierte unter Cesare Bertoni; sie spielte im Collegium Musicum Zürich (CMZ) und mit den Kammermusiker Zürich. 1982 spielte sie mit Luciano Pezzani das Doppio concerto von Norbert Moret (Tonhalle ZH)[741]
- Fausto Tenzi (1939), Tenor, Opernsänger
- Sergio Albeverio (1939), Physiker und Mathematiker
- Clay Regazzoni (1939–2006), Autorennfahrer
- Fausto Poretti (* 25. Januar 1940 in Sorengo), Primarlehrer, Gemeindepräsident von Davesco-Soragno, Kantonaler Schulinspektor, Direktor der Mittelschule von Tesserete, Gemeinderat von Lugano, Hauptmann der Infanterie der Schweizer Armee[742]
- Mascia Cantoni (* 5. März 1940), Journalistin, Regisseurin, Mitarbeiterin des Radio und Televisione svizzera di lingua italiana (RSI)[743]
- Giorgio Conti (1941), Sekundarlehrer, Vizedirektor der Mittelschule von Lugano, Genealoge, Autor[711][744]
- Sergio Michels (* 5. August 1941), Grafiker schuf Gestaltung von Plakaten und Ausstellungen[745]
- Franco Ambrosetti (1941), Oekonom, Industrieller und Jazzmusiker
- Gianfranco Domenighetti (* 13. April 1942; † 17. November 2017 in Locarno), Ökonom und Soziologe, Professor an den Universitäten der italienischen Schweiz, Lausanne und Genf; Vorsteher des Gesundheitsdepartements des Kantons Tessin, Autor[746][747]
- Angelo Paparelli (* 2. Oktober 1942; † 21. März 2016 in Sorengo), Architekt, Politiker (Lega dei Ticinesi), Tessiner Grossrat[748]
- Giovanni Cansani (* 17. Januar 1943; † 29. Juli 2013), aus Cadro, Sekundarlehrer, Politiker (SP), Mitglied der Gemeindeverwaltung der Stadt Lugano, Wohltäter in Tschad und in Kelambakkan (Madras), Autor post Mortem: Il mercante di galline. Fontana Edizioni, Pregassona 2016[749][750][751]
- Vreni Barilier (* 10. Februar 1943), Künstlerin und Malerin[752]
- Dario Balmelli (* 1943), Maler, diplomiert an der Accademia di Belle Arti di Brera, Dozent im Lyzeum von Lugano, Politiker, wohnt in Vezia[753]
- Paolo Bernasconi (* 25. April 1943), Rechtsanwalt, Dozent an der Universität St. Gallen, April 2013 Doktor Honoris Causa der Universität Zürich, seit Mai 2014 Präsident des Vorstandes der «Ethics and Compliance Switzerland (ECS)» in Bern, seit Juni 2014 Mitglied des STEP, The Society of Trust and Estate Practitioners Limited[754]
- Francesco Ballabio «Franco» (1943–2004), Rechtsanwalt, Politiker; Gemeindepräsident von Pregassona, Oberbefehlshaber der Polizei des Kantons Tessin, Divisionär der Schweizer Armee
- Ivan Bernasconi (* 1943 in Lugano; † 22. Oktober 2022 in Lamone), Politiker, Gemeindepräsident von Lamone, Militär, Major, Vizekommandant der Polizei des Kanton Tessins tätig im Penitenziario Alla Stampa (Lugano) und ehemaliger Direktor der Polizeischule in Giubiasco[755][756]
- Gilberto Isella (* 25. Juni 1943), Gymnasiallehrer am kantonalen Lyzeum Lugano 1, Dichter, Literaturkritiker[757][758]
- Giorgio Besomi (* 3. September 1943; † 8. Mai 2005), Studien am Lyzeum von Lugano, Ingenieur der ETH Zürich, Mittelschuldozent in Lugano, Medizinstudien in der Universität Insubrien von Varese, Arzt am Ente Ospedaliero Cantonale (OEC) (Ospedale Civico) in Lugano[759]
- Rocco Filippini (1943–2021), Musiker, Cellist; er unterrichtete Cello am Conservatorio Giuseppe Verdi von Mailand
- Rocco Bonzanigo (1943), Studien an der Universität Genf und University of British Columbia, Advokat und Notar, Dirigent des Studio Bolla Bonzanigo & Associati in Lugano, Doktor der Rechte[760]
- Attilio Bignasca (1943–2020), Politiker, Tessiner Grossrat (Lega dei Ticinesi), Nationalrat
- Pierluigi Alberti (* 15. Dezember 1943) (Bürgerort Davesco-Soragno), Maler, Zeichner und Restaurator[761]
- Luciano Pezzani (* 2. März 1944), Cellist, er studierte unter Mauro Poggio, 1964 Diplom am Konservatorium von Mailand, 1962–1970 spielte er in der Orchestra della Radio della Svizzera italiana RSI[762]
- Fabio Amadò (* 17. April 1944), Unternehmer, Politiker (PLR), Gemeinderat von Lugano, Präsident des Circolo di cultura Battaglini[763]
- Giorgio Bernasconi (* 1. Juli 1944), Musiker, Dirigent, er studierte am Conservatorio di Milano und dirigiert die Accademia Strumentale Italiana von Parma[764]
- Pier Giorgio Gerosa (* 1945), Dozent an der École Nationale Supérieure d’Architecture de Strasbourg und an der ETH Lausanne, Publizist[765][766]
- Francesco Giambonini genannt Giangio (* 19. April 1945; † 15. März 2011), aus Gandria, Doktor der Universität Freiburg, Dozent der italienische Literatur im Lyzeum von Lugano, Autor, Literaturkritiker[767]
- Giorgio Giudici (* 29. Mai 1945), aus Giornico, Architekt, Politiker, Gemeindepräsident von Lugano[768]
- Giuliano Bignasca (1945–2013), Bauunternehmer, Verleger und Politiker
- Christian Giordano (1945–2018), Sozialwissenschaftler
- Bodo Douglas von Alvensleben (* 22. September 1945; † 22. Januar 2020), Dozent am ETH Zürich, Journalist[769]
- Erasmo Pelli (* 1945 ?), Studium der Rechtswissenschaften an der Universität Pavia, Journalist und Rechtsdozent, dann bis 2010 Rechtsanwalt und Notar und seit 1972 Stadtrat von Lugano, seit 1988 im Rathaus für die FDP und von 1996 bis 2013 Vizebürgermeister.[770]
- Fausto «Gerri» Beretta-Piccoli (* 25. April 1946), Politiker[771][772]
- Dante Brenna (* 14. Januar 1946), Gitarrist, Schüler von Andrés Segovia, Gitarrexpert im Prüfungen der Konservatorien Genf, Lausanne und Sion[773]
- Raffaello Somazzi (* 11. Juli 1946), Maler, Zeichner, Bildhauer schuf Künstlerische Dekoration von Gebäuden. Er ist Künstlerischer Berater[774]
- Dario Mueller (* 12. Juli 1946), Pianist, er studierte unter Carla Badaracco, Ilonka Decker-Küszler in Mailand, diplomierte an der Musikhochschule von Zürich unter Jürg von Vintschger; Musikproduzent an der Radiotelevisione Svizzera[775]
- Ruggero Pezzani (* 14. Juli 1946), Violinist, er studierte unter Cesare Bertoni. 1967 Diplom am Konservatorium von Mailand; seit 1969 spielte er in der Orchestra della Radio della Svizzera italiana RSI; 1974 gründete er den Quartetto Jaros[776]
- Saskia Filippini (* 5. August 1946), Violinistin, sie studierte unter Charles Eskenazy und Laurent Jaques in Lugano und am Konservatorium von Genf unter Corrado Romano; (Diplom und Preis Ferney 1968) und 1969 Preis Brolliet[777]
- Roberto Brocco (* 15. September 1946), Kunstmaler, Dichter, Philosoph, Dozent. Er schuf Collagen und Objekte[778]
- Chiara Banchini (* 1946), Violinistin und Dirigentin
- Uberto Ortelli (Jimmy) (* 12. Januar 1947), Maler, Kulissenmaler, Bühnen- und Kostümbildner[779]
- Antonio Lüönd (* 16. März 1947), Maler, Zeichner, Fotograf, Karikatur und Fotokunst[780]
- Manuela Generali (* 1948), Malerin[781]
- Giorgio Moroni Stampa (1948), Jurist, Statthalter des Ritterordens vom Heiligen Grab zu Jerusalem
- Giosanna Crivelli (* 25. Januar 1949 in Lugano; † 21. November 2017 in Sorengo), aus Balerna, Künstlerin, Fotografin, sie wohnte in Collina d’Oro[782]
- Mimi (Celestina) Lepori-Bonetti (* 2. April 1949; † 25. Juni 2016), aus Sala Capriasca, Mitarbeiterin am kantonalen Dipartimento delle opere sociali, Politikerin (PPD), Journalistin, Tessiner Grossrätin, Nationalrätin, Gründerin der sozialen Agentur Consono, Mitgründerin und Direktorin der Fondazione San Gottardo, Präsidentin der Fondazione Vanoni[783][784][785]
- Walter Weber (1949), freier Autor und Regisseur
- Roberto Bianchi (* 29. Mai 1949; † 21. März 1993 in Brè), Gymnasiallehrer, Historiker, Autor: Il Ticino politico contemporaneo, 1921–1975., Armando Dadò Editore, Locarno 1989[786]
- Marie Hélène Rondi-Gay des Combes (* 28. Juni 1949; † 20. Mai 2016), Tochter des Louis, sie absolvierte Literaturstudien, Schriftstellerin, sie wohnte in Comano TI[787][788]
- Corrado Kneschaurek (* 1. Juli 1949), Hotelier, Besitzer des Hotel du Lac in Paradiso, Präsident der Hotellerie Suisse, Sezione Ticino[789]
- Bruno Balmelli (* 1949), Bariton, Opernsänger in Regensburg[790][791][792]
- Ruth Widmer (* 1950), Zeichnerin, Radiererin, Malerin und Cartoonistin[793]
- Loris Kessel (1950–2010), Autorennfahrer
- Zeno Gianola (* 18. Juni 1950), Chordirigent, er studierte Klavier und Ziehharmonika; seit 1979 dirigiert er die Filarmonica Medio Vedeggio[794]
- Luciano Rigolini (* 2. August 1950), Fotograf, Filmproduzent[795][796]
- Matteo Bellinelli (1950), Dokumentarfilmer und Regisseur

### 1951 bis 1975

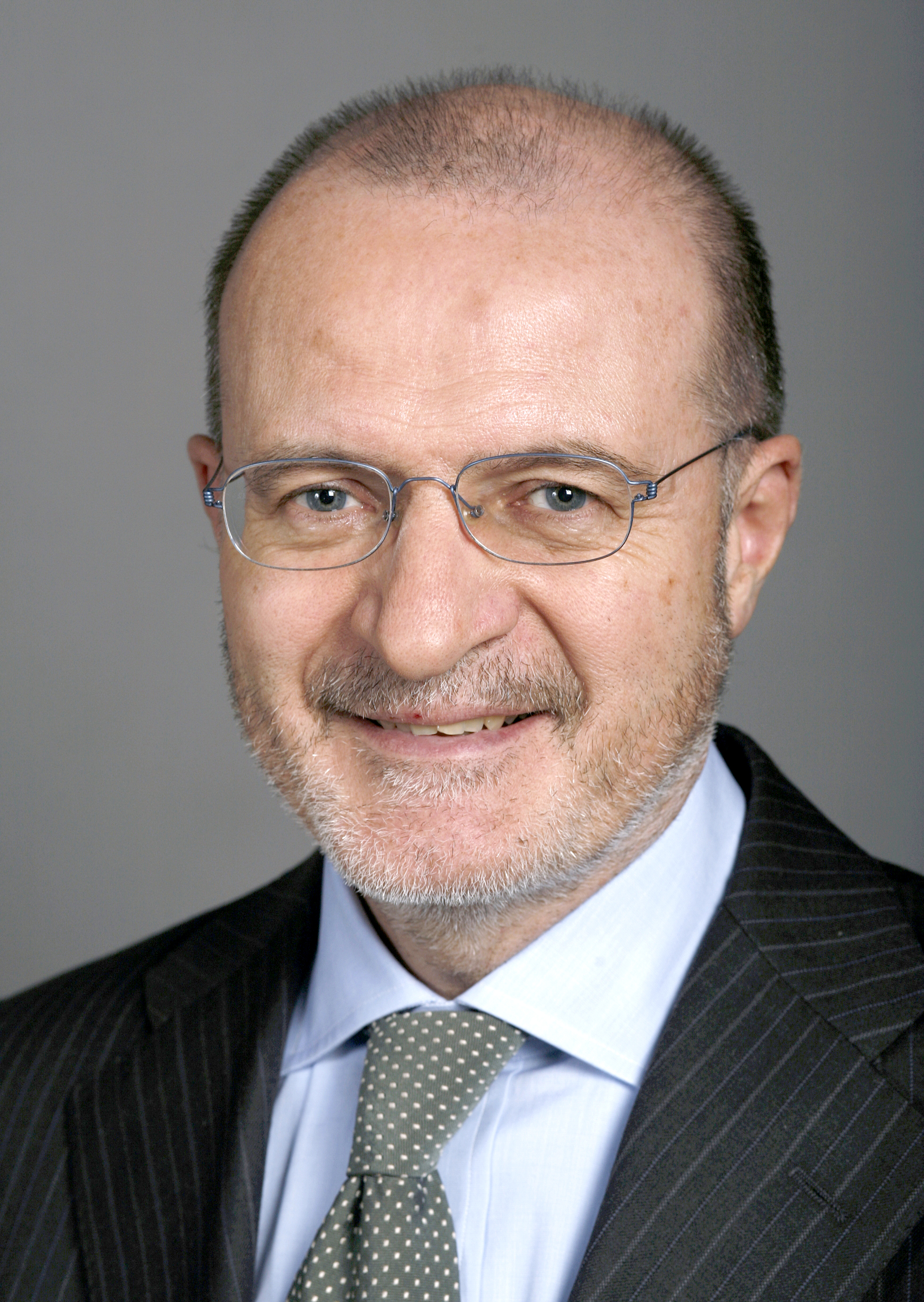
Fulvio Pelli

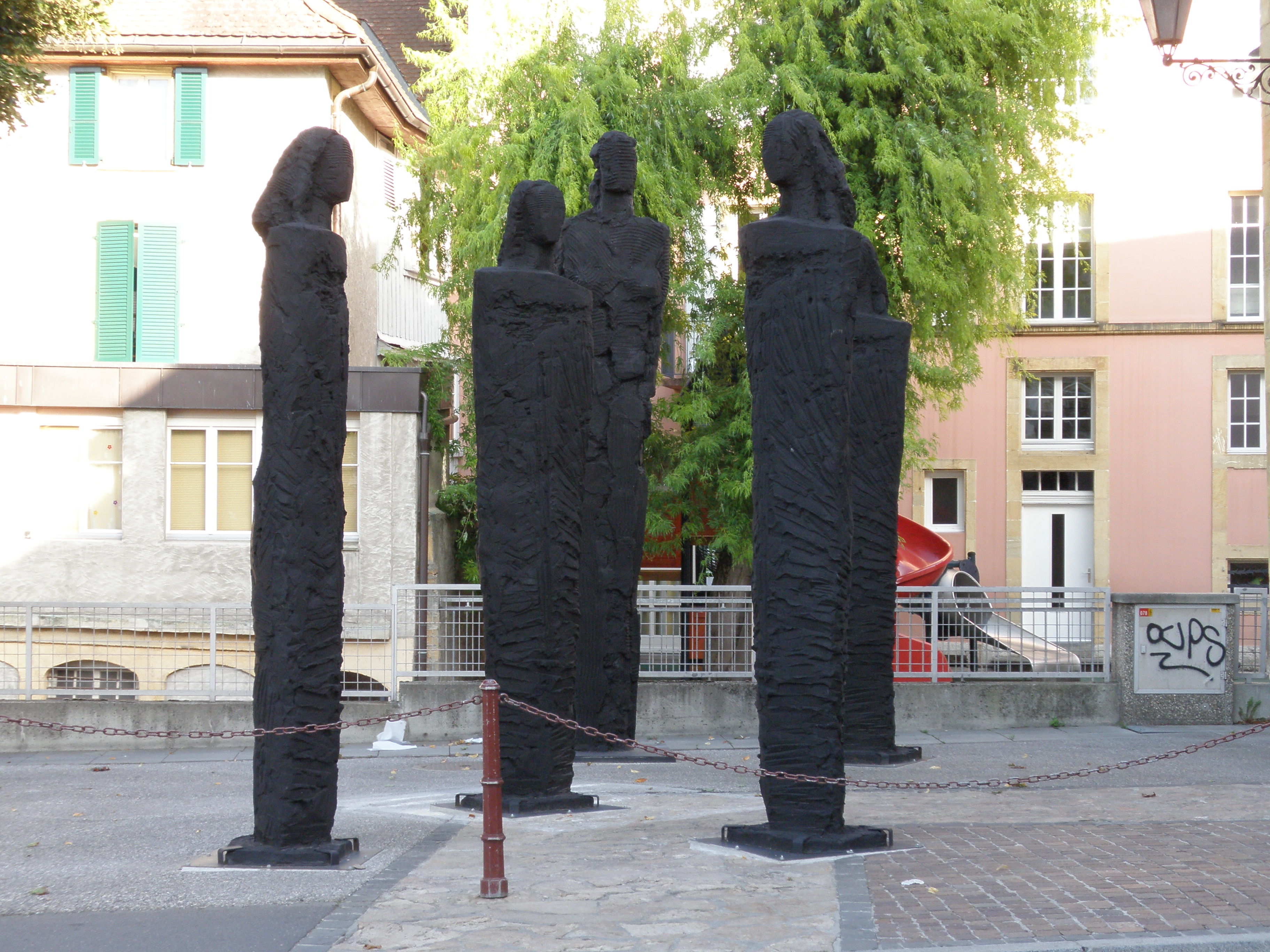
Ivo Soldini: Grandi figure verticali in Yverdon-les-Bains

Rocco Cattaneo

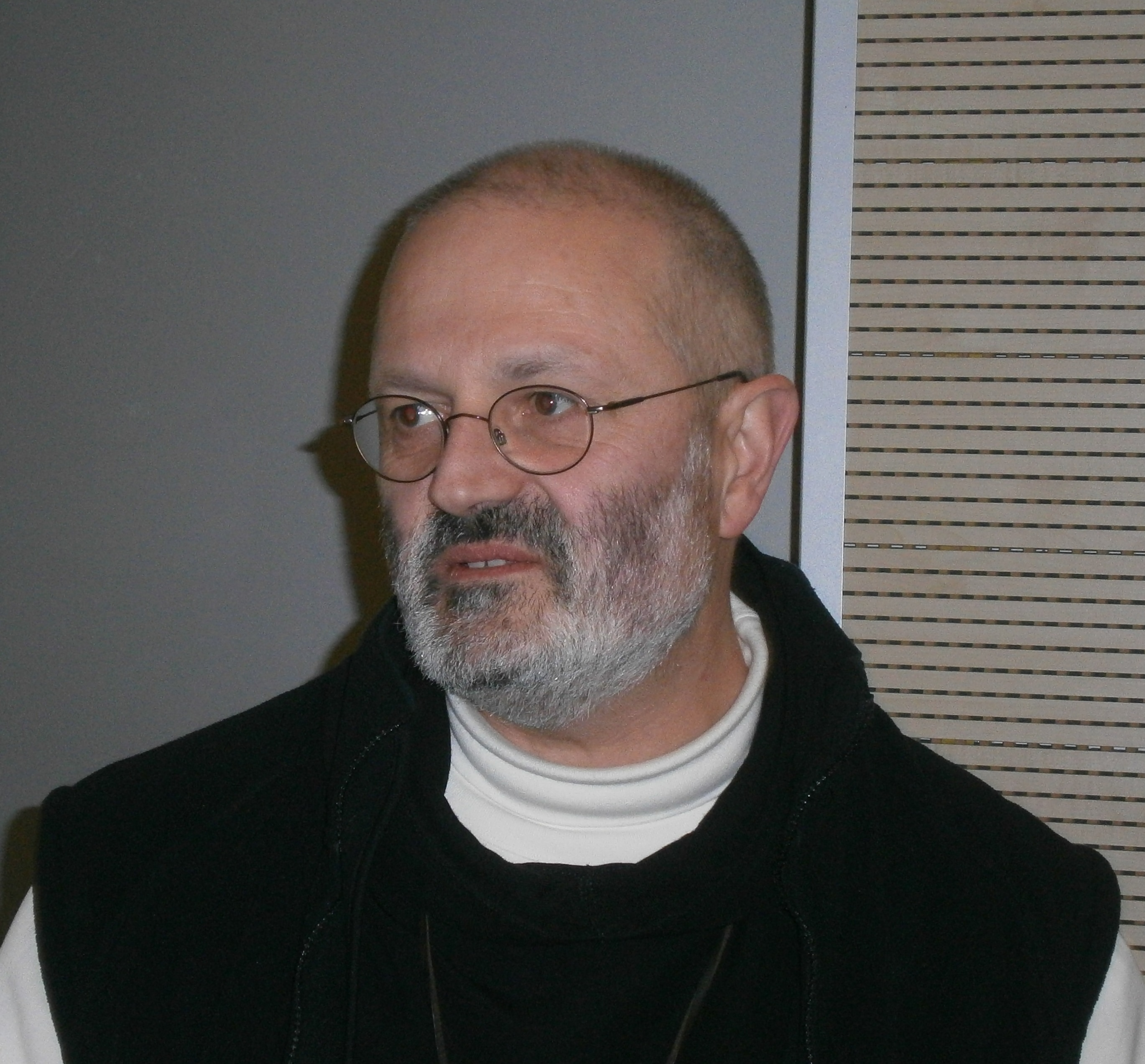
Mauro-Giuseppe Lepori – Varese, Italien, 2015

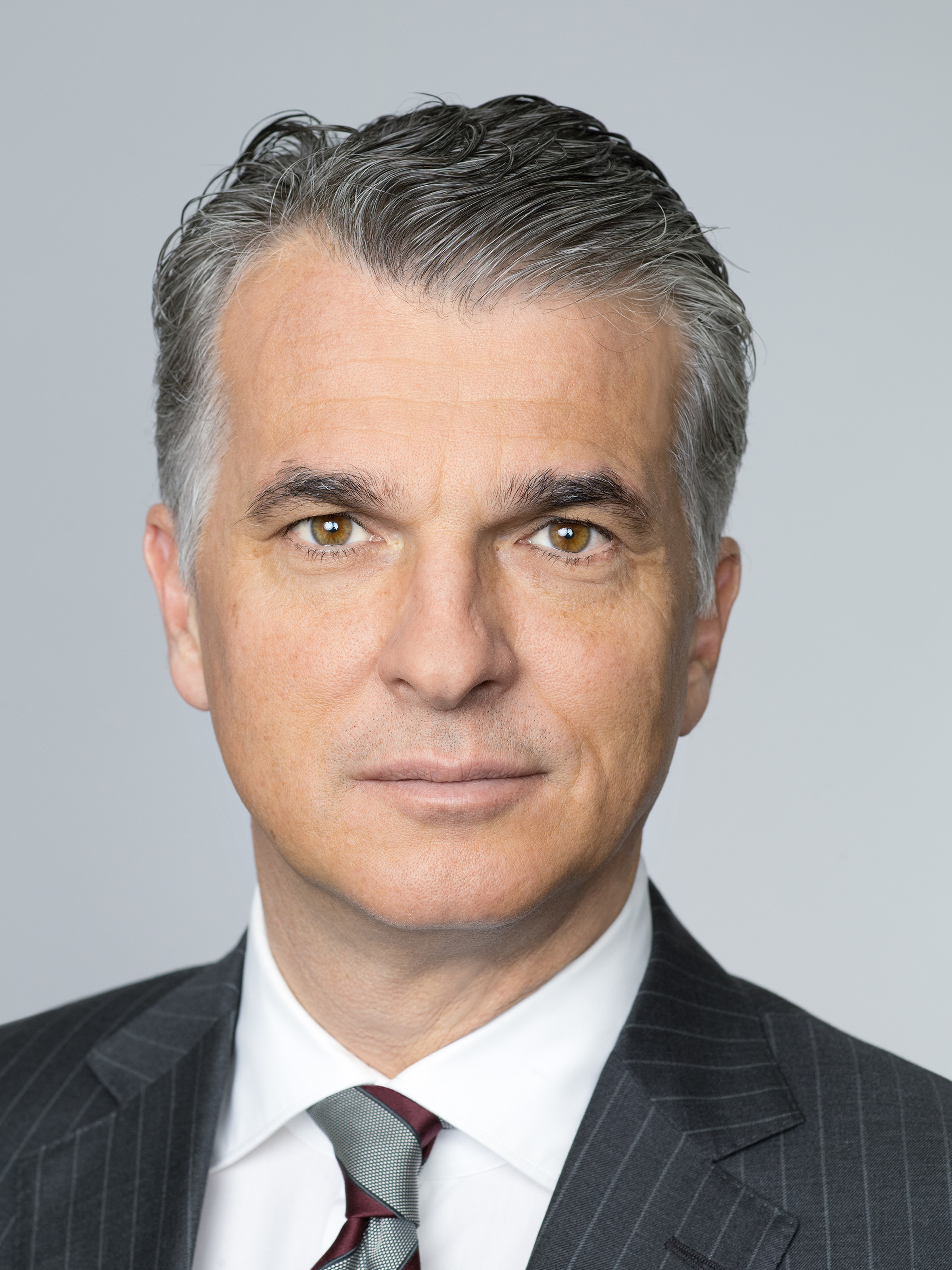
Sergio Ermotti (2012)

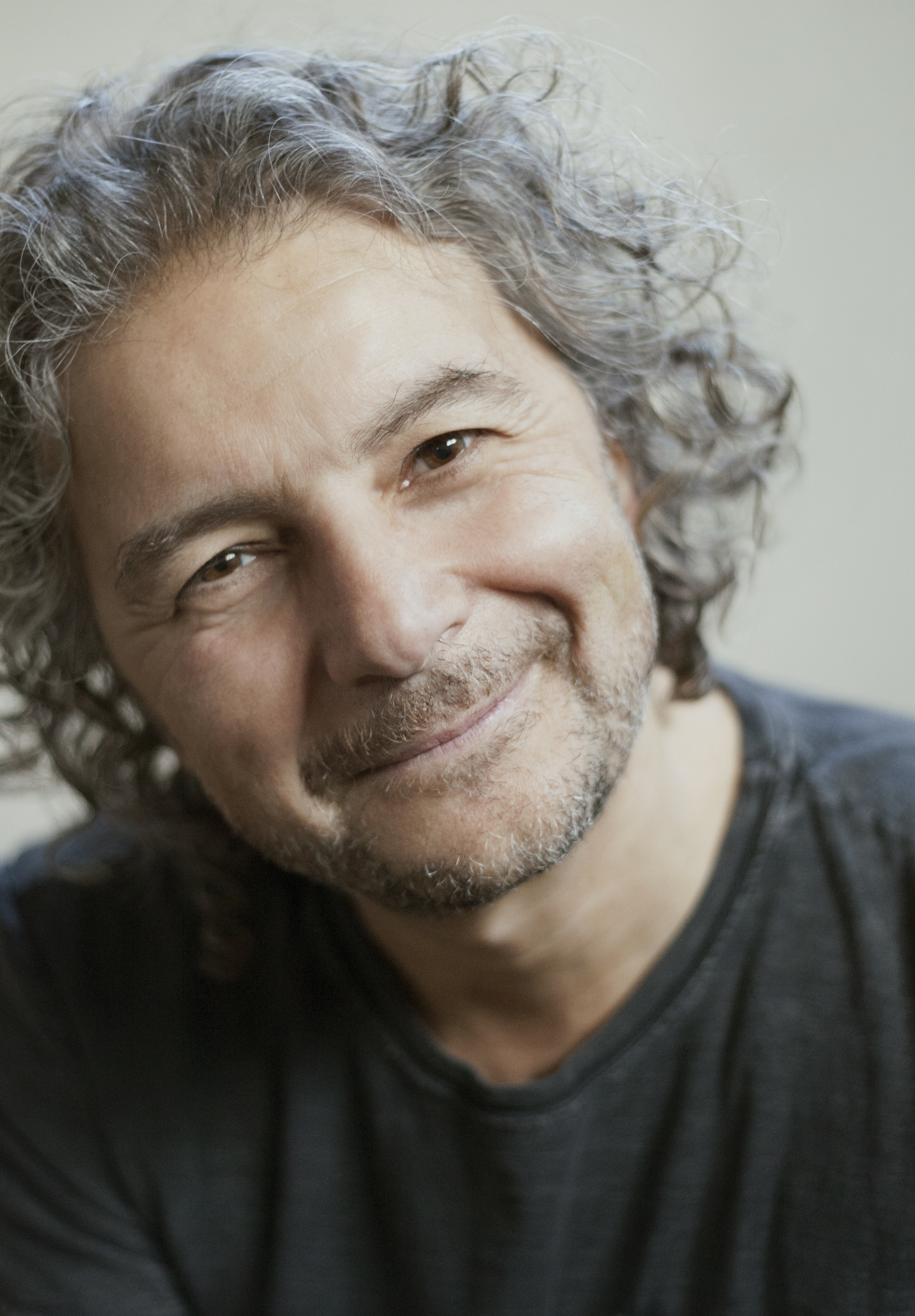
Daniele Finzi Pasca, 2014

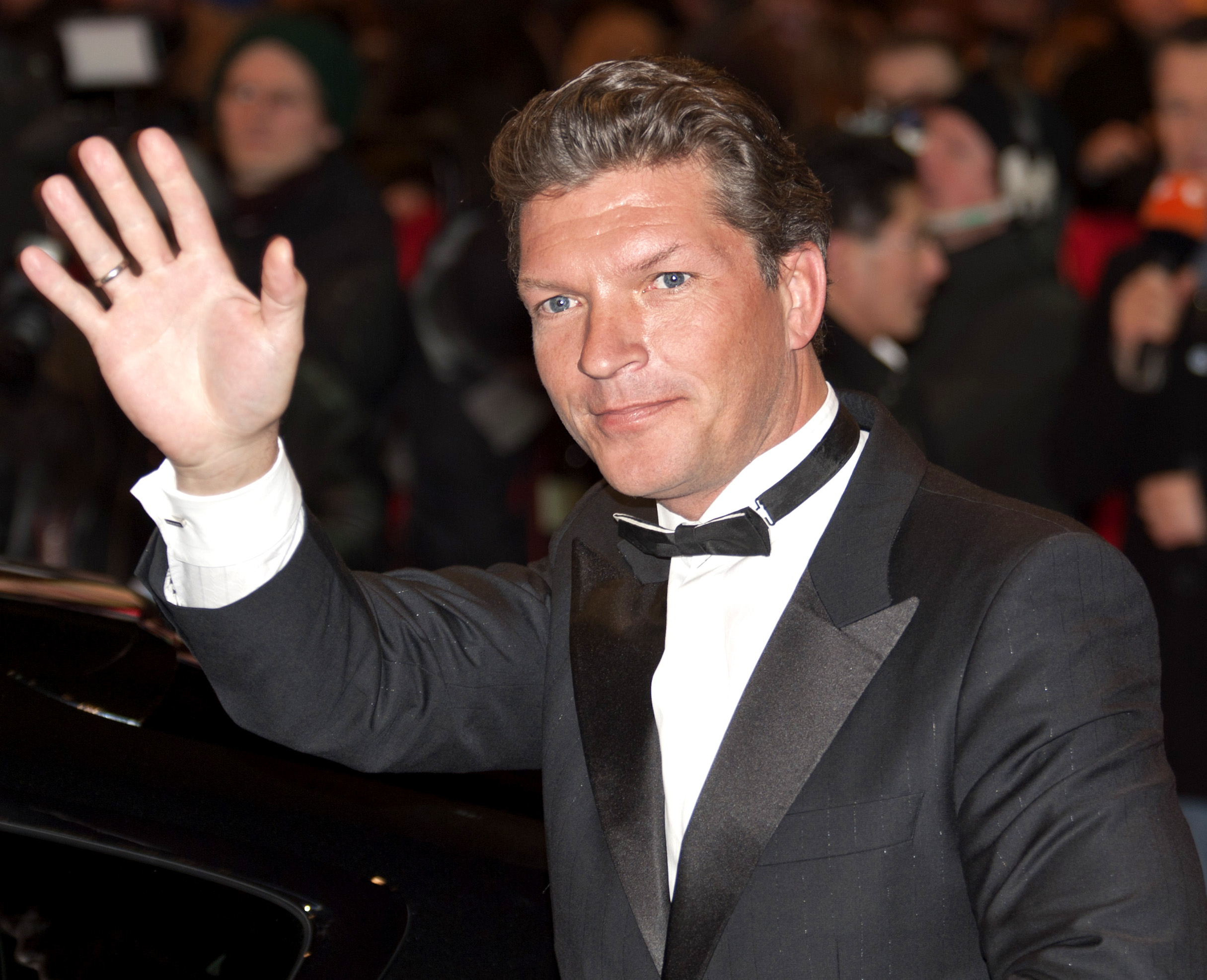
Hardy Krüger junior auf der Berlinale 2011

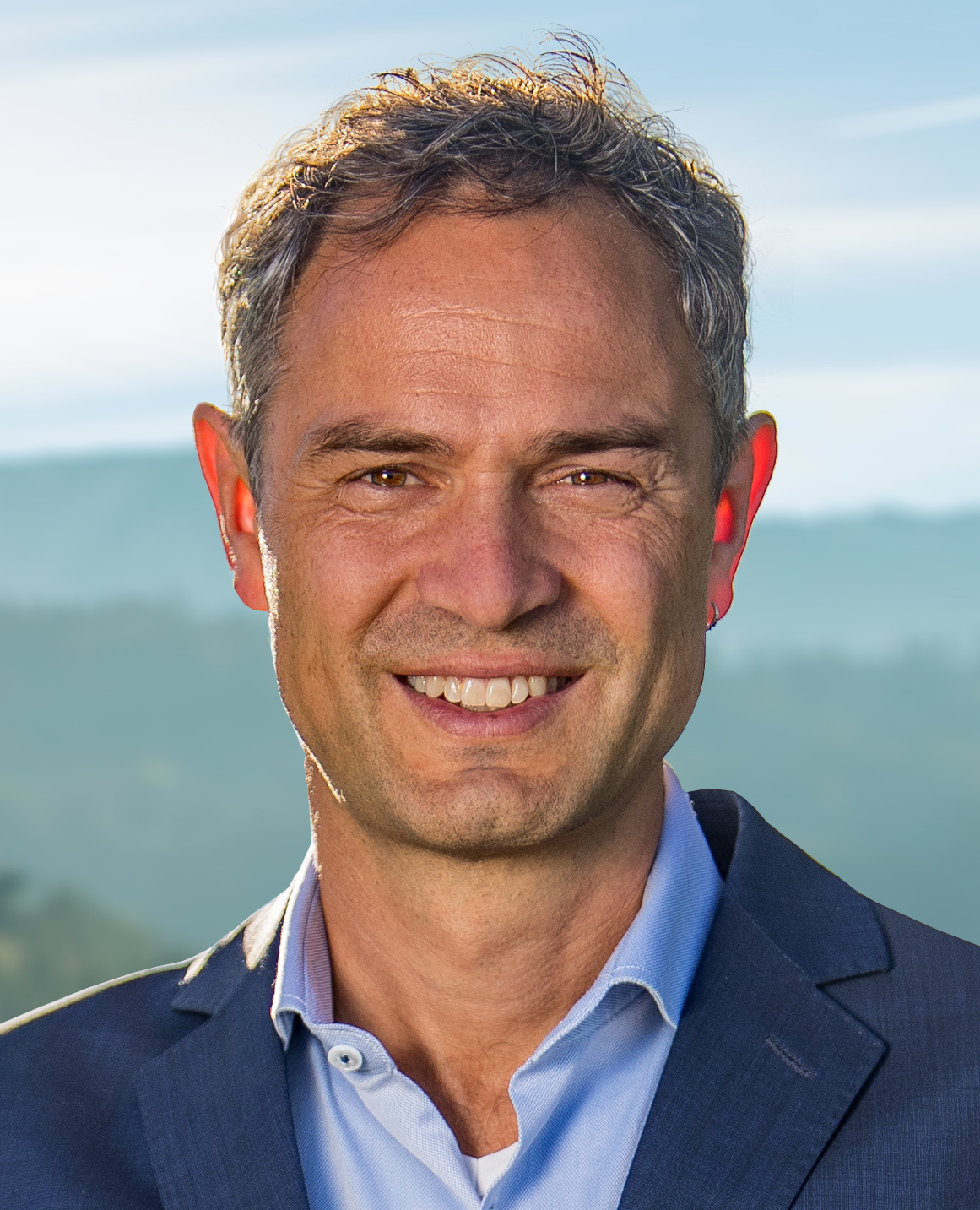
Daniele Ganser (2018)

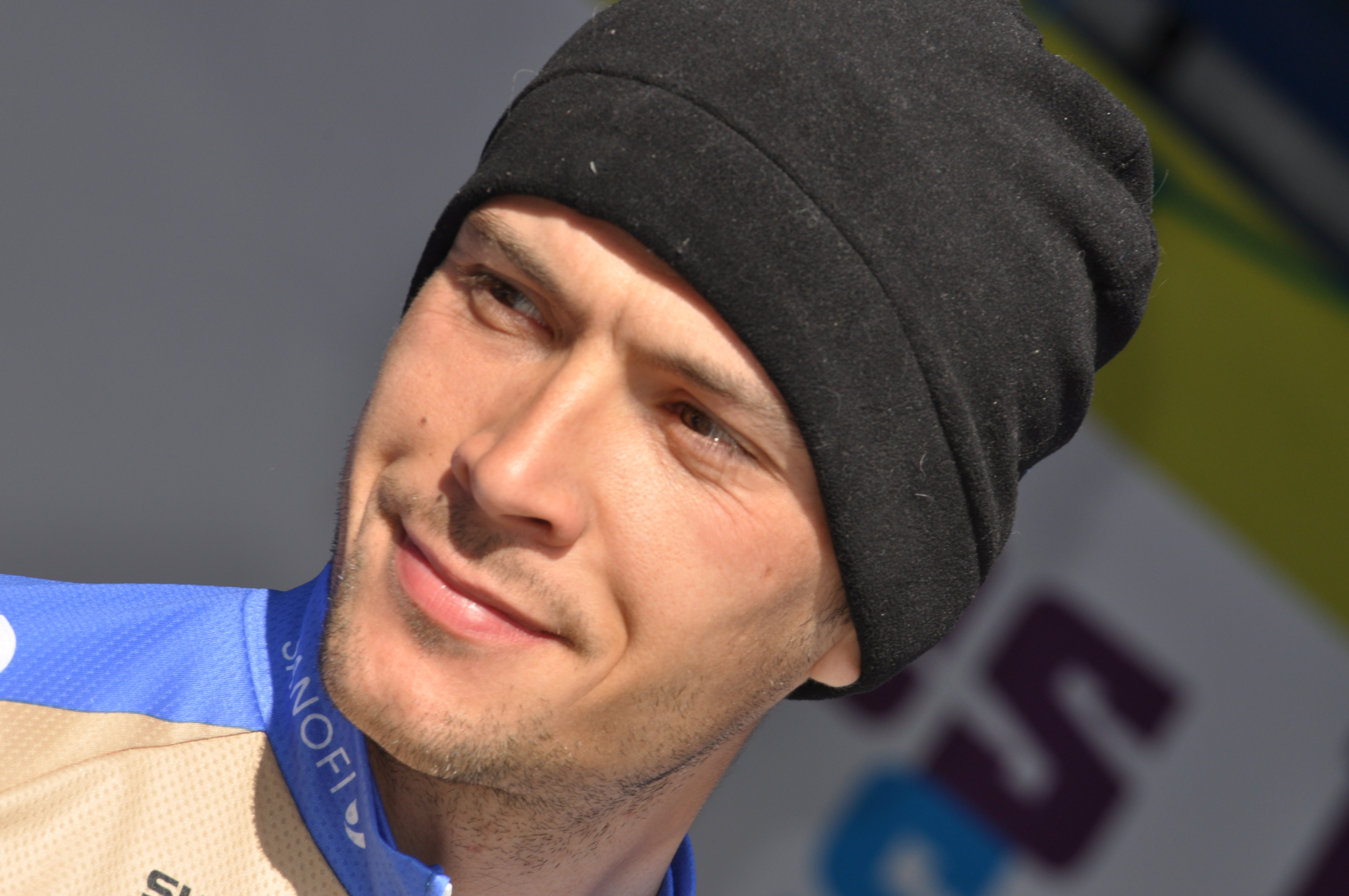
Rubens Bertogliati (2012)

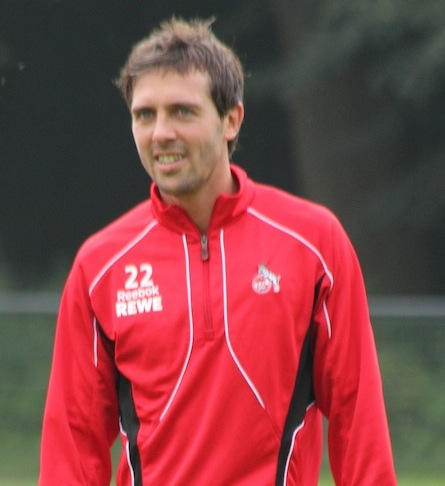
Fabrice Ehret (2010)

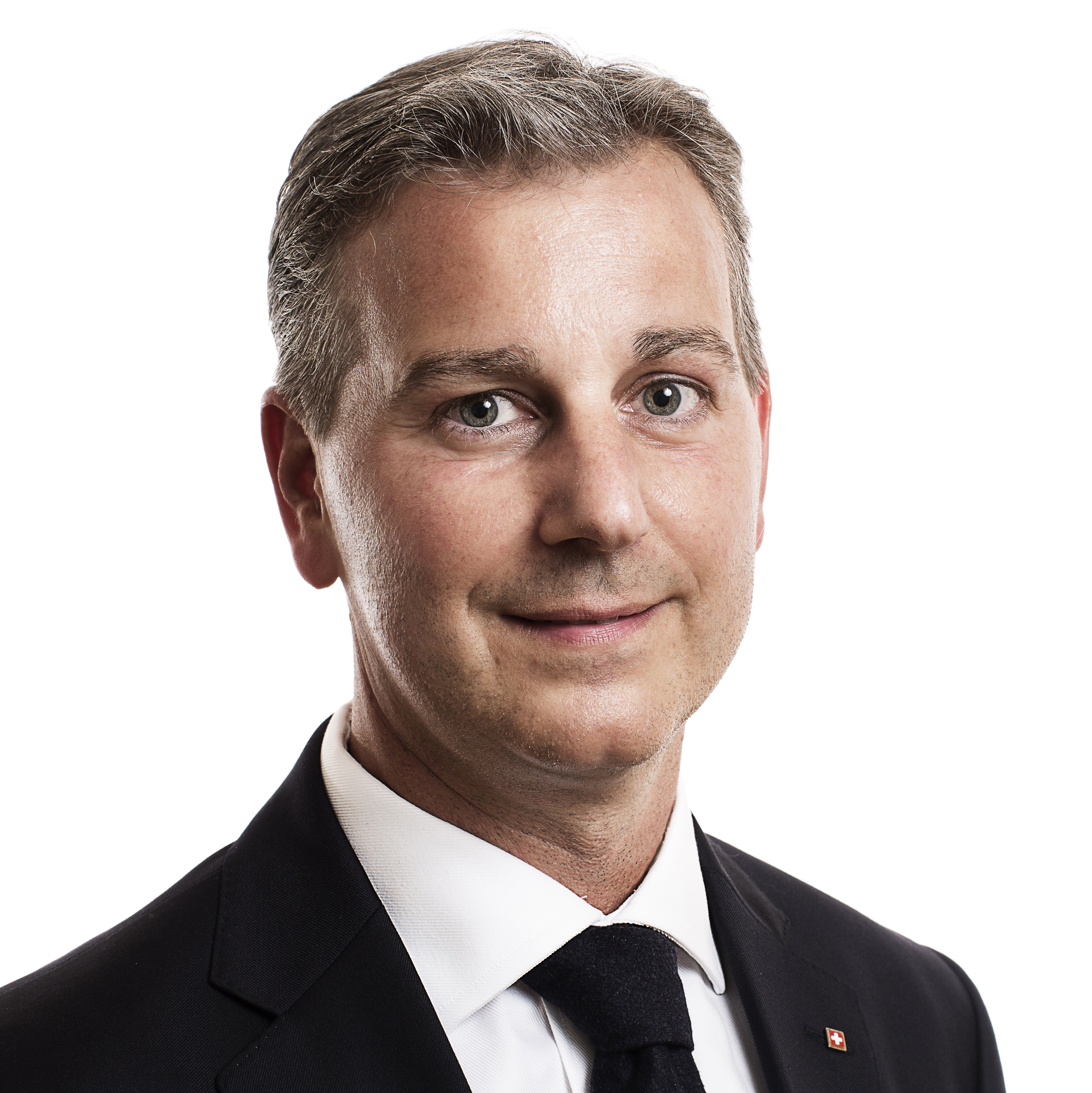
Marco Chiesa (2018)

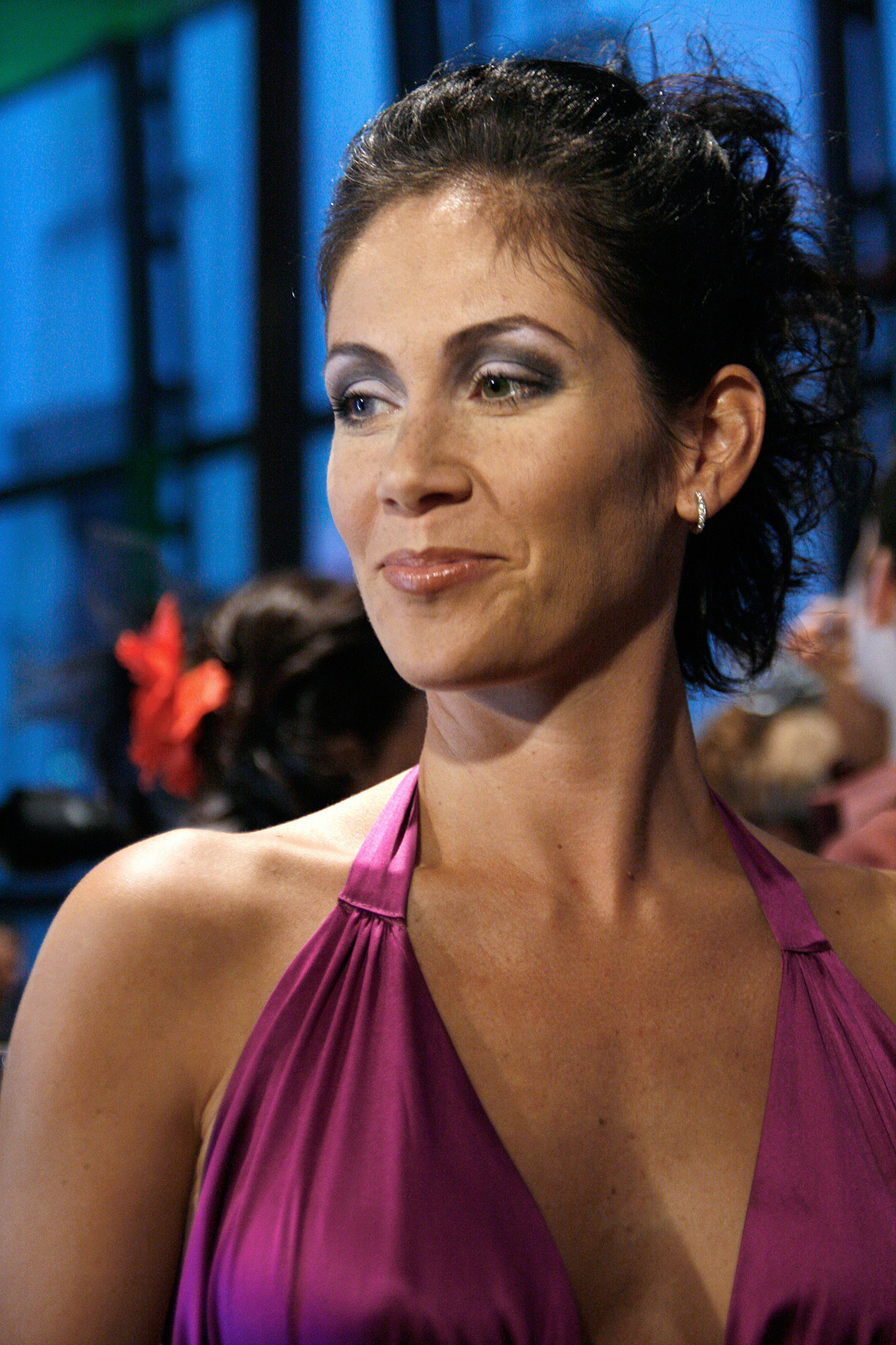
Adriana Zartl bei Dancer Against Cancer (2010)

- Fiorenza Casanova (* 3. Juli 1951), Künstlerin, Grafikdesignerin, Illustratorin und Aquarellmalerin. Sie macht Fotografie, Mosaik, Wandmalerei[797]
- Giuliana Pelli Grandini (* 1951; † 21. April 2024), Schauspielerin, Geschichtenerzählerin (Schillerpreis 2005) und Essayistin (sie beschäftigt sich insbesondere mit kinderpsychomotorischen Therapien), Braut von Eramo Pelli und Mutter von Matteo Pelli[798][799]
- Fulvio Pelli (1951), Rechtsanwalt, Politiker, ehemaliger Präsident der Freisinnig-Demokratischen Partei, Nationalrat
- Ivo Soldini (1951), Bildhauer, Zeichner, Maler und Kunstsammler. Er schuf Kunst im öffentlichen Raum
- Luisa Canonica (* 1952), studierte in Bologna, Lehrerin und Schriftstellerin[800][801]
- Andrea Gianinazzi (* 1952 in Lugano), Lehrer, Philosophiestudent (Studium 1980 abgeschlossen), Sekretär des Konsumvereins der Südschweiz, Schriftsteller[802]
- Nadia Sabbioni (* 15. November 1952), Malerin und Bildhauerin, schuf Installationen und Designer. Niedergelassen in Carrara im Jahr 1986. Lehrerin für visuelle Erziehung, Kunst und Marmorskulptur[803]
- Armando Boneff (* 5. Juni 1953), Graphiker und Politiker, Tessiner Grossrat[804]
- Luca Jaeggli (* 1953), 30 Jahre lang Direktor und Produzent von Kulturprogrammen bei Radiotelevisione Svizzera (RSI). Als Offshore-Segler und Navigator hat Dokumentarfilme über die Welt der Schiffe gedreht[805]
- Sergio Magistri (* 1953), Präsident und CEO der InVision[806][807]
- Lorenzo Pagnamenta (* 1953), Architekt und Maler[808]
- Adriano Pitschen (* 13. Juli 1953) (Bürgerort Sent GR), Maler und Zeichner[809][810]
- Paolo PAM Mazzucchelli (* 27. Januar 1954), Maler, Kupferstecher, Performer, Zeichner[811][812][813]
- Matteo Emery (* 15. Juni 1955), Regisseur und Maler. Er schuf Zeichnung und Aquarel[814]
- Angelo Jelmini (* 14. Februar 1955), Rechtsanwalt, Politiker (Christlichdemokratische Volkspartei) (CVP), Mitglied der Gemeindeverwaltung der Gemeinde Lugano[815]
- Valentino Prinz (* 23. April 1955), Maler, Zeichner, Fotograf[816]
- Claudio Sulser (1955), ehemaliger Fussballspieler, Arzt
- Pio Bordoni (* 5. März 1956; † 30. Dezember 2005 in Zürich), (Herkunftsort Gandria), Gründer der Conservatorio Internazionale Scienze Audiovisive (CISA)[817], Politiker, Gemeinderat von Lugano, 2002 Präsident der Lega dei Ticinesi[818]
- Maurizio Canetta (* 1956), Studien an der Universität Pavia, Journalist, Mitarbeiter und Direktor der Televisione svizzera di lingua italiana[819]; Präsident der Fondazione Patrimonio Culturale della Radiotelevisione Svizzera di lingua italiana[820]
- Bill Forrest (* 11. September 1956), Künstler, Maler macht Installation und Umgebung[821]
- Mauro Ghisletta (* 25. August 1956), Trompetist, er studierte unter H. Hunger in Lugano und unter H. Adelbrecht am Konservatorium von Zürich; erster Preis des Concorso internazionale von Ancona; er gründete den Classic Wind Ensemble[822]
- Jean Soldini (1956), Philosoph, Kunsthistoriker, Dichter
- Bernardino Bulla (* 7. Februar 1957, † 18. Januar 2025), aus Cabbio, Ökonom der Universität Genf, ehemaliger CEO der Banca dello Stato del Cantone Ticino[823] Präsident der Fondazione del Centenario BancaStato[824][825]
- Luigi Gianini (* 12. November 1957; † 11. Juni 2022 beim Pizzo Cavergno), Psychologe, Psychotherapeut, Bergsteiger, Mitglied des Schweizer Alpen-Clubs (SAC), Mitgründer der Società Svizzera di Psichiatria Sociale. Sezione Svizzera Italiana, Sofrolog, Mitglied der Associazione Ticinese degli Psicologi, Kursleiter.
- Delio Monti (* 26. Dezember 1957), Zeichner und Bühnenmaler[826]
- Diego Fasolis (1958), Organist, Pianist, Chordirigent und Komponist
- Michele Rino Amadò (* 29. April 1958), Philosoph, Dozent an der Scuola Universitaria Professionale della Svizzera italiana (SUPSI), Schriftsteller[827]
- Rocco Cattaneo (1958), Politiker FDP.Die Liberalen, Nationalrat, Unternehmer
- Dina Moretti Regazzi (* 20. Juni 1958), Malerin und Zeichnerin[828]
- Marina Masoni (1958), Rechtsanwältin, Anwältin, Politikerin (Freisinnig-Demokratische Partei), Grossrätin, Tessiner Staatsrätin, Direktorin der Privatbank Wegelin & Co
- Mariangela Agliati Ruggia (* 9. Februar 1959), Tochter von Mario Agliati, sie verheiratete Antonio Ruggia. Matura am Gymnasium Artistico von Anghiari, Doktorat an der Universität Perugia mit Dissertation über den Maler Ernesto Fontana (1837–1918) aus Cureglia, dann Sekundarlehrerin im Luganese und Mendrisiotto, Direktorin der Pinacoteca cantonale Giovanni Züst in Rancate[829]
- Mauro-Giuseppe Lepori (1959), Generalabt der Zisterzienser
- Claudia Patocchi Pusterla (* 1959 ?), sie promovierte 1981 an der Fakultät für Literatur und Philosophie der Universität Pavia, Dozentin der italienischen Literatur an der Fachschule für Gesundheits- und Sozialberufe in Canobbio, Dialektforscherin und Literaturkritikerin[830]
- Raffaella Castagnola Rossini (* 16. April 1960), sie studierte an der Universität Florenz, Doktorin in der italienischen Literatur, Philologin, Literaturwissenschaftlerin[831], Direktorin der Divisione della cultura e degli studi universitari[832]
- Sergio Ermotti (1960), Bankmanager, CEO der UBS
- Maurizio Trabattoni (* 1960), Maler[833]
- Maurizio Bionda (* 28. Mai 1961), Jazzsaxophonist, er besuchte die jazzseminarien in Siena; dann in Genf studierte er unter Maurice Magnoni; er unterrichtet im A.M.R. in Genf und an der Ecole de jazz et musique actuelle von Lausanne[834]
- Andrea Gabutti (* 28. Februar 1961), Maler und Zeichner[835][836]
- Raoul Ghisletta (* 29. Mai 1961), Syndikalist und Sekretär (VPOD), Politiker (SP), Gemeinderat Lugano, Tessiner Grossrat[837]
- Stefano Jermini (* 27. September 1961), Konzeptueller Künstler, Zeichnung und Happening[838]
- Claudia Bosia Volkmer (* 19. Februar 1962), Dozent, Politikerin, Tessiner Grossrätin[839]
- Francesca Bordoni (* 28. Juli 1963), Unternehmerin, Politikerin, Tessiner Grossrätin[840]
- Giovanna Masoni Brenni (* 7. Dezember 1963), Rechtsanwältin, Politikerin (FDP. Die Liberalen), Gemeinderat von Lugano[841]
- Cesare Mongodi (* 1963), Gymnasiallehrer in Morges, Dichter[842]
- Thomas Blumer (* 10. Januar 1964), Künstler, Steinbildhauer. Relief, Kunst im öffentlichen Raum[843]
- Daniele Finzi Pasca (1964), Theaterautor, Regisseur, Clown, Choreograph
- Mauro Gianetti (1964), Profi-Radrennfahrer
- Roberto Badaracco (* 21. Mai 1965), Rechtsanwalt, Politiker (FDP. Die Libaralen), Mitglied der Gemeindeverwaltung von Lugano, Tessiner Grossrat[844]
- Tamara Bialecka (* 6. August 1965), Künstlerin, Grafikerin, Malerin und Bildhauerin[845]
- Nicola Bühler (* 1965 ?), Doktor Bühler ist seit 1991 als Zahnarzt in Lugano tätig, Musiker, Mitglied des Concerto mandolinistico di Lugano und Leiter seit 2018 der Orchestra mandolinistica di Lugano (OML)[846]
- Giulia Fonti (* 16. April 1965), Künstlerin, Malerin, Zeichnerin, Druckgrafikerin; macht plastische Kunst. Ausbildung in Kunsttherapie[847]
- Wolfgang Marx (1965), deutscher Politiker der SPD und war Mitglied der Hamburgischen Bürgerschaft
- Chiara Orelli Vassere (* 26. Juni 1965), Politikerin, Tessiner Grossrätin (SP)[848]
- Claudia Quadri (* 1965), Journalistin und Schriftstellerin[849], Schweizer Literaturpreise 2015[850]
- Michele Foletti (* 21. April 1966), Politiker (Lega dei Ticinesi), Mitglied der Gemeindeverwaltung von Lugano, Tessiner Grossrat[851][852]
- Fabio Di Càsola (1967), Klarinettist
- Robert Pagani (* 1967?), Übersetzer von Konferenzen für die UN. Er ist der Autor zahlreicher Theaterstücke[853][854]
- Hardy Krüger junior (1968), deutscher Schauspieler
- Lou Lepori (1968), Theater- und Literaturwissenschafter, Journalist und Schriftsteller
- Katia Bassanini (1969–2010), Body Art, Fotografin
- Sibilla Altepost (* 14. November 1970), Künstlerin, Malerin, Bildhauerin und Zeichenlehrerin[855]
- Daniele Morresi (* 1970), Dichter, Dozent; seit 2003 an der Ecole Internationale in Genf, Übersetzer[856]
- Laura Solari (* 31. Juli 1971), Plastikerin, Fotografin, Siebdruckerin[857]
- Antonio Esposito (1972), schweizerisch-italienischer Fussballspieler
- Daniele Ganser (1972), Historiker und Publizist
- Cristina Poretti (* 15. September 1972), Künstlerin für gemischte Medien, Zeichenlehrer, Installationen, Mischtechniken, Multiples, Video- und Fotokunst[858]
- Roberta Nicolò (* 1972), Journalistin und Schriftstellerin[859]
- Michela Torricelli (* 12. Juli 1972), Künstlerin, Keramikerin, Bildhauerin und Grafikerin[860]
- Silvan Zingg (1973), Boogie-Woogie-, Blues- und Jazz-Pianist
- Lorenzo Buccella (* 1974), Autor von Gedichten, Kurzgeschichten und Theaterstücken, Journalist, Mitarbeiter der Radiotelevisione Svizzera[861]
- Marco Chiesa (1974), Politiker, Mitglied des Ständerats und ehemaliger Parteipräsident der SVP.
- Virginia Helbling (* 1974), Schriftstellerin, Tessiner Preisträger des Studer/Ganz-Preises, sie wohnt in Gorduno[862][863]
- Sandro Schneebeli (1974), Jazzmusiker
- Veronica Tanzi (* 22. Februar 1975), Fotografin und Bildhauerin[864]
- Prisca Agustoni (1975), Schriftstellerin, Dichterin[865][866]
- Alexandre Coigny (1975), Unternehmer und Autorennfahrer
- Adriana Zartl (1975), österreichische Fernsehmoderatorin, Schauspielerin und Tänzerin
- Giovanna Viscardi (* 17. September 1975), Rechtsanwältin, Politikerin (FDP. Die Liberalen), Gemeinderat von Lugano, Tessiner Grossrätin[867]
- Debora Porfiri (* 1975?), Matura am Lyzeum 1 von Lugano, Literarische Studien an der Universität Genf, Gymnasiallehrerin und Schriftstellerin[868]

### Ab 1976
- Tommaso Soldini (* 1976), Gymnasiallehrer, Schriftsteller, Dichter, Mitbegründer und Mitherausgeber der Zeitschrift Ground Zero (2009–2013), wohnt in Bellinzona[869][870]
- Elena Jurissevich (* 1976), Dichterin, wohnt in Genf[871]
- Alexandre Hmine (* 1976), Dozent der italienische Literatur und Schriftsteller, Studer/Ganz-Preis 1917[872]
- Davide Cascio (* 1. Mai 1976), Kunstmaler, Bildhauer macht Werke mit installativem Charakter, Plastische Kunst, Öl- und Wandmalerei, Collage, Mischtechnik, Objekte und Kunstdrucke[873][874]
- Luca Frei (* 12. September 1976), Fotograf, schuf Plastische Kunst, Malerei, Zeichnung, Installation und Collage[875]
- Giona Bernardi (* 25. September 1976; † 10. Juni 2015 in Vacallo), Künstler, Maler und Performer[876]
- Oliver Scharpf (* 1977), Journalist, Dichter, Schriftsteller und Essayist[877][878]
- Matteo Pelli (* 1978), Schriftsteller und Fernsehmoderator[879]
- Alex Dorici (* 6. April 1979), Künstler, schuf Installation, Malerei, Stichtiefdruck und Skulptur[880]
- Rubens Bertogliati (1979), Radrennfahrer
- Fabrice Ehret (1979), französischer Fussballspieler
- Germano Vailati (1980), Fussballtorhüter
- Tonatiuh Ambrosetti (* 13. Dezember 1980), Künstler, Fotograf, Bildhauer und Lichtperformance[881]
- Christian Rebecchi (* 20. Dezember 1980), Maler, Bildhauer, Strassenkünstler, seit 1996 arbeitet zusammen mit Pablo Togni aus Bellinzona (Nevercrew)[882]

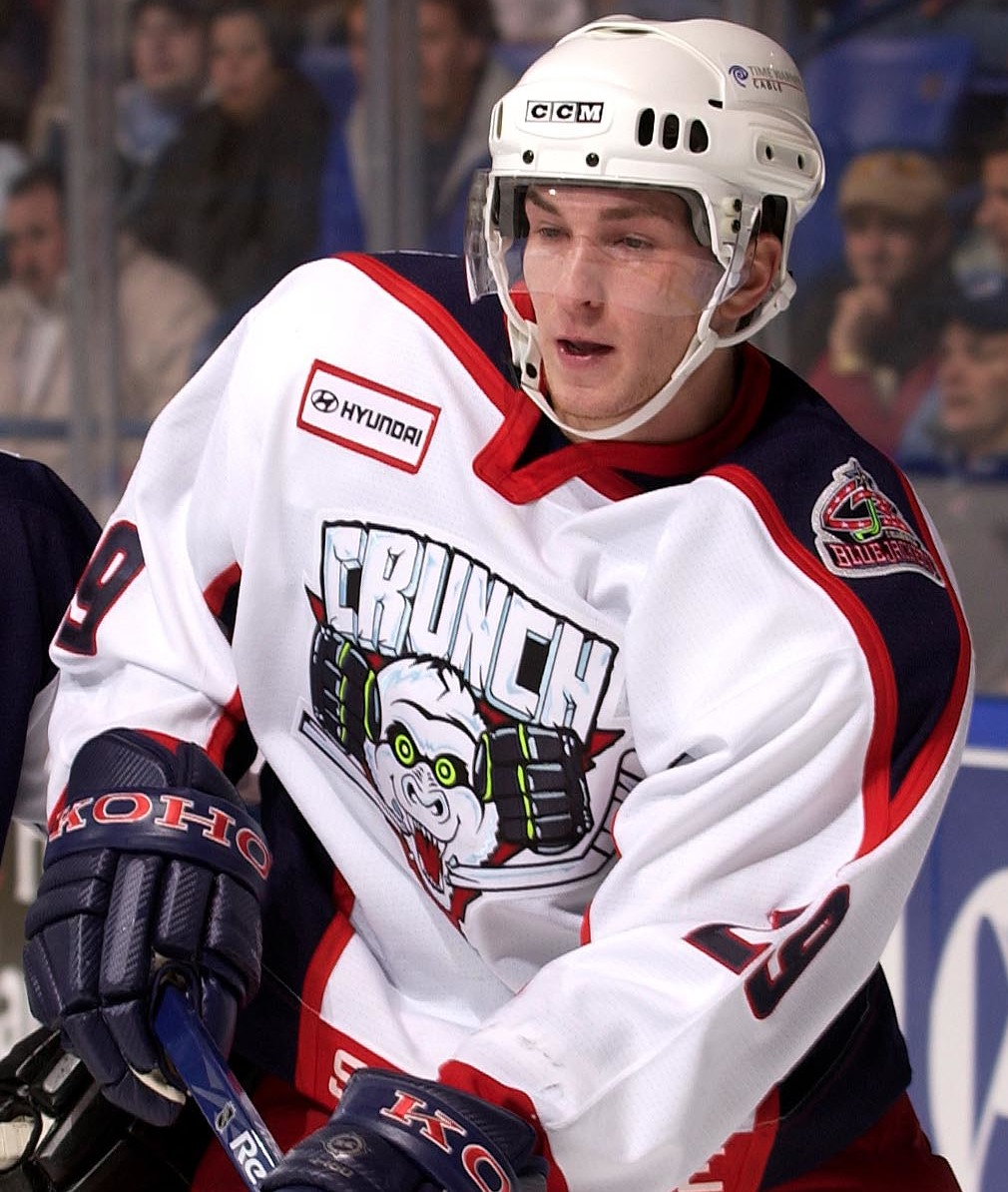
Raffaele Sannitz

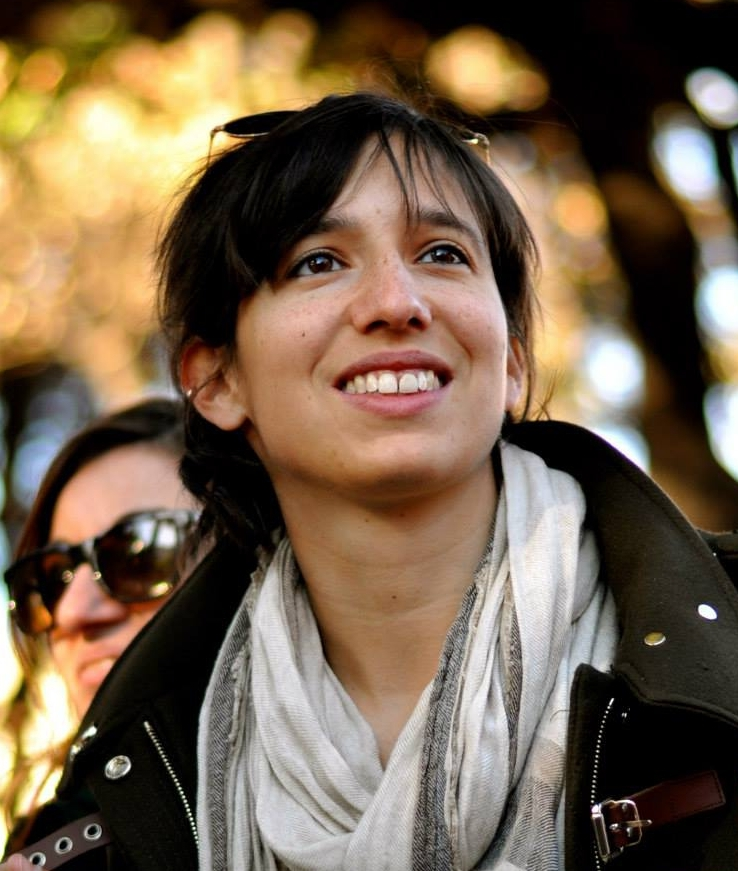
Elly Schlein (2014)

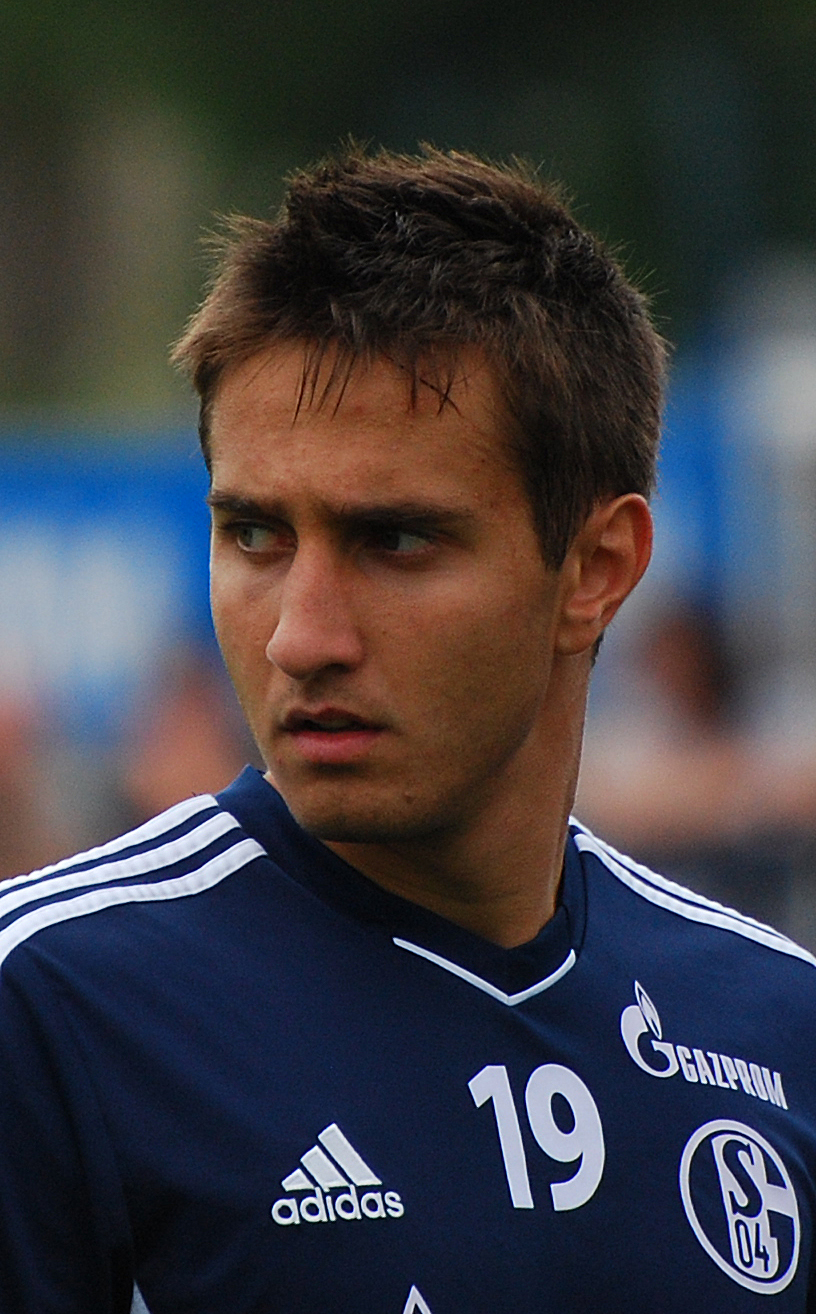
Mario Gavranovic (2011)

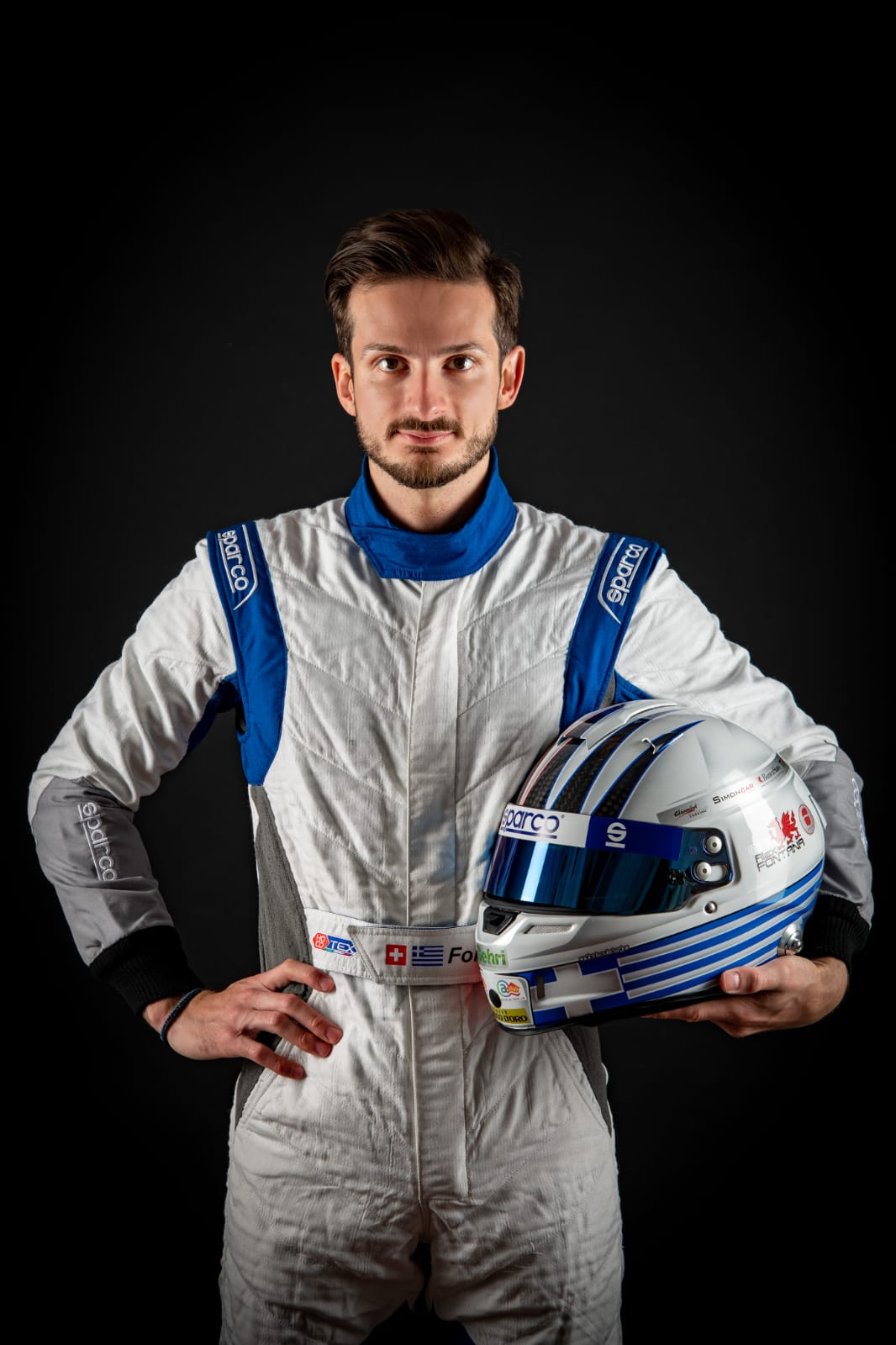
Alex Fontana

- Daniele Bernardi (* 1981), Dichter und Teatherschriftsteller, wirkt auch in Romm Mitglied des Teatro delle radici in Lugano[883][884]
- Yari Bernasconi (1982), Dichter und Schriftsteller
- Niccolò Castelli (1982), Filmregisseur und Festivaldirektor
- Margherita Coldesina (* 1982), Schauspielerin, Synchronsprecherin und Radiosprecherin. Sie hat für TV, Kino und Theater gearbeitet. Im Jahr 2007 gründete sie die Theatergruppe Femme Théâtrale[885]
- Luca Brunoni (* 1982), Schriftsteller, lebt auch in Neuenburg[886]
- Linda Jozefowski (1982), Jazzmusikerin
- Anja Kofmel (1982), Animationsfilmemacherin
- Alberto Regazzoni (1983), Fussballspieler
- Raffaele Sannitz (1983), Eishockeyspieler
- Florian Bühler (* 20. September 1983), Maler[887]
- Davide Staffiero (* 1984 in Lugano ?), Filmkritiker, arbeitet beim Fernsehen Radiotelevisione Svizzera, Schriftsteller Gewinner des Preis Giovane Holden in Viareggio, wohnt in Torricella[888][889]
- Simona Elena Crivelli (* 1984)[890]
- Aglaja Elena Amadò (* 25. Februar 1985), Schauspielerin[891][892]
- Elly Schlein (1985), italienische Politikerin der Partito Democratico
- Mattia Bertoldi (* 1986), Journalist und Schriftsteller[893]
- Nolan Quinn (1986), Jazztrompeter, Komponist und Musikproduzent
- Sibilla C. De Stefani (* 1987), Literaturstudium an der Universität Genf, das sie 2011 mit dem Master abschloss, doktorierte sie 2016 an der Universität Zürich in italienischer Literatur. Sie lebt in Zürich, Mitglied der Verwaltung der Associazione degli scrittori svizzeri di lingua italiana (ASSI)[894][895]
- Benedetta Sara Galetti (* 1987), Abschluss in Moderner Literatur in Mailand und in Recht in Universität Freiburg (Schweiz), Schriftstellerin[896][897]
- Maristella Patuzzi (* 1987), Violinistin, Politikerin, Tessiner Grossrätin[898]
- Marco Scorti (* 3. Juli 1987), Maler[899]
- Dominique Stark (1988), Radrennfahrer
- Tito Tarchini (1989), Fussballspieler
- Mario Gavranović (1989), Fussballspieler
- Stefano Comini (1990), Automobilrennfahrer
- Alex Fontana (1992), Automobilrennfahrer
- Alessio Bertaggia (1993), Eishockeyspieler
- Marko Mladjan (1993), Basketballspieler
- Luca Fazzini (1995), Eishockeyspieler
- Rémy Bertola (1998), Tennisspieler
- Oliver de Croock (1999), belgisch-schweizerischer Eishockeyspieler
- Yuri-Gino Klein (2001), Fussballtorhüter
- Ryan Fosso (2002), Fussballspieler
- Armend Zahaj (2002), schweizerisch-serbischer Fussballspieler